# Voltaire
Pour les articles homonymes, voir Voltaire (homonymie).
Œuvres principales
- Lettres philosophiques (1734)
- Zadig ou la Destinée (1748)
- Essai sur les mœurs (1756)
- Candide ou l’Optimisme (1759)
- Traité sur la tolérance (1763)
- Dictionnaire philosophique (1764)
- L’Ingénu (1767)

Compléments
- Intervenu dans différentes affaires judiciaires dont l’affaire Calas (1762), l’affaire Sirven (1764) et l’affaire du chevalier de La Barre (1766)
- Panthéonisation en 1791

Voltaire, de son vrai nom François-Marie Arouet, né le 21 novembre 1694 à Paris où il meurt le 30 mai 1778, est un écrivain et philosophe français, jouissant de son vivant d'une célébrité internationale et considéré aujourd'hui comme figure emblématique et centrale des Lumières.
Féru d'arts et de sciences, ami et collaborateur des encyclopédistes, Voltaire marque son époque par sa production littéraire et ses engagements politiques. Son influence sur les classes éduquées est considérable dans les décennies qui précèdent la Révolution française et tout au long du XIXe siècle, en particulier dans les milieux bourgeois anticléricaux.
Adversaire implacable des religions révélées, mais déiste ou théiste, il dénonce dans son Dictionnaire philosophique le fanatisme religieux de toutes les époques, tant en France que dans d'autres pays. Mettant sa notoriété au service des victimes de l’intolérance religieuse ou de l’arbitraire, il prend position dans des affaires qu’il a rendues célèbres : les affaires Calas, Sirven, celles du chevalier de La Barre et du comte de Lally-Tollendal.
Partisan d’une monarchie modérée et libérale éclairée par les « philosophes », il a pour modèle le système britannique de gouvernement issu de la révolution de 1688, qu'il a pu observer lui-même lors de son séjour anglais de 1726 à 1728. Il croit un moment trouver dans les « despotes éclairés » (Frédéric de Prusse et Catherine de Russie) des princes modèles. Il est en revanche méfiant à l'égard du régime républicain, à la différence de Rousseau, citoyen de la république de Genève.
Pour le XVIIIe siècle, Voltaire est avant tout poète. On le désigne comme « l'auteur de La Henriade » (du nom de son poème épique à la gloire d'Henri IV), et ses tragédies (ou « poèmes dramatiques ») assurent sa renommée littéraire à l'égal d'un Racine ou d'un Corneille : Œdipe, sa première pièce, est un triomphe sous la Régence ; Zaïre est certainement le plus grand succès de théâtre de son siècle. De nos jours, ce sont plutôt ses contes philosophiques qui sont retenus par la mémoire scolaire : Candide ou l'Optimisme au premier chef, mais également Zadig, Micromégas, L'Ingénu ou encore La Princesse de Babylone. Épistolier infatigable, sa correspondance monumentale est estimée à quarante mille lettres, dont quinze mille nous sont connues.
Également historien, titulaire à partir de 1746 d'une charge officielle d'historiographe du roi, il est l'auteur dans ce domaine d'une œuvre importante qui comprend notamment l'Histoire de Charles XII, Le Siècle de Louis XIV, le Précis du siècle de Louis XV, et l'Essai sur les mœurs, ouvrages comptant parmi les premiers essais historiques modernes. Sa philosophie de l'histoire fait de lui un précurseur du déterminisme historique du XIXe siècle et de l'histoire culturelle au XXe siècle.
Anglomane, à son retour de Londres Voltaire diffuse dans ses Lettres philosophiques des idées alors méconnues en France : le système de l'attraction universelle de Newton, l'empirisme de Locke, mais aussi le théâtre de Shakespeare, au sujet duquel il se montre ambivalent.
Tout au long de sa vie, Voltaire fréquente les grands de ce monde et les monarques, mais se retrouve souvent aux prises avec les autorités politiques, ce qui le conduit à la Bastille à deux reprises dans sa jeunesse, et par la suite à une série d'exils : d'abord l'Angleterre, ensuite dans la commune de Cirey auprès d'Émilie du Châtelet, puis la cour de Prusse où il se brouille avec Frédéric II avant de fuir Berlin en 1753. Après plusieurs mois d'errance, interdit de rentrer à Paris, il se réfugie aux Délices sur le territoire de Genève, puis acquiert en 1759 le domaine de Ferney, à la frontière entre le royaume de France et la république de Genève. Revenu à Paris en 1778, après une absence de près de vingt-huit ans, il y est ovationné par ses admirateurs et y meurt quelques semaines plus tard à 83 ans.
Voltaire aime le confort, les plaisirs de la table et de la conversation qu’il considère, avec le théâtre, comme l’une des formes les plus abouties de la vie en société. Il acquiert une fortune considérable dans des opérations spéculatives, surtout la vente d'armes, et dans la vente de ses ouvrages, ce qui lui permet de s’installer en 1759 au château de Ferney et d'y vivre sur un grand pied, tenant table et porte ouvertes. Le pèlerinage à Ferney fait partie en 1770-1775 du périple de formation des classes supérieures européennes sympathisant avec le parti philosophique. Investissant ses capitaux, il fait du village misérable de Ferney une petite ville prospère. Généreux, d'humeur gaie, il est néanmoins chicanier et parfois féroce et mesquin avec ses adversaires comme Jean-Jacques Rousseau, Crébillon ou Lefranc de Pompignan.
Les révolutionnaires de 1789, partisans de la monarchie constitutionnelle, voient en lui un précurseur, plus qu'en Rousseau, de sorte qu'il est panthéonisé en 1791, le deuxième après Mirabeau. À l'initiative du marquis de Villette qui l'a hébergé durant son séjour à Paris, le « quai des Théatins » où l'écrivain est mort est rebaptisé « quai Voltaire ». Sa popularité est moindre auprès du gouvernement montagnard de 1793-1794 : Robespierre étant un admirateur de Rousseau.
Il est célébré par la IIIe République : dès 1870, à Paris, un boulevard, une impasse et une place portent son nom. Sa personne et ses combats ont alimenté, au XIXe siècle, les passions antagonistes des adversaires et des défenseurs de la laïcité de l’État et de l’école publique, et, au-delà, de l’esprit des Lumières.

## Biographie

### Débuts (1694-1733)

#### Origines: naissance et filiation contestée
François-Marie Arouet est né officiellement le 21 novembre 1694 à Paris et a été baptisé le lendemain à l'église de Saint-André-des-Arts. Il est le deuxième fils de François Arouet, notaire au Châtelet depuis 1675, marié le 7 juin 1683 à Saint-Germain-l'Auxerrois avec Marie-Marguerite d'Aumart, fille d’un greffier criminel au Parlement. Le couple a cinq enfants dont trois atteignent l'âge adulte :
- Armand Arouet (1685-1745), avocat au Parlement, puis successeur de son père comme receveur des épices, personnalité très engagée dans le jansénisme parisien à l'époque de la fronde contre la bulle Unigenitus et du diacre Pâris.
- Marie Arouet (1686-1726), seule personne de sa famille qui ait inspiré de l’affection à Voltaire, épouse Pierre François Mignot, correcteur à la Chambre des comptes. Elle est la mère de l’abbé Mignot, qui s'occupe du corps de Voltaire à sa mort et de Marie-Louise, la future « Madame Denis », qui partage une partie de la vie de l'écrivain.
- François-Marie (1694-1778) dit Voltaire

Le père revend en 1696 sa charge de notaire pour acquérir celle de conseiller du roi, receveur des épices à la Chambre des comptes. Voltaire perd sa mère à l’âge de sept ans.
Cependant, Voltaire a plusieurs fois affirmé qu'il était né le 20 février 1694 à Châtenay-Malabry, où son père avait une propriété, le château de la Petite Roseraie. Ce fait semble confirmé par la personne devenue propriétaire du château, la comtesse de Boigne, ainsi qu'elle l'écrit dans ses mémoires : « La naissance de Voltaire dans cette maison lui donne prétention à quelque célébrité ». Il a contesté aussi sa filiation paternelle, persuadé que son vrai père était un certain Roquebrune, : « Je crois aussi certain que d’Alembert est le fils de Fontenelle, comme il est sûr que je le suis de Roquebrune ». Voltaire prétendit que l’honneur de sa mère consistait à avoir préféré un homme d’esprit comme était Roquebrune, « mousquetaire, officier, auteur et homme d'esprit », à son père, le notaire Arouet dont Roquebrune était le client, car Arouet était, selon Voltaire, un homme très commun. Le baptême à Paris aurait été retardé du fait de la naissance illégitime et du peu d’espoir de survie de l’enfant. Aucune certitude n’existe sinon que l’idée d’une naissance illégitime et d’un lien de sang avec la noblesse d’épée ne déplaisait pas à Voltaire.
Du côté paternel, les Arouet sont originaires d’un petit village du nord du Poitou, Saint-Loup-sur-Thouet, près d'Airvault, où ils exercent aux XVe et XVIe siècles une activité de marchands tanneurs, qui enrichit l'aïeul de Voltaire, Helenus Arouet (1569-1625), propriétaire de la seigneurie de Puy-Terrois, acquéreur en 1612 pour 4 000 livres tournois de « la maison noble terre et seigneurie et métairie de la Routte » à Saint-Loup, qu'il revend en 1615,. Le premier Arouet à quitter sa province s’installe à Paris en 1625 où il ouvre une boutique de marchand de draps et de soie. Il épouse la fille d’un riche marchand drapier et s’enrichit suffisamment pour acheter en 1675 pour son fils, François, le père de Voltaire, une charge anoblissante de notaire au Châtelet, assurant à son titulaire l’accès à la petite noblesse de robe. Le père de Voltaire, travailleur austère et probe aux relations importantes, arrondit encore la fortune familiale en épousant le 7 juin 1683 la fille d’un greffier criminel au Parlement.

#### Études chez les Jésuites (1704-1711)
À la différence de son frère aîné qui étudie chez les jansénistes, François-Marie entre à dix ans comme interne (pour un coût de 400 puis 500 livres par an) au collège Louis-le-Grand, tenu par les Jésuites, et y reste sept ans. Les jésuites enseignent les langues classiques et la rhétorique mais, dans la ligne de leur Ratio Studiorum, veulent avant tout former des hommes du monde et initient leurs élèves aux arts de société : joutes oratoires, plaidoyers, concours de versification et théâtre. Un spectacle théâtral, le plus souvent en latin où sont par principe exclues les scènes d'amour, les rôles de femmes étant joués par des hommes, est donné chaque fin d'année lors de la distribution des prix.
Arouet est un élève brillant, vite célèbre par sa facilité à versifier : sa toute première publication est son Ode sur sainte Geneviève (1709). Imprimée par les Pères, cette ode est répandue hors les murs de Louis-le-Grand (au grand dam du Voltaire adulte). Le tout jeune Arouet apprend au collège Louis-le-Grand à s'adresser d’égal à égal aux fils de puissants personnages et tisse de précieux liens d’amitié qui lui seront très utiles toute sa vie : entre bien d'autres, les frères d’Argenson, René-Louis et Marc-Pierre, futurs ministres de Louis XV, et le futur duc de Richelieu. Bien que très critique envers la religion en général et les ecclésiastiques en particulier, il garde toute sa vie une grande vénération pour son professeur jésuite Charles Porée. Voltaire écrit en 1746 : « Rien n’effacera dans mon cœur la mémoire du père Porée, qui est également cher à tous ceux qui ont étudié sous lui. Jamais homme ne rendit l’étude et la vertu plus aimables. Les heures de ses leçons étaient pour nous des heures délicieuses ; et j’aurais voulu qu’il eût été établi dans Paris, comme dans Athènes, qu’on pût assister à de telles leçons ; je serais revenu souvent les entendre ».

#### Débuts comme homme de lettres et premières provocations (1711-1718)

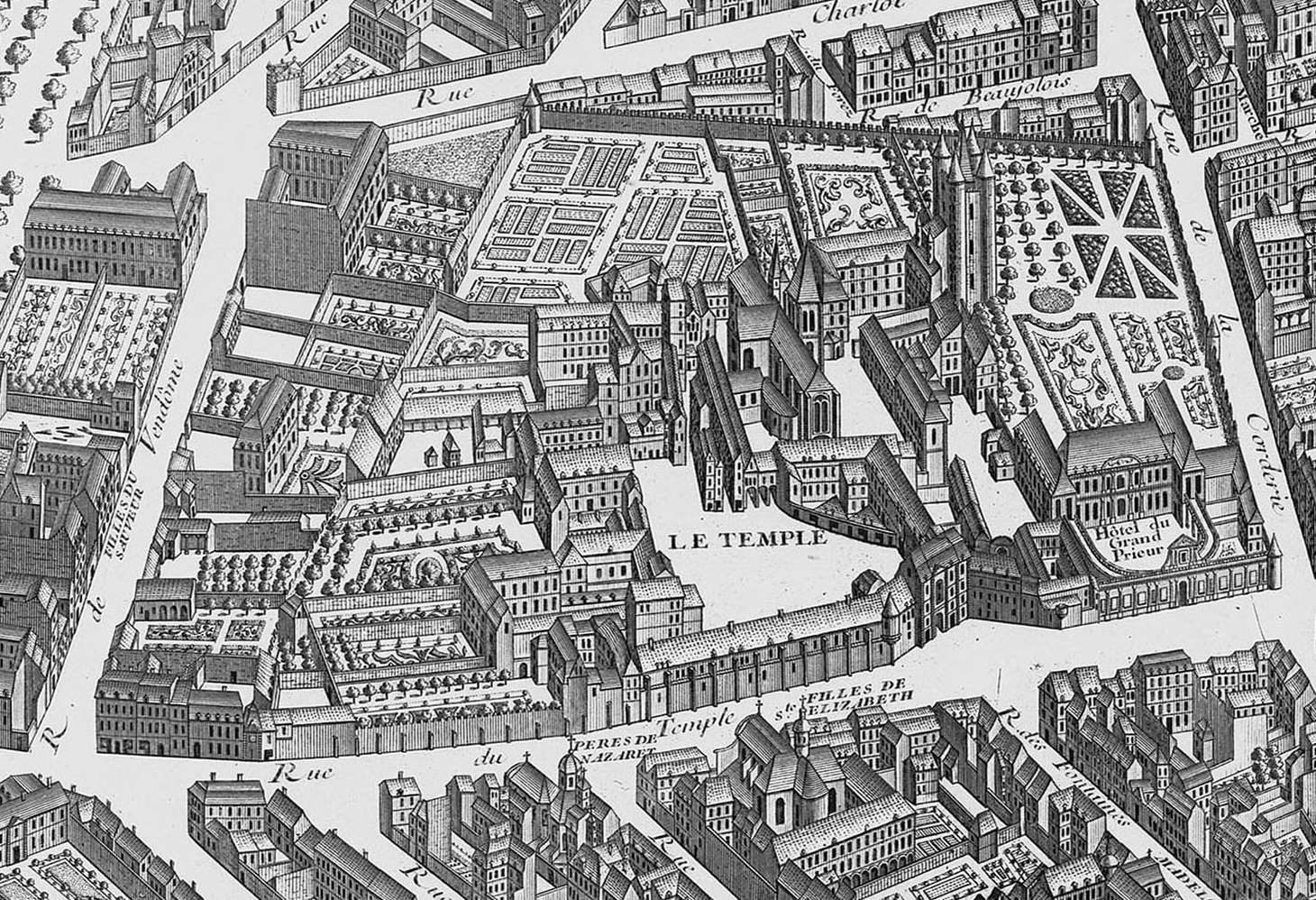
Le Temple, détail du plan de Turgot, 1739. Le palais du grand prieur (à droite de la porte d’entrée) réunit une société libertine que fréquente assidûment Arouet à la sortie du collège.

Arouet quitte le collège en 1711 à dix-sept ans et annonce à son père qu’il veut être homme de lettres, et non avocat ou titulaire d’une charge de conseiller au Parlement, investissement pourtant considérable que ce dernier est prêt à faire pour lui. Devant l’opposition paternelle, il s’inscrit à l’école de droit et fréquente la société du Temple, qui réunit dans l’hôtel de Philippe de Vendôme, des membres de la haute noblesse et des poètes (dont Chaulieu), épicuriens lettrés connus pour leur esprit, leur libertinage et leur scepticisme. L’abbé de Châteauneuf, son parrain, qui y avait ses habitudes, l’avait présenté dès 1708. En leur compagnie, il se persuade qu’il est né grand seigneur libertin et n’a rien à voir avec les Arouet et les gens du commun. C'est aussi pour lui une école de poésie ; il va ainsi y apprendre à faire des vers « légers, rapides, piquants, nourris de référence antiques, libres de ton jusqu’à la grivoiserie, plaisantant sans retenue sur la religion et la monarchie ».
Son père l’éloigne un moment de ce milieu en l’envoyant à Caen, puis en le confiant au frère de son parrain, le marquis de Châteauneuf, qui vient d’être nommé ambassadeur à La Haye et accepte de faire de lui son secrétaire privé. Mais son éloignement ne dure pas. À Noël 1713, il est de retour, chassé de son poste et des Pays-Bas pour cause de relations tapageuses avec Olympe du Noyer, la fille de Anne-Marguerite Petit du Noyer. Furieux, son père veut l’envoyer en Amérique mais finit par le placer dans l’étude d’un magistrat parisien. Il est sauvé par un ancien client d’Arouet, lettré et fort riche, M. de Caumartin, marquis de Saint-Ange, qui le convainc de lui confier son fils pour tester le talent poétique du jeune rebelle. Arouet fils passe ainsi des vacances au château de Saint-Ange près de Fontainebleau à lire, à écrire et à écouter les récits de son hôte qui lui serviront pour La Henriade et Le Siècle de Louis XIV.
En 1714, il perd de peu le prix de poésie de l'Académie française, qui est décerné à l'abbé Juillard du Jarry de Bussac en Saintonge, pour sa poésie Le Vœu de Louis XIII. Il publie alors anonymement des invectives à l'égard de l'abbé dans une lettre à M. D***, au sujet des prix de poésie donné par l'Académie française.

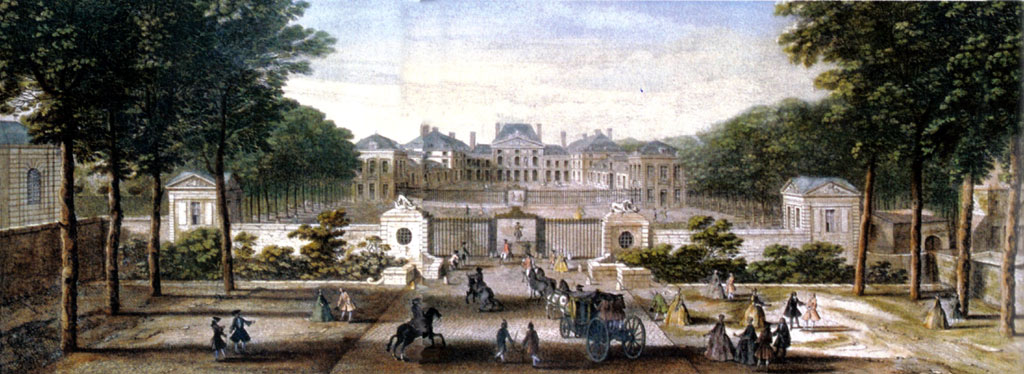
Le château de Sceaux. La duchesse du Maine y tient une cour royale et exige de ses hôtes des vers sur tout et sur rien. À ces jeux, Arouet est de toute première force.

En 1715, alors que débute la Régence, Arouet a 21 ans, et se retrouve dans le camp des ennemis du Régent. Invité au château de Sceaux, centre d’opposition le plus actif au nouveau pouvoir, où la duchesse du Maine, mariée au duc du Maine, bâtard légitimé de Louis XIV, tient une cour brillante, il ne peut s’empêcher de faire des vers injurieux sur les relations amoureuses du Régent ou de sa fille, la duchesse de Berry, qui vient d'accoucher clandestinement.
Le 4 mai 1716, il est exilé à Tulle. Son père use de son influence auprès de ses anciens clients pour fléchir le Régent qui remplace Tulle par Sully-sur-Loire, où Arouet fils s’installe dans le château du jeune duc de Sully, une connaissance du Temple, qui vit avec son entourage dans une succession de bals, de festins et de spectacles divers. À l’approche de l’hiver, il sollicite la grâce du Régent qui la lui accorde. Le jeune Arouet alors recommence sa vie turbulente à Saint-Ange et à Sceaux, profitant de l’hospitalité des nantis et du confort de leurs châteaux. Mais, pris par l’ambiance, quelques semaines plus tard, il récidive. S'étant lié d'amitié avec un certain Beauregard, en réalité un indicateur de la police chargé de le faire parler, il lui confie être l'auteur de nouveaux ouvrages de vers satiriques contre le Régent et sa fille. Le 16 mai 1717, il est envoyé à la Bastille par lettre de cachet. Arouet a alors 23 ans et il restera embastillé durant onze mois.

#### Premiers succès littéraires et retour à la Bastille (1718-1726)

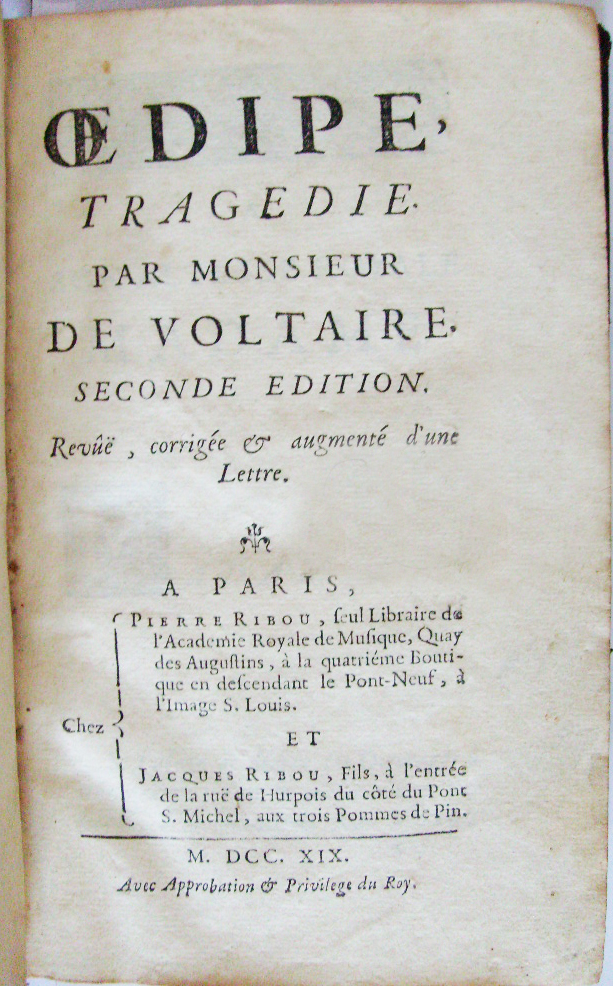
Voltaire devient célèbre à 24 ans grâce au succès de sa tragédie Œdipe (1718).
« Il fit croire, des Enfers, Racine revenu » écrit le prince de Conti.

À sa première sortie de la prison de la Bastille, conscient d’avoir jusque-là gaspillé son temps et son talent, il veut donner un nouveau cours à sa vie, et devenir célèbre dans les genres les plus nobles de la littérature de son époque : la tragédie et la poésie épique.
Pour rompre avec son passé, et notamment avec sa famille, afin d'effacer un patronyme aux consonances vulgaires et équivoques, il se crée un nom euphonique : Voltaire. On ne sait pas à partir de quels éléments il a élaboré ce pseudonyme. De nombreuses hypothèses ont été avancées, toutes vraisemblables mais jamais prouvées : inversion des syllabes de la petite ville d'Airvault (proche du village dont est originaire la famille Arouet) ; anagramme d’Arouet l.j. (le jeune) ; ou évocation de la ville de Volterra en Toscane : organisée en république de Volterra dans la ligue Guelfe, elle fut fière et rebelle et s'opposa à l'autorité des évêques. Il a été dit que Voltaire, en voyage et malade, y fut si bien soigné qu'il en fut reconnaissant ; l'hypothèse est belle mais contestée par Chaudon.
Le 18 novembre 1718, la première pièce écrite sous le pseudonyme de Voltaire, Œdipe, obtient un immense succès. Le public apprécie ses vers en forme de maximes et ses allusions impertinentes au roi défunt et à la religion. Ses talents de poète mondain triomphent dans les salons et les châteaux. Il devient l’intime des Villars, qui le reçoivent dans leur château de Vaux, et l’amant de Madame de Bernières, épouse du président à mortier du parlement de Rouen.
Après l’échec d’une deuxième tragédie, Artémire, il connaît un nouveau succès en 1723 avec La Henriade, poème épique de 4 300 alexandrins se référant aux modèles classiques (Iliade d'Homère, Énéide de Virgile) dont le sujet est le siège de Paris par Henri IV et qui trace le portrait d’un souverain idéal, ennemi de tous les fanatismes : vendu à 4 000 exemplaires en quelques semaines, ce poème connaîtra soixante éditions successives du vivant de son auteur. Il y développe notamment l'épisode du panache blanc d'Henri IV. Pour ses contemporains, Voltaire restera longtemps l'auteur de La Henriade, le « Virgile français », le premier à avoir écrit une épopée nationale, mais le mouvement romantique du XIXe siècle la reléguera dans l'oubli.
En janvier 1726, il subit une humiliation qui le marquera toute sa vie. Le chevalier Guy-Auguste de Rohan-Chabot, jeune gentilhomme arrogant, appartenant à l'une des plus illustres familles du royaume, l’apostrophe à la Comédie-Française : « Monsieur de Voltaire, Monsieur Arouet, comment vous appelez-vous ? » ; Voltaire réplique alors : « Voltaire ! Je commence mon nom et vous finissez le vôtre ». Quelques jours plus tard, on le fait appeler alors qu’il dîne chez son ami le duc de Sully. Dans la rue, il est frappé à coups de gourdin par les laquais du chevalier, qui surveille l’opération de son carrosse. Blessé et humilié, Voltaire veut obtenir réparation, mais aucun de ses amis aristocrates ne prend son parti. Le duc de Sully refuse ainsi de l’accompagner chez le commissaire de police pour appuyer sa plainte. Il n’est pas question d’inquiéter un Rohan pour avoir fait rouer de coups un écrivain : « Nous serions bien malheureux si les poètes n’avaient pas d’épaules », dit un parent de Caumartin. Le prince de Conti note à propos de l'incident que les coups de bâtons « ont été bien reçus mais mal donnés ». Voltaire veut venger son honneur par les armes, mais son ardeur à vouloir se faire justice lui-même indispose tout le monde. Les Rohan obtiennent que l’on procède à l’arrestation de Voltaire, qui est conduit à la Bastille le 17 avril. Il n’est libéré, deux semaines plus tard, qu’à la condition qu’il s’exile.

#### En Angleterre, «terre de Liberté» (1726-1728)

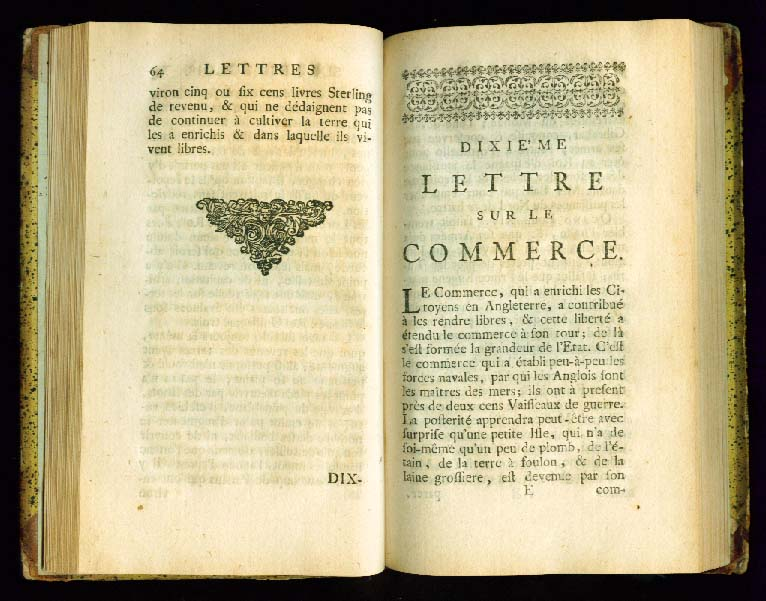
Écrites en partie en Angleterre, les Lettres philosophiques sont « la première bombe lancée contre l’Ancien Régime » (Gustave Lanson). Elles vont faire à Paris en 1734 un énorme scandale et condamner leur auteur à l’exil.

Voltaire a 32 ans. Cette expérience va le marquer d’une empreinte indélébile. Il est profondément impressionné par l'esprit de liberté qu'il voit dans la société anglaise (ce qui ne l'empêche pas d'apercevoir les ombres du tableau, surtout vers la fin de son séjour). Alors qu’en France règnent les lettres de cachet, la loi d’Habeas corpus de 1679 (nul ne peut demeurer détenu sinon par décision d’un juge) et la Déclaration des droits de 1689 protègent les citoyens anglais contre le pouvoir du roi. L'Angleterre, cette « nation de philosophes », rend justice aux vraies grandeurs qui sont celles de l'esprit. Présent en 1727 aux obsèques solennelles de Newton à l'abbaye de Westminster, il fait la comparaison : à supposer que Descartes soit mort à Paris, on ne lui aurait certainement pas accordé d'être enseveli à Saint-Denis, auprès des sépultures royales. La réussite matérielle du peuple d’Angleterre suscite aussi son admiration. Il fait le lien avec le retard de la France dans le domaine économique et l’archaïsme de ses institutions.
Il ne lui faut que peu de temps pour acquérir une excellente maîtrise de l’anglais. En novembre 1726, il s’installe à Londres. Il rencontre des écrivains, des philosophes, des savants (physiciens, mathématiciens, naturalistes) et s’initie à des domaines de connaissance qu’il ignorait jusqu’ici. Son séjour en Angleterre lui donne l'occasion de découvrir Newton dont il n'aura de cesse de faire connaître l'œuvre. Ainsi s’esquisse la mutation de l’homme de lettres en « philosophe », qui le conduit à s’investir dans des genres jusqu’alors considérés comme peu prestigieux : l’histoire, l’essai politique et plus tard le roman. C’est en Angleterre qu’il commence à rédiger en anglais l’ouvrage où il expose ses observations sur l’Angleterre, qu’il fera paraître en 1733 à Londres sous le titre Letters Concerning the English Nation et dont la version française n’est autre que les Lettres philosophiques.
Il se rapproche de la cour de George Ier puis de George II et prépare une édition de La Henriade en souscription, accompagnée de deux essais en anglais. Cet ouvrage remporte un grand succès (343 souscripteurs) et renfloue ses finances. Une souscription analogue ouverte en France par son ami Thériot n’en rassemble que 80 et fera l’objet de nombreuses saisies de la police.

#### Retour d'Angleterre (1728-1733)
À l’automne 1728, il est autorisé à rentrer en France pourvu qu’il se tienne éloigné de la capitale. L’affaire Rohan remonte à plus de trois ans. Voltaire procède précautionneusement, séjournant plusieurs mois à Dieppe où il se fait passer pour un Anglais. Il obtient en avril l’autorisation de venir à Paris, mais Versailles lui reste interdit.
À son retour d’Angleterre, il n’a que quelques économies qu’il s’emploie activement à faire fructifier. Selon certains historiens et son autobiographie, il gagne un capital important, sur une idée du mathématicien La Condamine, en participant à une loterie d’État mal conçue. Puis il part à Nancy spéculer sur des actions émises par le duc François III de Lorraine, qui introduit la franc-maçonnerie en Autriche, opération dans laquelle il aurait « triplé son or ». Il reçoit aussi en mars 1730 sa part de l’héritage paternel. Ces fonds vont être judicieusement placés dans le commerce, « les affaires de Barbarie », vente des blés d’Afrique du Nord vers l’Espagne et l’Italie où elle est plus lucrative qu’à Marseille et les « transactions de Cadix », échange de produits des colonies françaises contre l’or et l’argent du Pérou et du Mexique. En 1734, il confie ses capitaux aux frères Pâris dans leur entreprise de fournitures aux armées. Selon certains historiens, c'est Joseph Pâris qui a fait la fortune de Voltaire. Enfin, à partir de 1736, Voltaire va surtout prêter de l’argent à des grands personnages et des princes européens, prêts transformés en rentes viagères selon une pratique courante de l'époque (à lui d'actionner ses débiteurs, désinvoltes mais ayant du répondant, pour obtenir le paiement de ses rentes). « J’ai vu tant de gens de lettres pauvres et méprisés que j’ai conclu dès longtemps que je ne devais pas en augmenter le nombre ». Programme réalisé à son retour d’Angleterre.
En 1730, un incident, dont il se souviendra à l’heure de sa mort, le bouleverse et le scandalise. Il est auprès d’Adrienne Lecouvreur, une actrice qui a joué dans ses pièces et avec laquelle il a eu une liaison, lorsqu’elle meurt. Le prêtre de la paroisse de Saint-Sulpice lui refuse une sépulture (la France est alors le seul pays catholique où les comédiens sont frappés d’excommunication). Le cadavre doit être placé dans un fiacre jusqu’à un terrain vague à la limite de la ville où elle est enterrée sans aucun monument pour marquer sa tombe. Quelques mois plus tard meurt à Londres une comédienne, Mrs Oldfield, enterrée à Westminster Abbey. Là encore, Voltaire fait la comparaison.
Voltaire fait sa rentrée littéraire à Paris par le théâtre, en travaillant selon son habitude à plusieurs œuvres en même temps. Sans beaucoup de succès avec Brutus, La mort de César et Ériphyle. Mais Zaïre en 1732 remporte un triomphe comparable à celui d’Œdipe et est joué dans toute l’Europe (la 488e représentation a eu lieu en 1936).

### LesLettres philosophiqueset l'Académie (1733-1749)

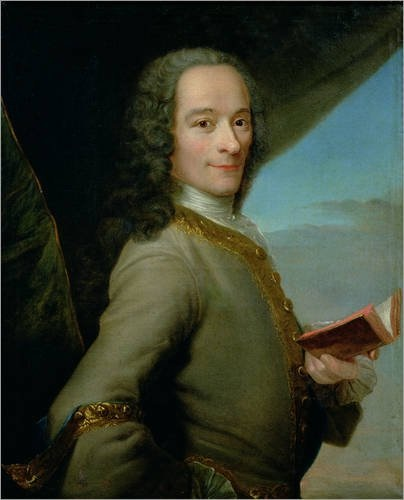
Voltaire à 41 ans.
« Il est maigre, d’un tempérament sec. Il a la bile brulée, le visage décharné, l’air spirituel et caustique, les yeux étincelants et malins. Vif jusqu’à l’étourderie, c’est un ardent qui va et vient, qui vous éblouit et qui pétille. »

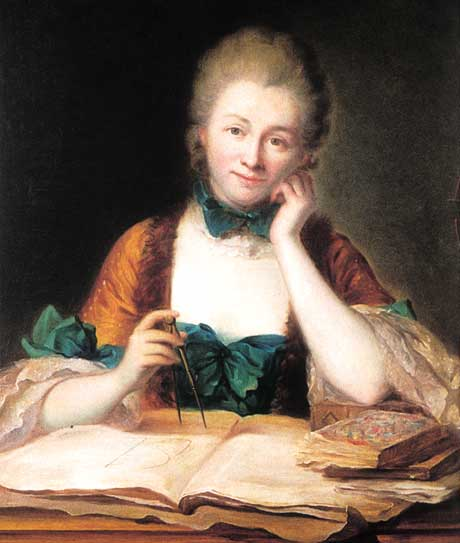
Émilie du Châtelet (1706-1749) à sa table de travail tenant un compas sur un cahier ouvert (portrait de Quentin de La Tour)

Depuis des mois, sa santé délabrée fait que Voltaire vit sans maîtresse. En 1733, il devient l’amant de Mme du Châtelet. Émilie du Châtelet a 27 ans, douze de moins que Voltaire. Fille de son ancien protecteur, le baron de Breteuil, elle décide pendant seize ans de l’orientation de sa vie, dans une situation quasi conjugale (son mari, un militaire appelé à parcourir l’Europe à la tête de son régiment, n’exige pas d’elle la fidélité, à condition que les apparences soient sauves, une règle que Voltaire « ami de la famille » sait respecter). Ils ont un enthousiasme commun pour l’étude et sous l’influence de son amie, Voltaire va se passionner pour les sciences. Il « apprend d’elle à penser », dit-il. Elle joue un rôle essentiel dans la métamorphose de l’homme de lettres en « philosophe ». Elle lui apprend la diplomatie, freine son ardeur désordonnée. Ils vont connaître dix années de bonheur et de vie commune. La passion se refroidit ensuite. Les infidélités sont réciproques (la nièce de Voltaire, Mme Denis, devient sa maîtresse fin 1745, secret bien gardé de son vivant ; Émilie du Châtelet s’éprend passionnément de Saint-Lambert en 1748), mais ils ne se sépareront pas pour autant, l’entente entre les deux esprits demeurant la plus forte. À sa mort, en 1749, elle ne sera jamais remplacée. Mme Denis, que Voltaire aimera tendrement, va régner sur son ménage (ce dont ne se souciait pas Émilie du Châtelet), mais elle ne sera jamais la confidente et la conseillère de ses travaux.

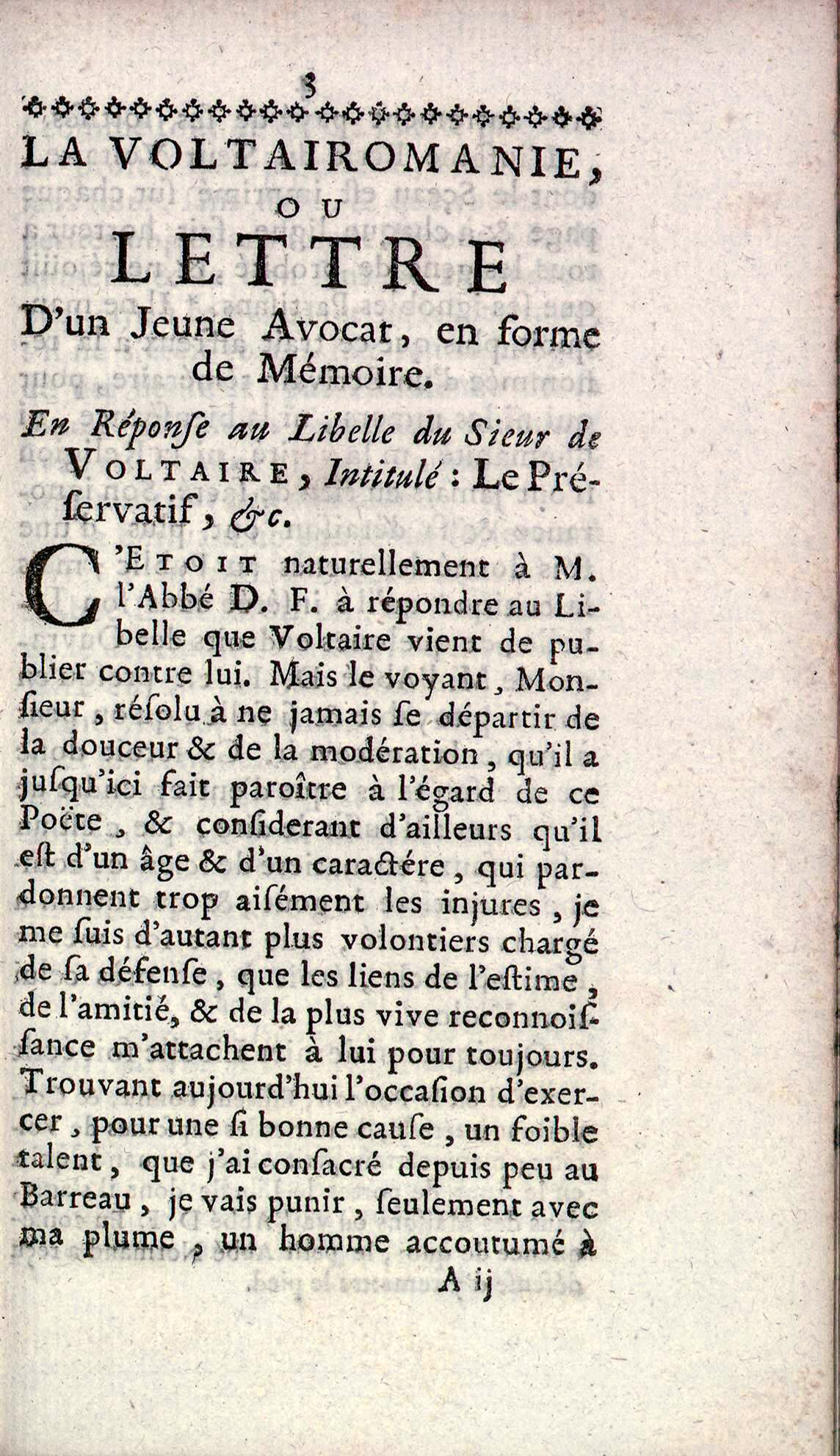
Première page de La Voltairomanie, ou Lettre d'un jeune avocat, en forme de mémoire de l’abbé Desfontaines, en représailles à son Préservatif ou Critique des observations sur les écrits modernes (1738).

Émilie est une véritable femme de sciences. L’étendue de ses connaissances en mathématiques et en physique en fait une exception dans le siècle. C’est aussi une femme du monde qui mène une vie mondaine assez frénétique en dehors de ses études. Elle aime l’amour (elle a déjà eu plusieurs amants, dont le duc de Richelieu ; elle devient, en 1734, la maîtresse de son professeur de mathématiques, Maupertuis, que lui a présenté Voltaire) et le jeu, où elle perd beaucoup d’argent. Elle cherche un homme à sa mesure pour asseoir sa réussite intellectuelle : Voltaire est un écrivain de tout premier plan, de réputation européenne, avide de réussite lui aussi.
1734 est l’année de la publication clandestine des Lettres philosophiques, le « manifeste des Lumières », grand reportage intellectuel et polémique sur la modernité anglaise, publié dans toute l’Europe à 20 000 exemplaires, selon l’estimation de René Pomeau, chiffre particulièrement élevé à l’époque. L’éloge de la « liberté et de la tolérance anglaises » est perçu à Paris comme une attaque contre le gouvernement et la religion. Le livre est condamné par le Parlement à majorité janséniste et brulé au bas du grand escalier du Palais. Une lettre de cachet est alors lancée contre Voltaire, et Émilie du Châtelet lui propose de se réfugier au château de Cirey, situé en Champagne,. Un an plus tard, après une lettre de désaveu où il « proteste de sa soumission entière à la religion de ses pères », il sera autorisé à revenir à Paris si nécessaire, mais la lettre de cachet ne sera pas révoquée.

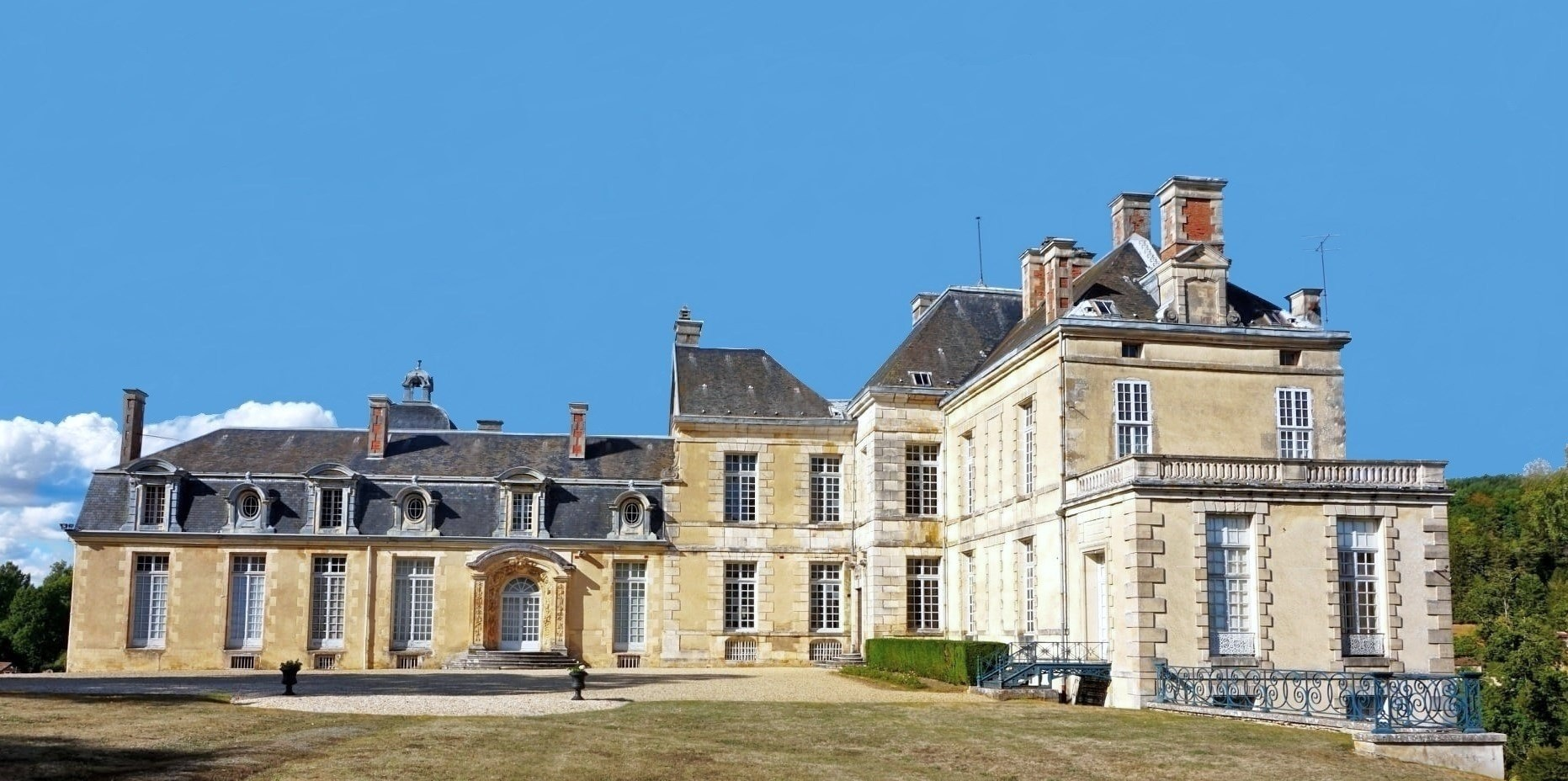
le Château de Cirey-sur-Blaise.

Pendant les dix années suivantes, passées pour l’essentiel au château de Cirey, Voltaire joue un double jeu : rassurer ses adversaires pour éviter la Bastille, tout en continuant son œuvre philosophique pour gagner les hésitants. Tous les moyens sont bons : publications clandestines désavouées, manuscrits dont on fait savoir qu’il s’agit de fantaisies privées non destinées à la publication et qu’on lit aux amis et visiteurs qui en répandent les passages les plus féroces (exemple La Pucelle qui ridiculise Jeanne d'Arc). Son engagement est inséparable d’un combat antireligieux. Il considère l’intolérance religieuse comme responsable du retard de la France en matière d'organisation sociale.

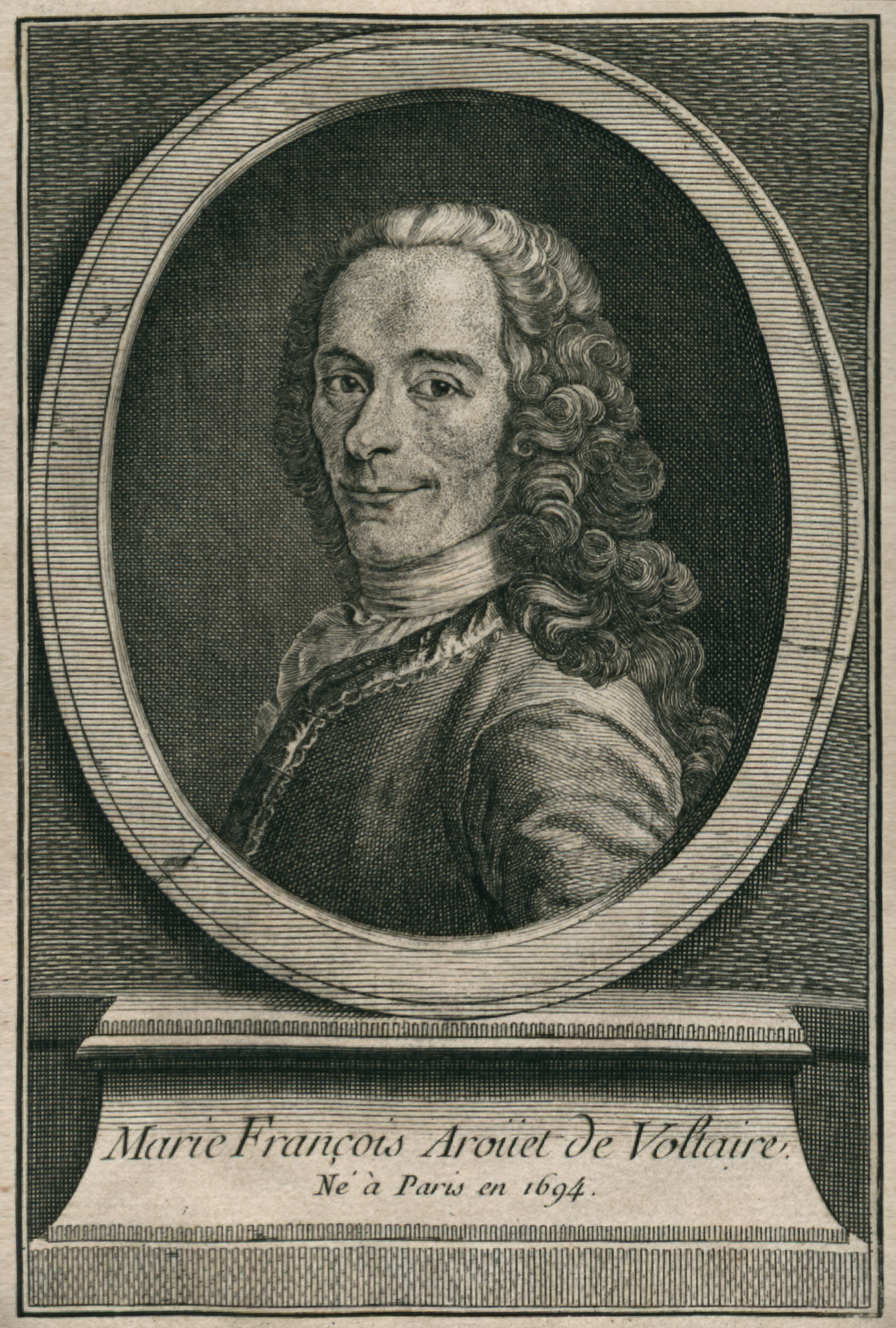
Frontispice des Elémens de la philosophie de Neuton, 1738.

Voltaire restaure le château grâce à son argent et le fait agrandir,. Il fait des expériences scientifiques dans le laboratoire d’Émilie pour le concours de l’Académie des sciences. Aidé par Émilie du Châtelet, il est l'un des premiers à vulgariser en France les idées de Newton sur la gravitation universelle en publiant les Éléments de la philosophie de Newton (1737). Il commence La Pucelle (pour s’amuser dit-il) et Le Siècle de Louis XIV (pour convaincre son amie qui n’aime pas l’histoire), prépare l’Essai sur les mœurs, histoire générale des civilisations, où il dénombre les horreurs engendrées par le fanatisme. Il enrichit son œuvre théâtrale avec Alzire (qui fait « perdre la respiration » au jeune Rousseau) et Mérope qui est un grand succès. Un poème, où il fait l’apologie du luxe (« Le superflu, chose très nécessaire »), Le Mondain, et évoque la vie d’Adam, scandalise à Paris les milieux jansénistes. Prévenu, il s’enfuit en Hollande par crainte des représailles. En 1742, sa pièce Le Fanatisme ou Mahomet le prophète est applaudie à Paris. Mais les jansénistes considèrent que Voltaire, sous prétexte d'islam, attaque en réalité le christianisme. Ils obtiennent du pouvoir royal plutôt réticent l’interdiction de fait de la pièce, que Voltaire, toujours sous le coup de la lettre de cachet de 1734, doit retirer après la 3e représentation. Elle ne sera reprise qu’en 1751. Voltaire apparaît de plus en plus comme un adversaire de la religion.
En 1736, Voltaire reçoit la première lettre du futur roi de Prusse Frédéric II, initié à la franc-maçonnerie en 1738. Commence alors une correspondance qui durera jusqu’à la mort de Voltaire (interrompue en 1754, après l’avanie de Francfort, elle reprendra en 1757). « Continuez, Monsieur, à éclairer le monde. Le flambeau de la vérité ne pouvait être confié à de meilleures mains », lui écrit Frédéric II qui veut l’attacher à sa cour par tous les moyens. Voltaire lui rend plusieurs fois visite, mais refuse de s’installer à Berlin du vivant de Mme du Châtelet qui se méfie du roi-philosophe.
Pour cette raison peut-être, Madame du Châtelet pousse Voltaire à chercher un retour en grâce auprès de Louis XV. De son côté, Voltaire ne conçoit d’avenir pour ses idées qu'avec l’accord du roi. En 1744, il est aidé par la conjoncture : le nouveau ministre des Affaires étrangères est d’Argenson, son ancien condisciple de Louis-le-Grand, et surtout il a le soutien de la nouvelle favorite Madame de Pompadour, filleule du frère de son associé Joseph Pâris, l'homme le plus riche de France. Son amitié avec le roi de Prusse est un atout. Il se rêve en artisan d’une alliance entre les deux rois et accepte une mission diplomatique, qui échoue. Grâce à ses appuis, il obtient la place d’historiographe de France, le titre de « gentilhomme ordinaire de la chambre du roi » et les entrées de sa chambre. Dans le cadre de ses fonctions, il compose un poème lyrique, La Bataille de Fontenoy et un opéra, avec Rameau, à la gloire du roi. Mais Louis XV ne l’aime pas et Voltaire ne sera jamais un courtisan.
De même, la conquête de l’Académie française lui paraît « absolument nécessaire ». Il veut se protéger de ses adversaires et y faire rentrer ses amis (à sa mort, elle sera majoritairement voltairienne et aura à sa tête d'Alembert qui lui est tout dévoué). Après deux échecs et beaucoup d’hypocrisies (un éloge des Jésuites et le canular de la bénédiction papale), il réussit à se faire élire le 2 mai 1746, au  fauteuil numéro 33.
La même année, Zadig, un petit livre publié clandestinement à Amsterdam est désavoué par Voltaire : « Je serais très fâché de passer pour l’auteur de Zadig qu’on ose accuser de contenir des dogmes téméraires contre notre sainte religion. » Outre ses aspects philosophiques, Zadig apparaît comme un bilan autocritique qu'établit Voltaire à 50 ans, estime Pierre Lepape. La gloire ne s'obtient qu'au prix du ridicule et de la honte du métier de courtisan, le bonheur est saccagé par les persécutions qu'il faut subir, l'amour est un échec, la science est une manière de se cacher l'absurdité de la vie. L'histoire de l'humanité est celle d'un cheminement de la conscience malgré les obstacles : ignorance, superstition, intolérance, injustice, déraison. Zadig est celui qui lutte contre cette obscurité de la conscience : « Son principal talent était de démêler la vérité, que tous les hommes cherchent à s'obscurcir ». En septembre 1749, Mme du Châtelet, enceinte de Saint-Lambert, officier de la cour du roi Stanislas et poète, meurt dans les jours qui suivent son accouchement.
À la mort de Madame du Châtelet, femme avec qui il croyait terminer ses jours malgré leurs querelles et infidélités réciproques, Voltaire est désemparé et souffre de dépression (« la seule vraie souffrance de ma vie », dira-t-il). Il a 54 ans. Il ne reste que six mois à Paris. L’hostilité de Louis XV et l’échec de sa tragédie Oreste le poussent à accepter les invitations réitérées de Frédéric II.

### La maturité (1750-1768)

#### Le voyage à Berlin (1750-1753)

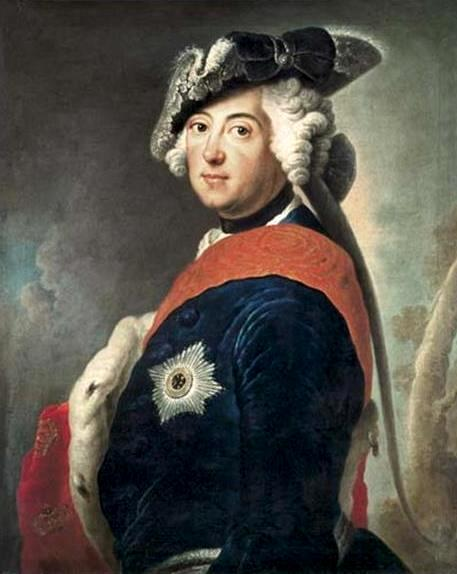
Frédéric II en 1745.
« Je redouble d’envie de vous revoir, c’est-à-dire de parler de littérature, et de m’instruire de choses que vous seul pouvez m’apprendre (Lettre du 20 janvier 1750 à Voltaire) »

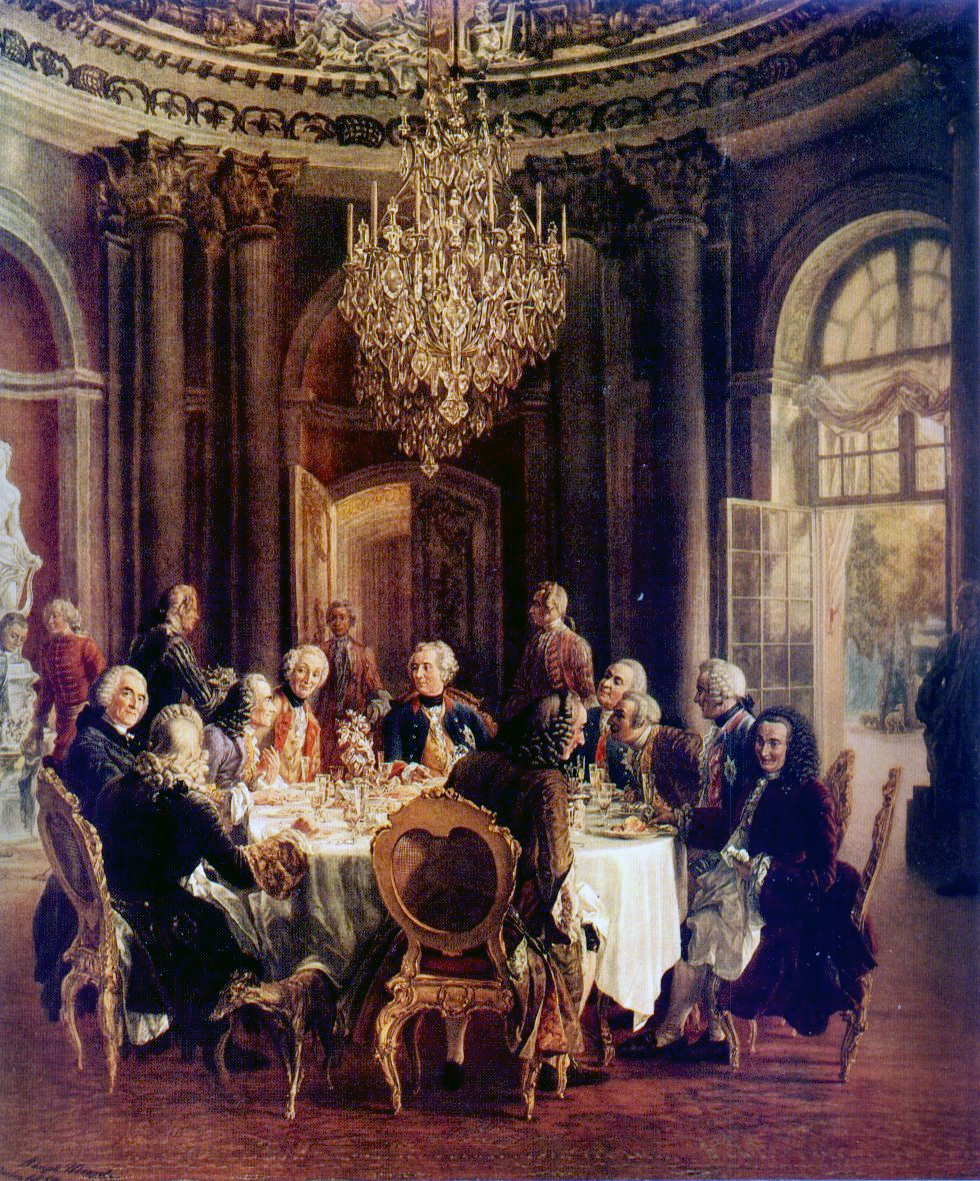
Les soupers dans la salle de marbre du château de Sans-Souci (on reconnaît Voltaire parmi les invités).
« Le roi avait de l’esprit et en faisait avoir », dit Voltaire.

Il part en juin 1750 pour la cour de Prusse. Le 27 juillet, il est à Berlin. Magnifiquement logé dans l’appartement du maréchal de Saxe, il travaille deux heures par jour avec le roi qu’il aide à mettre au point ses œuvres. Le soir, des soupers délicieux avec la petite cour très francisée de Potsdam où il retrouve Maupertuis, président de l’Académie des sciences de Berlin, La Mettrie qu'il déteste, d’Argens. Il a sa chambre au château de Sans-Souci et un appartement dans la ville au palais de la Résidence. En août, il reçoit la dignité de chambellan, avec l’ordre du Mérite.
Voltaire passe plus de deux ans et demi en Prusse (il y termine Le Siècle de Louis XIV et écrit Micromégas). Mais après l’euphorie des débuts, ses relations avec Frédéric se détériorent, les brouilles se font plus fréquentes, parfois provoquées par les imprudences de Voltaire (affaire Hirschel).
Un pamphlet de Voltaire contre Maupertuis (ce dernier avait commis, en tant que président de l’Académie des sciences, un abus de pouvoir contre l’ancien précepteur de Mme du Châtelet, König, académicien lui aussi) provoque la rupture. Le pamphlet, La Diatribe du docteur Akakia, est imprimé par Voltaire sans l’accord du roi et en utilisant une permission accordée pour un autre ouvrage. Se sentant berné, furieux que l’on attaque son Académie, Frédéric fait saisir les exemplaires qui sont brûlés sur la place publique par le bourreau. Voltaire demande son congé.
Il quitte la Prusse le 26 mars 1753 avec la permission du roi. Il ne se dirige pas tout de suite vers la France, faisant des arrêts prolongés à Leipzig, Gotha et Kassel où il est fêté, mais à Francfort, ville libre d'Empire, Frédéric le fait arrêter le 31 mai par son résident le baron von Freytag, pour récupérer un livre de poésies écrit par lui et donné à Voltaire, dont il craint que ce dernier ne fasse mauvais usage (Voltaire en fait dans son récit de l’événement « l’œuvre de poésie du roi mon maitre »). Pendant plus d’un mois, Voltaire, en compagnie de Mme Denis venue le rejoindre, est humilié, séquestré, menacé et rançonné dans une série de scènes absurdes et ubuesques. Enfin libéré, il peut quitter Francfort le 8 juillet.

#### Genève: à la frontière de la France (1753-1755)

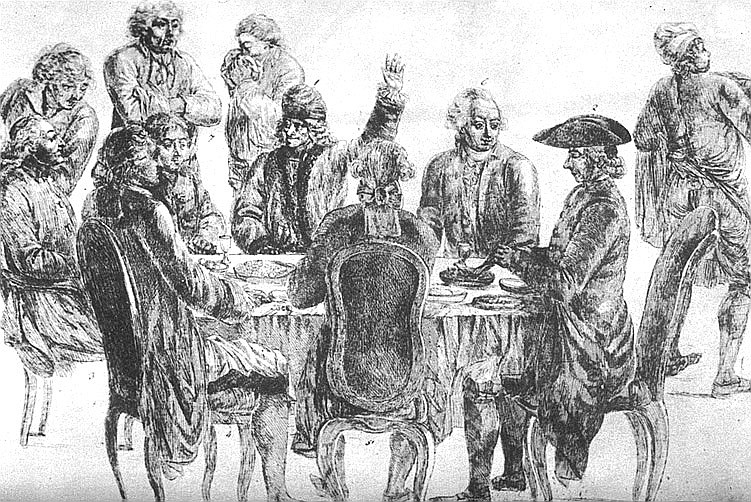
Le Souper des philosophes (Huber). Voltaire lève la main pour imposer le silence. À sa gauche Diderot, puis le père Adam, Condorcet, d'Alembert, l'abbé Maury et La Harpe. La scène se passe à Ferney en 1772. Elle est fictive, mais seul Diderot ne s'est jamais rendu à Ferney.

Jusqu'à la fin de l’année, il attend à Colmar la permission de revenir à Paris, mais le 27 janvier 1754, l'interdiction d'approcher de la capitale lui est notifiée. Il se dirige alors, par Lyon, vers Genève. Il pense trouver un havre de liberté dans cette république calviniste de notables et de banquiers cultivés parmi lesquels il compte de nombreux admirateurs et partisans.
Grâce à son ami François Tronchin, Voltaire achète sous un prête-nom (les catholiques ne peuvent pas être propriétaires à Genève) la belle résidence des Délices et en loue une autre dans le canton de Vaud pour passer la saison d'hiver. Les Délices annoncent son château de Ferney-Voltaire, il embellit la maison, y mène grand train, reçoit beaucoup (la visite du grand homme, au cœur de la propagande voltairienne, devient à la mode), donne en privé des pièces de théâtre (le théâtre est toujours interdit dans la ville de Calvin). Très vite, les pasteurs genevois lui « conseillent » de ne rien publier contre la religion tant qu’il habite parmi eux.

#### Le tremblement de terre etCandide(1755-1759)
Il travaille aussi beaucoup : théâtre, préparation de Candide, sept volumes de l’Essai sur les mœurs et l'esprit des nations tiré à 7 000 exemplaires, Poème sur le désastre de Lisbonne, révision des dix premiers volumes de ses Œuvres complètes chez Gabriel Cramer, son nouvel éditeur, qui a un réseau de correspondants européens permettant de diffuser les livres interdits.
Voltaire collabore aussi à l’Encyclopédie de Diderot et d’Alembert (125 auteurs recensés). Ce grand dictionnaire vendu dans toute l’Europe (la souscription coûte une fortune) défend aussi la liberté de penser et d’écrire, la séparation des pouvoirs et attaque la monarchie de droit divin. Voltaire rédige une trentaine d’articles, mais il est en désaccord sur la tactique (« Je voudrais bien savoir quel mal peut faire un livre qui coûte cent écus. Jamais vingt volumes in-folio ne feront de révolution ; ce sont les petits livres portatifs à trente sous qui sont à craindre »). Il voudrait imposer sa marque, faire de l’Encyclopédie l’organe du combat antichrétien, l’imprimer hors de France, mais, s’il possède en d’Alembert un allié de poids, il ne peut gagner Diderot à ses vues.
Largement inspiré par Voltaire, l’article « Genève » de d’Alembert paru dans le volume VII en 1757 fait scandale auprès du clergé genevois.
En France, après l’attentat de Damiens contre Louis XV, une offensive antiphilosophique se déclenche : après le livre d’Helvétius, De l’Esprit, interdit en août 1758, l’Encyclopédie est interdite à son tour le 8 mars 1759, par décret royal.
Pour mieux assurer son indépendance et échapper aux tracasseries des pasteurs de Genève, Voltaire achète le château de Ferney (ainsi que le château de Tournay qui forme avec le précédent un vaste ensemble d’un seul tenant) et s’y installe en octobre 1758. Ferney est dans le Pays de Gex, en territoire français, mais loin de Versailles et à quatre kilomètres de la république genevoise où il peut trouver refuge et où se situe son éditeur Cramer et bon nombre de ses partisans dans les milieux dirigeants.

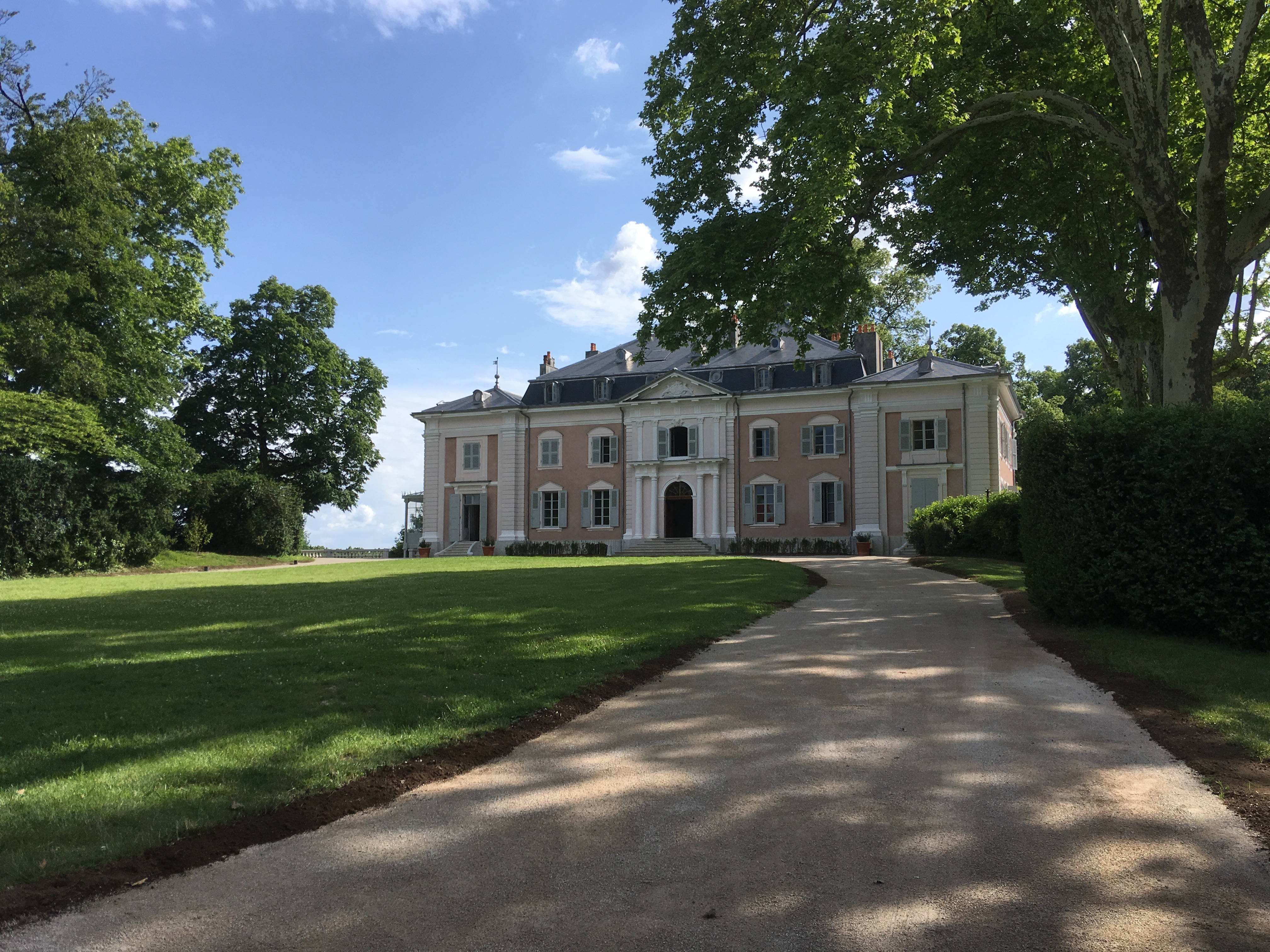
Château de Voltaire à Ferney.

#### Le Vignoble de la vérité (1759-1763)
Ferney est la période la plus active de la vie de Voltaire. Il y réside vingt ans jusqu’à son retour à Paris. Il a 64 ans.
Voltaire est riche et en est fier : « Je suis né assez pauvre, j’ai fait toute ma vie un métier de gueux, de barbouilleur de papier, celui de Jean-Jacques Rousseau, et cependant me voilà maintenant avec deux châteaux, 70 000 livres de rente et 200 000 livres d’argent comptant », écrit-il à son banquier en 1761. Sa fortune lui permet de reconstruire le château, d’en embellir les abords, d’y construire un théâtre, de faire de son vivant du village misérable de Ferney une petite ville prospère et aussi de tenir table et porte ouvertes, jusqu’à ce que l’afflux de visiteurs et la fatigue l’obligent à restreindre l’accueil.
C’est la nièce et compagne de Voltaire, Madame Denis, qui reçoit en tant que maîtresse de maison. Lui-même ne se montre qu’aux repas, se réservant d’apparaître à l’improviste si cela lui convient, car il se ménage de longues heures de travail (« J’ai quelquefois 50 personnes à table. Je les laisse avec Mme Denis qui fait les honneurs, et je m’enferme »). Ses visiteurs, qui l’attendent impatiemment, sont en général frappés par le charme de sa conversation, la vivacité de son regard, sa maigreur, son accoutrement (habituellement Voltaire ne « s’habille » pas). Il aime conduire ses hôtes dans son jardin et leur faire admirer le paysage. Les grandes heures sont celles de son théâtre privé (« Rien n'anime plus la société, rien ne donne plus de grâce au corps et à l'esprit, rien ne forme plus le goût », dit-il). Installé à côté du château, il peut contenir 300 personnes. Voltaire et Mme Denis y jouent eux-mêmes leurs rôles préférés.

#### Lutte contre l'injustice: Calas, Sirven et La Barre (1761-1765)

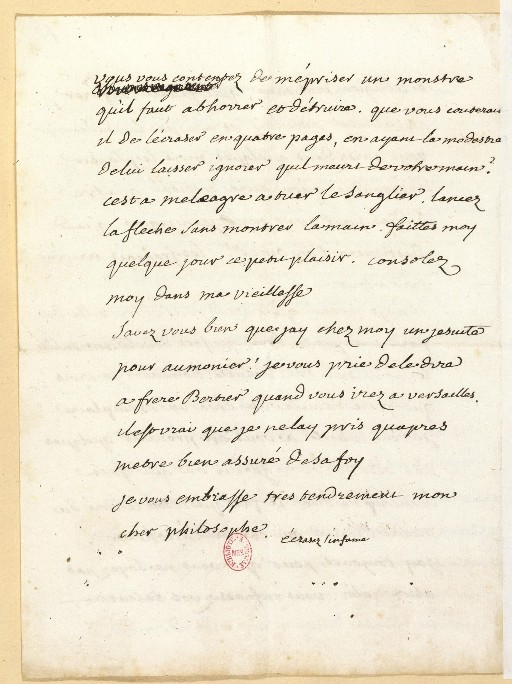
À partir de l'affaire Calas, le mot d'ordre « Écrasez l'Infâme » apparaît sous sa plume.

Le 22 mars 1762, Voltaire est informé que, par ordre du parlement de Toulouse, un vieux commerçant protestant, nommé Calas, vient d’être roué, puis étranglé et brûlé. Il aurait assassiné son fils qui voulait se convertir au catholicisme. Voltaire entend dire que Calas aurait été condamné sans preuves. Des témoignages le persuadent de son innocence. Convaincu qu’il s’agit d’une tragédie de l’intolérance, que les juges ont été influencés par ce qu'il considère comme le « fanatisme ambiant », il entreprend la réhabilitation du supplicié et réclame l’acquittement des autres membres de la famille Calas qui restent inculpés. Pendant trois ans, de 1762 à 1765, il mène une intense campagne : écrits, lettres, mettent en mouvement tout ce qui a de l'influence en France et en Europe. C'est à partir de l'affaire Calas que le mot d'ordre « Écrasez l'Infâme » (chez Voltaire, la religion, la superstition, le fanatisme et l'intolérance), abrégé à l'usage en Ecr.linf., apparaît dans sa correspondance à la fin de ses lettres. Il élève le débat par un Traité sur la tolérance (1763). Une sentence d’un parlement n’étant pas susceptible d’appel, le seul recours est le Conseil privé du roi. Seul Voltaire a assez de prestige pour saisir une telle instance. De Ferney, n’ayant que son écritoire et son papier, il parvient à faire casser l’arrêt du Parlement et à faire indemniser la famille.
Il réussit de même à faire réhabiliter Sirven, un autre protestant condamné par contumace le 20 mars 1764 à être pendu, ainsi que sa femme, pour le meurtre de leur fille que l’on savait folle et que l’on trouva noyée dans un puits. On accusait son père et sa mère de l’avoir assassinée pour l’empêcher de se convertir. Les deux parents vont solliciter Voltaire qui obtient leur acquittement après un long procès.
Il intervient également dans l’affaire La Barre. À Abbeville, le 9 août 1765, est découvert en pleine ville, sur le Pont-Neuf, un crucifix de bois mutilé. Une enquête est ouverte. Les soupçons se portent sur un groupe de jeunes gens qui se sont fait remarquer en ne se découvrant pas devant la procession du Saint-Sacrement, en chantant des chansons obscènes et en affectant de lire le Dictionnaire philosophique de Voltaire. Deux d'entre eux s’enfuient. Le chevalier de La Barre, âgé de 19 ans, est condamné à avoir la langue coupée, puis à être décapité et brûlé. Le Parlement de Paris confirme la sentence. L’exécution a lieu le 1er juillet 1766. Le Dictionnaire philosophique est brûlé en même temps que le corps et la tête du condamné. Voltaire rédige l’exposé détaillé de l’affaire, fait ressortir le scandale, provoque un revirement de l’opinion. Le juge d’Abbeville est révoqué, les coïnculpés acquittés. « Ce sang innocent crie, et moi je crierai aussi ; et je crierai jusqu’à ma mort » écrit Voltaire à d’Argental.
Son engagement contre l'injustice va durer jusqu'à sa mort (réhabilitation posthume de Lally-Tollendal, affaires Morangiés, Monbailli, serfs du Mont-Jura). « Il faut dans cette vie combattre jusqu’au dernier moment », déclare-t-il en 1775.

#### LeDictionnaire philosophique portatif(1764-1768)

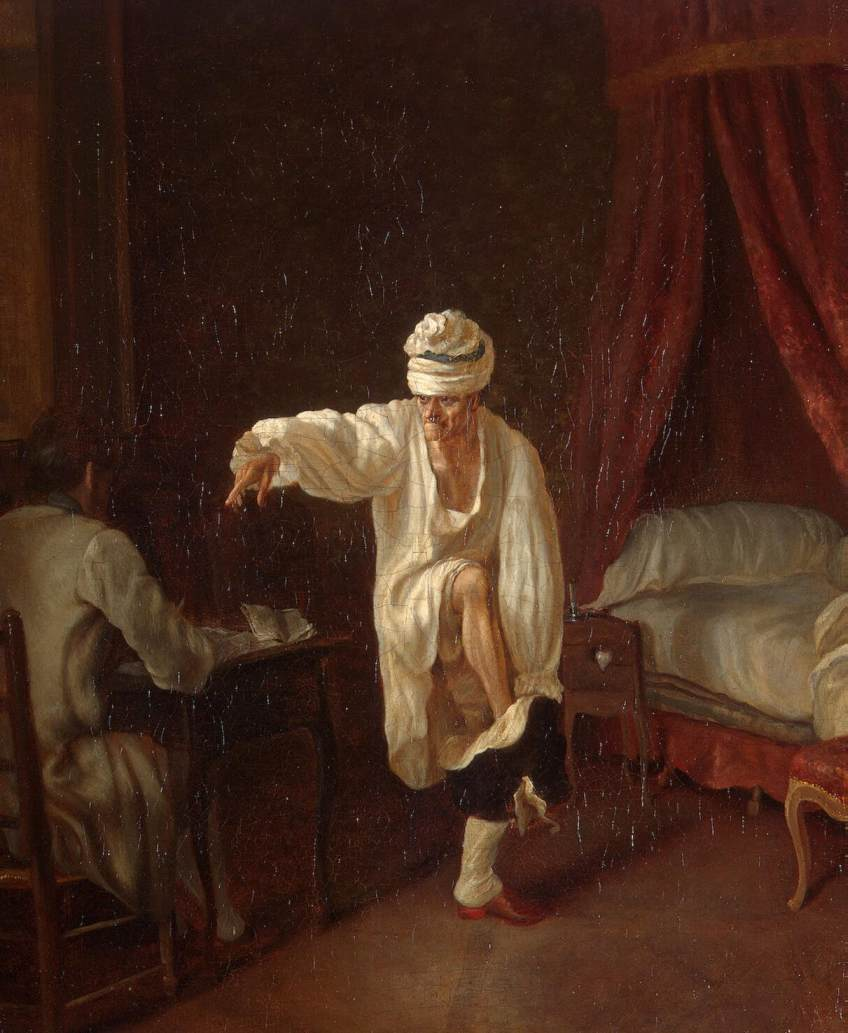
Le lever de Voltaire de Jean Huber (vers 1768-1772)
Voltaire enfile sa culotte en dictant une lettre.

À Ferney, Voltaire va s’affirmer comme le champion de la « philosophie », cette pensée des Lumières portée par de très nombreux individus — mais dispersés et constamment engagés entre eux en d’âpres discussions. Sa production imprimée pendant ces années va être considérable. « J’écris pour agir », affirme-t-il. Il veut gagner ses lecteurs à la cause des Lumières. Il choisit pour sa propagande des œuvres « utiles et courtes ». Contrairement à L’Encyclopédie, avec ses gros volumes facilement bloqués chez l’éditeur, il privilégie les brochures de quelques pages qui se dissimulent aisément, échappent aux perquisitions de la douane et de la police et se vendent pour quelques sous.
À Paris, il peut compter sur une équipe de fidèles, en premier lieu d’Alembert, futur secrétaire de l'Académie française, dont les relations mondaines et littéraires lui sont de précieux atouts, et qui n’hésite pas à le mettre en garde ou à corriger ses erreurs, mais aussi Grimm, D'Amilaville, Mme d’Épinay, Helvétius, Marmontel, Mme du Deffand, et aussi sur des appuis politiques comme Richelieu ou Choiseul.
Quand il s’installe à Ferney, la diffusion clandestine de Candide, son ouvrage le plus connu, a commencé. René Pomeau estime qu’il a dû se vendre en 1759 environ 20 000 Candide, chiffre énorme à une époque où L’Encyclopédie elle-même ne dépasse pas 4 000 exemplaires.
En France, le pouvoir et les milieux conservateurs ont lancé une campagne contre les idées du parti philosophique : interdiction de L’Encyclopédie, discours de Le Franc de Pompignan à l’Académie, comédie de Palissot contre les Philosophes au Théâtre-Français. Les attaques de Fréron, journaliste influent et polémiste redoutable, contre les pièces de théâtre de Voltaire, provoquent de virulentes réactions depuis Ferney, où Voltaire organise la contre-offensive : articles, brochures, petits vers, comédies, pièces, tout est bon pour faire taire et ridiculiser les ennemis du parti philosophique. Voltaire et le parti philosophique utilisent aussi leurs relations politiques pour déstabiliser leurs adversaires, aboutissant à des suspensions du journal de Fréron, L'Année littéraire, et son incarcération à la Bastille.
En 1764, le Dictionnaire philosophique portatif, recueil de maximes et pensées, se répand, toujours clandestinement, en Europe. Considéré comme impie, il est condamné en France par le Parlement le 19 mars 1765 (Louis XV, après avoir pris connaissance du livre aurait demandé : « Est-ce qu’on ne peut pas faire taire cet homme-là ? »), mais aussi à Genève et à Berne où il est brûlé. Manifeste des Lumières (Voltaire en donne quatre nouvelles éditions de 1764 à 1769 chaque fois enrichies d’articles nouveaux), le Dictionnaire est composé de textes brefs et vifs, rangés dans l’ordre alphabétique. « Ce livre n’exige pas une lecture suivie », écrit Voltaire en tête de volume, « mais, à quelque endroit qu’on l’ouvre, on trouve de quoi réfléchir ». De 1770 à 1774, l'ouvrage est complété et considérablement enrichi par les Questions sur l'Encyclopédie.

### Dernières années (1768-1778)

#### Le déiste toujours en lutte (1768-1769)
« J’ai été pendant 14 ans l’aubergiste de l’Europe », écrit-il à Madame du Deffand. Ferney se trouve sur l’axe de communication de l’Europe du Nord vers l’Italie, itinéraire du Grand Tour de l’aristocratie européenne au XVIIIe siècle. Les visiteurs affluent pour le voir et l’entendre. Les plus nombreux sont les Anglais qui savent que le philosophe aime l’Angleterre (trois ou quatre cents selon Voltaire), mais il y a aussi des Français, des Allemands, des Italiens, des Russes. Leurs témoignages permettent de connaître la vie quotidienne à Ferney.
À Ferney, l’artiste genevois Jean Huber, devenu un familier de la maison, a fait d’innombrables croquis et aquarelles de Voltaire, à la fois comiques et familiers, dans l’ordinaire de sa vie quotidienne. En 1768, l'impératrice Catherine II lui commande un cycle de peintures voltairiennes dont neuf toiles sont conservées au musée de l'Ermitage.
Les capitaux que Voltaire investit tirent Ferney de la misère. Dès son arrivée, il améliore la production agricole, draine les marécages, plante des arbres, achète une nouveauté dont il est fier, la charrue à semoir et donne l’exemple en labourant lui-même chaque année un de ses champs. Il fait construire des maisons pour accueillir de nouveaux habitants, développe des activités économiques, soieries, horlogerie surtout. « Un repaire de 40 sauvages est devenu une petite ville opulente habitée par 1 200 personnes utiles », peut-il écrire en 1777.
À la fin des années 1990, l'État français achète le château de Ferney-Voltaire à présent administré par le Centre des monuments nationaux et ouvert au public après trois ans de travaux de restauration (2015-2018).

#### Dans l'expectative (1769-1773)
En 1770, l'échec de la révolte des natifs genevois en amène plusieurs centaines à se réfugier sur les terres de Voltaire, leur protecteur. Celui-ci les prend sous son aile, leur construisant des maisons et, à 76 ans, se faisant entrepreneur. Il lance ainsi sur ses fonds une entreprise de soierie, de tuilerie et, surtout, d’horlogerie (une branche où la main d’œuvre genevoise des natifs trouvera à s’employer utilement). Entre 1770 et sa mort en 1778, Voltaire devient le banquier des émigrés genevois, il leur fournit les matières premières nécessaires à leurs entreprises, négocie les termes de leur présence en terre française, leur obtient des avantages fiscaux, exporte leurs produits à travers la Turquie, la Russie, le Maghreb, l’Amérique et les pays européens, ouvrant des filiales et vendant à son vaste réseau aristocratique.
Bien avant la mort de Louis XV, Voltaire souhaite revenir à Paris après une absence de près de 28 ans.

#### Le dernier combat (1773-1776)
Depuis le début de février 1773, Voltaire souffre d'un cancer de la prostate (diagnostic rétrospectif établi de nos jours grâce au rapport de l’autopsie pratiquée le lendemain de son décès). La dysurie est majeure, les accès de fièvre fréquents ainsi que les pertes de connaissance. Les jambes gonflées font parler d'hydropisie (affection dont son probable père biologique serait mort en 1719). Le 8 mai, il informe d'Alembert : « Je vois la mort au bout de mon nez ». Les mictions sont difficiles. L'été 1773, des forces reviennent, mais la crise de rétention aiguë d'urines de février 1773, le reprend en mars 1774.
En mai 1771, il perd sa plus jeune nièce de tuberculose, Marie-Élisabeth, marquise de Florian (ex Mme Dompierre de Fontaine, née Mignot). Suit, moins triste pour Voltaire, la mort de Louis XV de petite vérole le 10 mai 1774.

#### Le dernier acte (1776-1778)

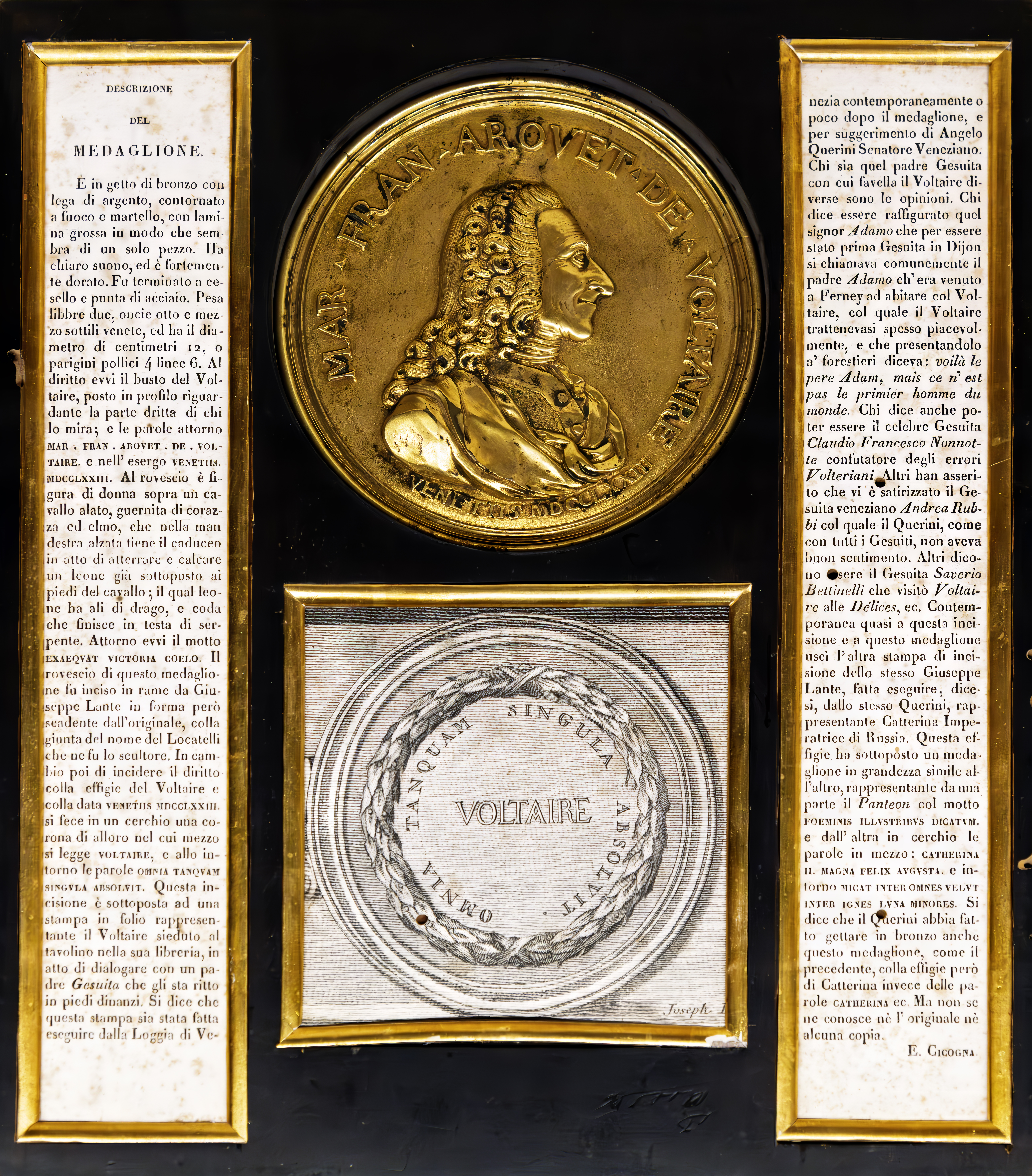
Médallion de Voltaire 1777, par Antonio Canova, Musée Correr Venise

Les nouvelles autorités font comprendre à ses amis qu’on fermerait les yeux s’il se rendait aux répétitions parisiennes de sa dernière tragédie. Après beaucoup d’hésitations, il décide de rallier la capitale en février 1778 à l’occasion de la création d'Irène à la Comédie-Française. Il arrive le 10 février et s’installe dans un bel appartement de l’hôtel du marquis de Villette (qui a épousé en 1777 sa fille adoptive, Reine Philiberte de Varicourt surnommée « Belle et Bonne ») au coin de la rue de Beaune et du quai des Théatins (aujourd’hui quai Voltaire).
Dès le lendemain de son arrivée, Voltaire a la surprise de voir des dizaines de visiteurs envahir la demeure du marquis de Villette qui va devenir pendant tout son séjour le lieu de rendez-vous du Tout-Paris « philosophe ».
Le 30 mars 1778 est le jour de son triomphe à l’Académie, à la Comédie-Française et dans les rues de Paris. Sur son parcours, une foule énorme l’entoure et l’applaudit. L’Académie en corps vient l’accueillir dans la première salle. Il assiste à la séance, assis à la place du directeur. À la sortie, la même foule immense l’attend et suit le carrosse. On monte sur la voiture, on veut le voir, le toucher. À la Comédie-Française, l’enthousiasme redouble. Le public est venu pour l’auteur, non pour la pièce. La représentation d’Irène est constamment interrompue par des cris. À la fin, on lui apporte une couronne de laurier dans sa loge et son buste est placé sur un piédestal au milieu de la scène. À la sortie, il est retenu longtemps à la porte par la foule qui réclame des flambeaux pour mieux le voir. On s’exclame : « Vive le défenseur des Calas ! ».
Voltaire peut mesurer ce soir-là l’indéniable portée de son action, même si la cour, le clergé et l’opinion antiphilosophique lui restent hostiles et se déchaînent contre lui et ses amis du parti philosophique, ennemis de la religion catholique.

#### La maladie (mars-mai 1778)

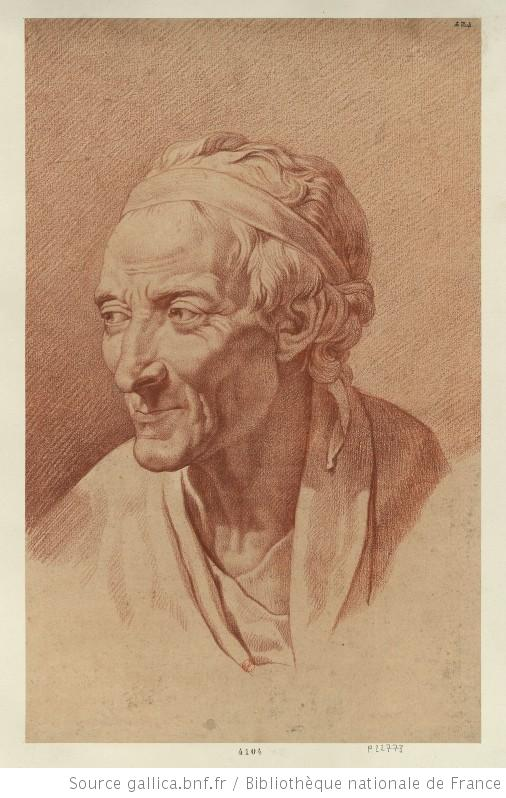
« Je meurs en adorant Dieu, en aimant mes amis, en ne haïssant pas mes ennemis, et en détestant la superstition ».

Voltaire a 83 ans. Atteint d’un mal qui progresse insidieusement pour entrer dans sa phase finale le 10 mai 1778, Voltaire se comporte comme s'il était indestructible. Son état de santé et son humeur changent pourtant d’un jour à l’autre. Il envisage son retour à Ferney pour Pâques, mais il se sent si bien à Paris qu'il pense sérieusement à s'y fixer. Madame Denis, ravie, part à la recherche d'une maison. Il veut se prémunir contre un refus de sépulture. Dès le 2 mars, il fait venir un obscur prêtre de la paroisse de Saint-Sulpice, l’abbé Gaultier, à qui il remet une confession de foi minimale (qui sera rendue publique dès le 11 mars) en échange de son absolution.
Le 28 mars, il écrit à son secrétaire Wagnière : « Je meurs en adorant Dieu, en aimant mes amis, en ne haïssant pas mes ennemis, et en détestant la superstition ».
À partir du 10 mai 1778, malgré l'assistance du docteur Théodore Tronchin, ses souffrances deviennent intolérables. Pour calmer ses douleurs, il prend de fortes doses d’opium qui le font sombrer dans une somnolence entrecoupée de phases de délire. Mais une fois passée l’action de l’opium, le mal se réveille pire que jamais.
La conversion de Voltaire, au sommet de sa gloire, aurait constitué une grande victoire de l’Église sur la « secte philosophique ». Le curé de Saint-Sulpice et l’archevêque de Paris, désavouant l’abbé Gaultier, font savoir que le mourant doit signer une rétractation franche s’il veut obtenir une inhumation en terre chrétienne. Mais Voltaire refuse de se renier. Des tractations commencent entre la famille et les autorités soucieuses d’éviter un scandale. Un arrangement est trouvé. Dès la mort de Voltaire on le transportera « comme malade » à Ferney. S’il décède pendant le voyage, son corps sera conduit à destination.

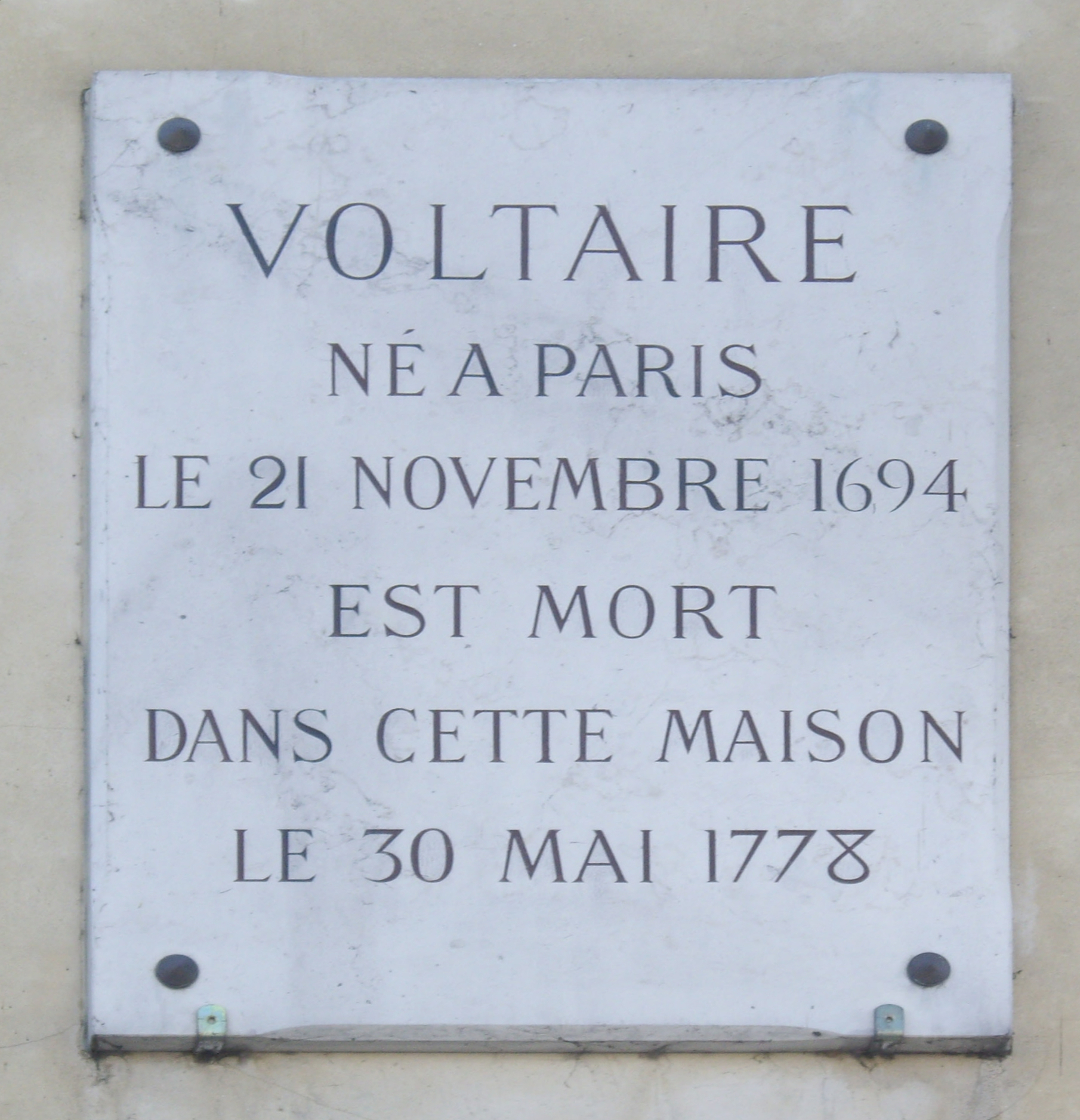
Plaque commémorative, sise au 27, quai Voltaire.

Voltaire meurt le 30 mai dans l'hôtel de son ami le marquis de Villette, « dans de grandes douleurs, excepté les quatre derniers jours, où il a fini comme une chandelle », écrit Mme Denis. Le 31 mai, selon sa volonté, M. Try, chirurgien, assisté d’un M. Burard, procède à l'autopsie. Le corps est ensuite embaumé par M. Mitouart, l'apothicaire voisin qui obtient de garder le cerveau, le cœur revenant à Villette.

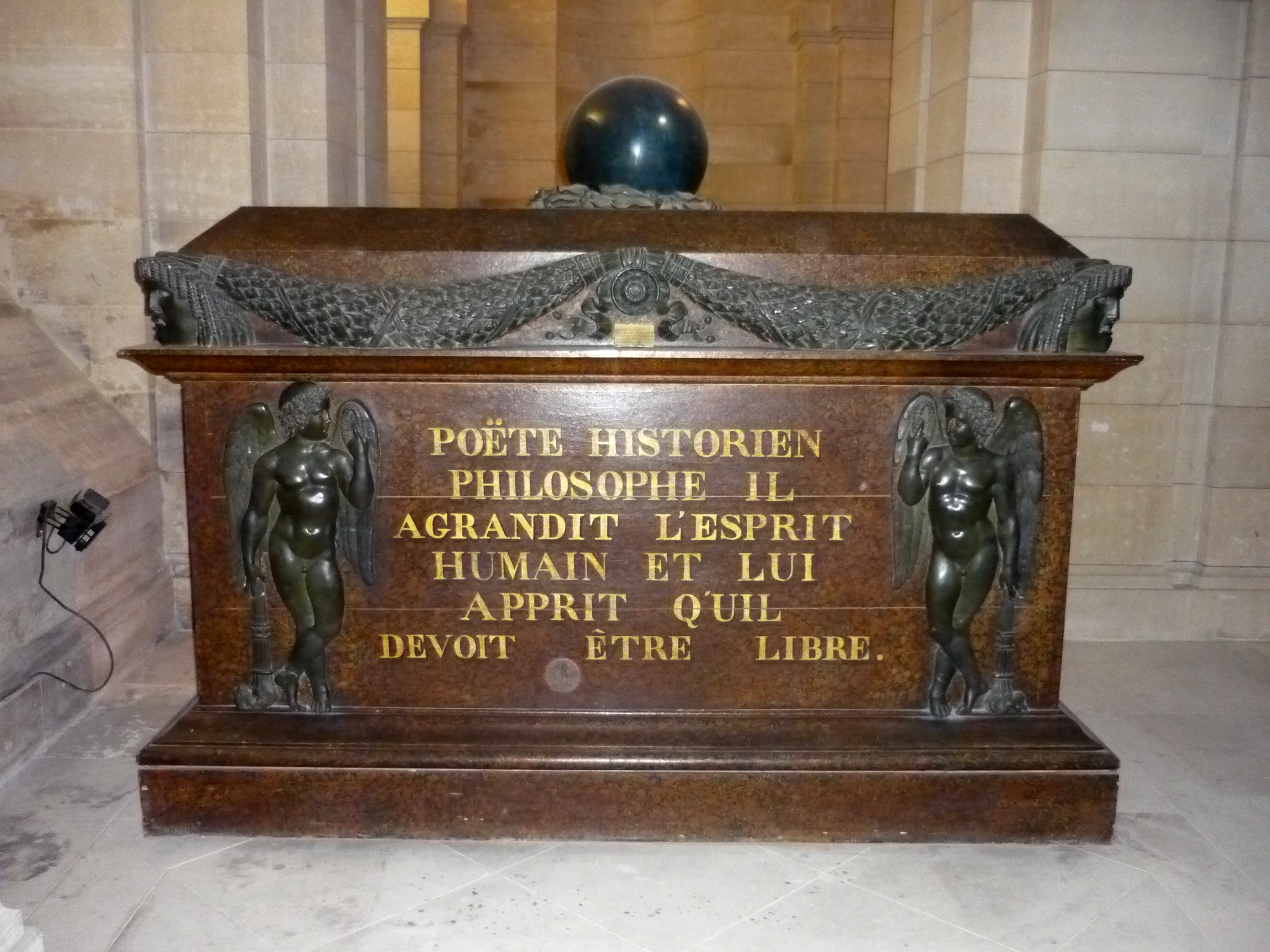
Tombe de Voltaire, Panthéon.

Le neveu de Voltaire, l’abbé Mignot, ne veut pas courir le risque d’un transport à Ferney. Il a l’idée de l’enterrer provisoirement dans la petite abbaye de Sellières près de Romilly-sur-Seine, dont il est abbé commendataire. Le 31 mai, le corps de Voltaire embaumé est installé assis, tout habillé et bien ficelé, avec un serviteur, dans un carrosse qui arrive à Sellières le lendemain après-midi. Grâce au billet de confession signé de l’abbé Gaultier, il est inhumé religieusement dans un caveau de l’église avant que Claude-Mathias-Joseph de Barral, évêque du diocèse du lieu, celui de Troyes, averti par l’archevêque de Paris Christophe de Beaumont, n’ait eu le temps d’ordonner au prieur de Sellières de surseoir à l'enterrement.

#### Le Panthéon
Après la mort de Voltaire, Mme Denis, légataire universelle, vend Ferney à Villette (la bibliothèque, acquise par Catherine II, est convoyée jusqu’à Saint-Pétersbourg par Wagnière). Villette, s’apercevant que le domaine est lourdement déficitaire, le revend en 1785. Le transfert de la sépulture à Ferney devient impossible. L’abbé Mignot veut commander un mausolée pour orner la dalle anonyme sous laquelle repose Voltaire, mais les autorités s’y opposent.
En 1789, l’Assemblée constituante vote la nationalisation des biens du clergé. L'abbaye de Sellières va être mise en vente. Il faut trouver une solution. Villette fait campagne pour le transfert à Paris des restes du grand homme (il a déjà débaptisé de sa propre autorité le quai des Théatins en y apposant une plaque : « Quai Voltaire »). C’est lui qui lance le nom de Panthéon et désigne le lieu, la basilique de Sainte-Geneviève.

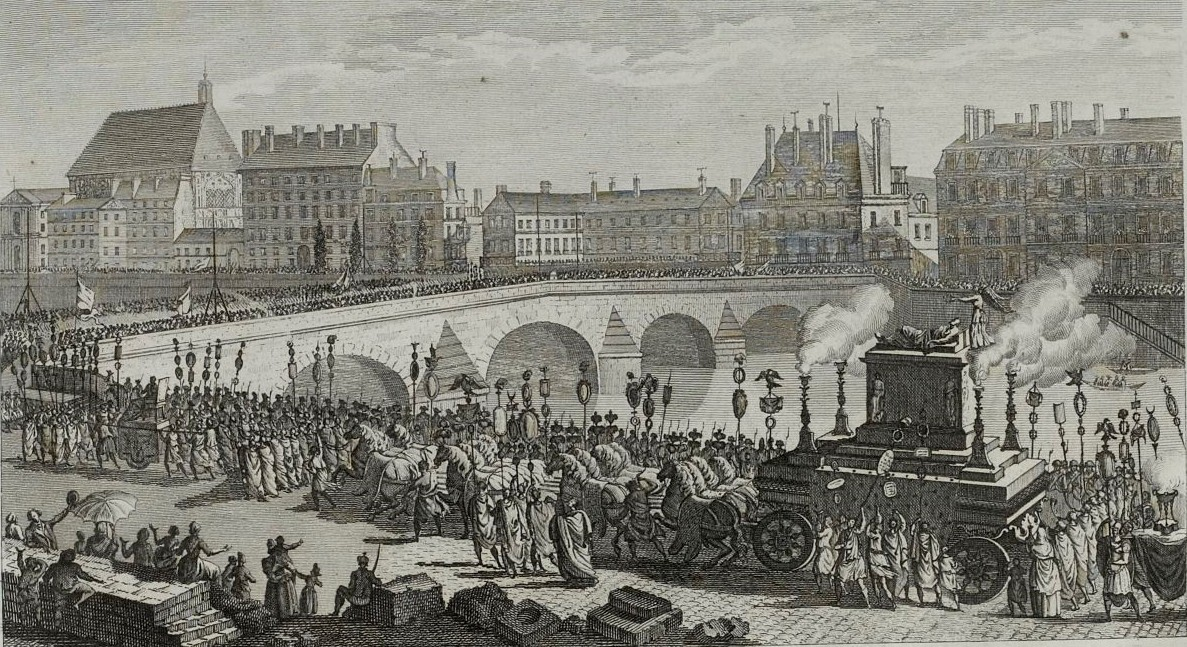
Transfert de Voltaire au Panthéon le 11 juillet 1791 (musée de la Révolution française).

Le 30 mai 1791, jour anniversaire de sa mort, l’Assemblée, malgré de fortes oppositions (les membres du clergé constituent le quart des députés) décide le transfert. Le 4 avril, après la mort de Mirabeau survenue le 2, l’Assemblée décrète que « le nouvel édifice de Sainte-Geneviève sera destiné à recevoir les cendres des grands hommes ». Mirabeau est le premier « panthéonisé ». Voltaire le suit le 11 juillet. Comme le corps de Mirabeau fut retiré de ce monument des suites de la découverte de l'armoire de fer, Voltaire est devenu le plus ancien hôte du Panthéon.
Le cortège comprend des formations militaires, puis des délégations d’enfants. Derrière une statue de Voltaire d’après Houdon, portée par des élèves des beaux-arts costumés à l’antique, viennent les académiciens et gens de lettres, accompagnés des 70 volumes de l’édition de Kehl, offerts par Beaumarchais et illustrés par Jean Dambrun. Sur le sarcophage se lit une inscription : « Il vengea Calas, La Barre, Sirven et Monbailli. Poète, philosophe, historien, il a fait prendre un grand essor à l’esprit humain, et nous a préparés à être libres ».

## L'œuvre de Voltaire
- Œuvres complètes de Voltaire, Paris, édition Garnier, 50 volumes, 1877 (Wikisource)
- Tout Voltaire : base de données des textes de Voltaire interrogeable par mots-clés

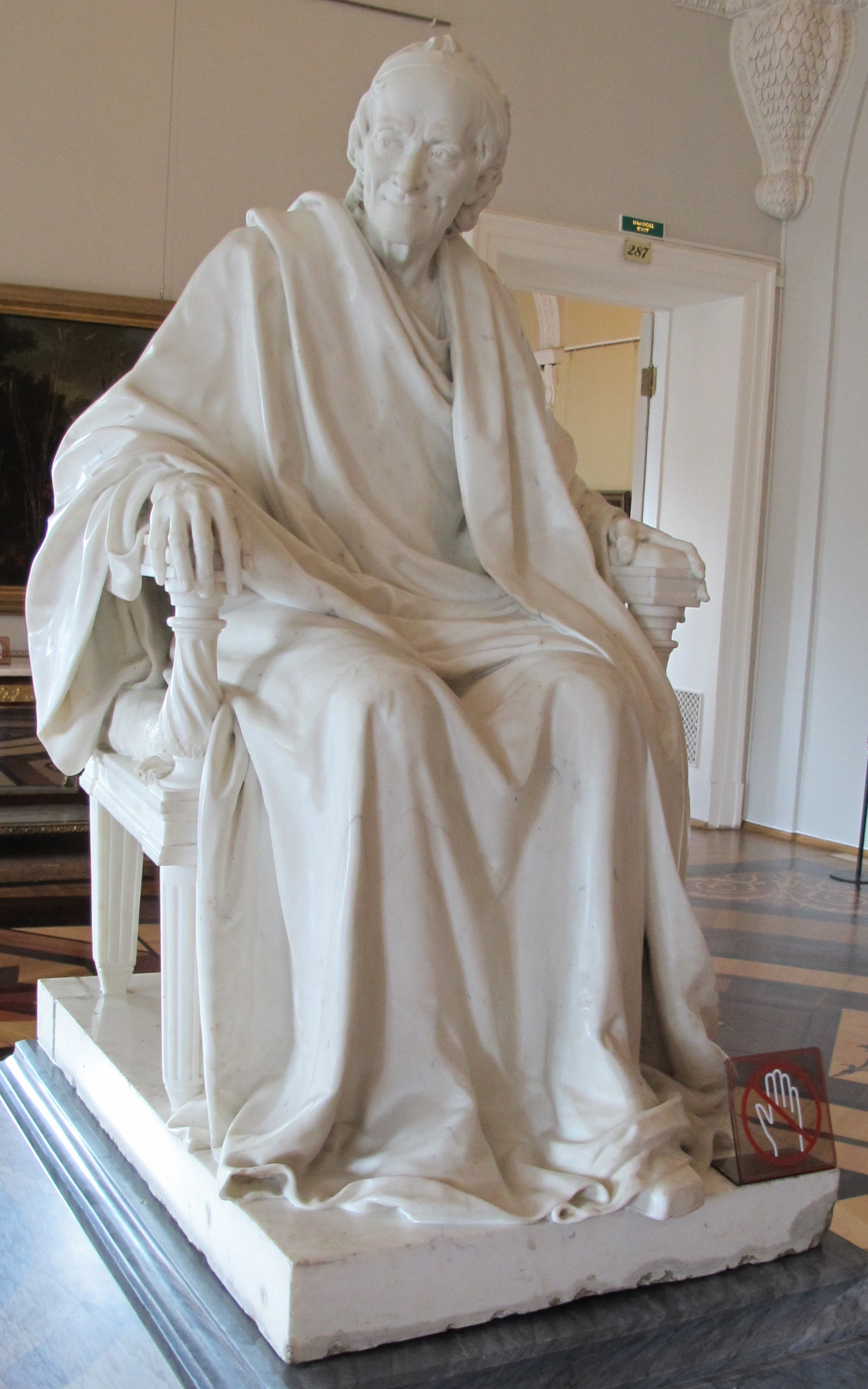
Voltaire assis par Houdon.
L'original en marbre orne le foyer de la Comédie-Française. Mme Denis, qui n’avait pas souhaité garder le Voltaire nu de Pigalle, commanda la statue à Houdon et en fit don à la Comédie-Française. L'œuvre a été reproduite en terre cuite, en plâtre et bronze dans différents formats.

La production littéraire de Voltaire inclut des pièces de théâtre, des ouvrages historiques et philosophiques, de nombreux poèmes ou textes en vers, des contes, beaucoup de textes polémiques, et une importante correspondance. De son vivant, ses Œuvres complètes comptent 40 volumes in-8° (édition de Genève de 1775). Après sa mort, l’édition de Kehl commanditée par Beaumarchais et éditée entre 1784 et 1780, inclut sa correspondance en 30 volumes in-8°, bien que de nombreux destinataires aient refusé de communiquer les lettres en leur possession. L'édition publiée de 1968 à 2022 par la Voltaire Foundation de l'université d'Oxford compte 205 volumes.

### Les contes philosophiques
Voltaire n’attribuait à ses contes qu’une faible importance, mais c’est sans doute aujourd’hui la partie de son œuvre la plus éditée et la plus lue. « C’est là que l’on retrouve, aussi libre que dans sa correspondance, l’esprit de Voltaire » écrit René Pomeau. Ils font partie des textes incontournables du XVIIIe siècle et occupent une place de choix au sein de la culture française. Ce sont, entre autres, le Songe de Platon, Micromégas, Le Monde comme il va, Zadig, Les Deux Consolés, Candide, l’Histoire d'un bon bramin, Jeannot et Colin, L'Ingénu, L'Homme aux quarante écus, Le Taureau blanc, Les Dialogues d'Evhémère, La Princesse de Babylone.

### La correspondance
Exilé à Ferney, Voltaire correspond avec tous ceux qui comptent en Europe. L’abondance de sa correspondance (de l’ordre de 23 000 lettres retrouvées, 13 tomes dans la bibliothèque de la Pléiade) rend nécessaire la publication de lettres choisies.
Citons, entre autres, la correspondance suivie avec Madame du Deffand, âgée et aveugle, sceptique désabusée et lucide qui réunit dans son salon tout le grand monde parisien (« avec Voltaire, dans la prose, le classique le plus pur de cette époque » selon Sainte-Beuve). « Le pessimisme de Mme du Deffand est tellement absolu », écrit Benedetta Craveri, « qu’il oblige son correspondant à se prononcer sur le destin de l’homme, avec une précision qu’on ne retrouve pas dans le reste de son œuvre ». « C’est dans ses lettres qu’il faut chercher l’expression la plus intime de la philosophie de Voltaire ; sa manière d’accepter la vie et d’affronter la mort, ses idées métaphysiques et son scepticisme, ses luttes passionnées au nom de l’humanité et ses accès de résignation mystiques ».

### Les écrits philosophiques
Voltaire n’apporte pas de réponses rassurantes, mais enseigne à douter, parce que c’est par le doute que l’on apprend à penser. La partie philosophique de son œuvre est toujours actuelle : Les Lettres philosophiques, le Traité sur la tolérance, le Dictionnaire philosophique portatif, les Questions sur l’Encyclopédie.

### Le théâtre
Le théâtre de Voltaire, qui a fait sa gloire et passionné ses contemporains, est aujourd’hui largement oublié. Voltaire a cependant été le plus grand auteur dramatique du XVIIIe siècle et a régné sur la scène de la Comédie-Française de 1718 à sa mort. Il a écrit une cinquantaine de tragédies qui, selon l’estimation de René Pomeau, ont été applaudies, rarement sifflées, par environ deux millions de spectateurs.
À Paris, ses plus grands succès sont, dans l’ordre, Œdipe (1718), Zaïre (1732), Alzire (1736), Mahomet (1741), Mérope (1743), Sémiramis (1748), L'Orphelin de la Chine (1755) et Tancrède (1760).
Certaines de ses tragédies ont été parodiées, sa comédie L'Écossaise  devenant par exemple L’Écosseuse sous la plume de Poinsinet et Anseaume.

### L’œuvre poétique
La versification, pratiquée dès l’enfance, était devenue pour Voltaire un mode d’écriture naturel. Sa production poétique a été évaluée à 250 000 vers. Il n’avait pas son pareil pour manier l’alexandrin. Longtemps il sera pour ses contemporains l’auteur de La Henriade que Beaumarchais place au même niveau que l’Iliade et qui connaitra encore 67 éditions entre 1789 et 1830 avant d’être rejetée dans l’oubli par le Romantisme. Cette œuvre versifiée (La Pucelle d’Orléans, Le Mondain, le Poème sur le désastre de Lisbonne) est moins lisible pour nous aujourd’hui, mais il existe, en particulier à travers ses épîtres, un Voltaire poète de la gaîté et du sourire, à la verve inventive, inspiré souvent par l’esprit satirique.

### L’œuvre historique
Elle ne survit (Le Siècle de Louis XIV, Histoire de Charles XII, Histoire de l'empire de Russie sous Pierre le Grand, Essai sur les mœurs et l'esprit des nations) comme celle de Michelet, que parce qu’elle est l’œuvre d’un écrivain, même si sa recherche d'une histoire « philosophique », consistant à suivre les efforts des hommes en société pour sortir de l’état primitif, reste pertinente.

### L’œuvre scientifique
Elle est devenue à présent désuète, même si Voltaire fut l’un des pionniers du newtonisme. De passage à Leyde (1738), Voltaire avait souhaité suivre des cours de l'illustre physicien ’s Gravesande. Il obtint de lui lire quelques chapitres de ses Éléments de la philosophie de Newton, pour recueillir ses observations avant de le publier ; or le savant hollandais, s'il admira « la facilité et l’élégance avec lesquelles Voltaire avait traité des matières aussi arides », se déroba habilement à sa demande. Ces Éléments restent cependant un témoignage des débats du XVIIIe siècle, impliquant Leibniz, Locke, Newton ou Buffon.

## Les idées de Voltaire

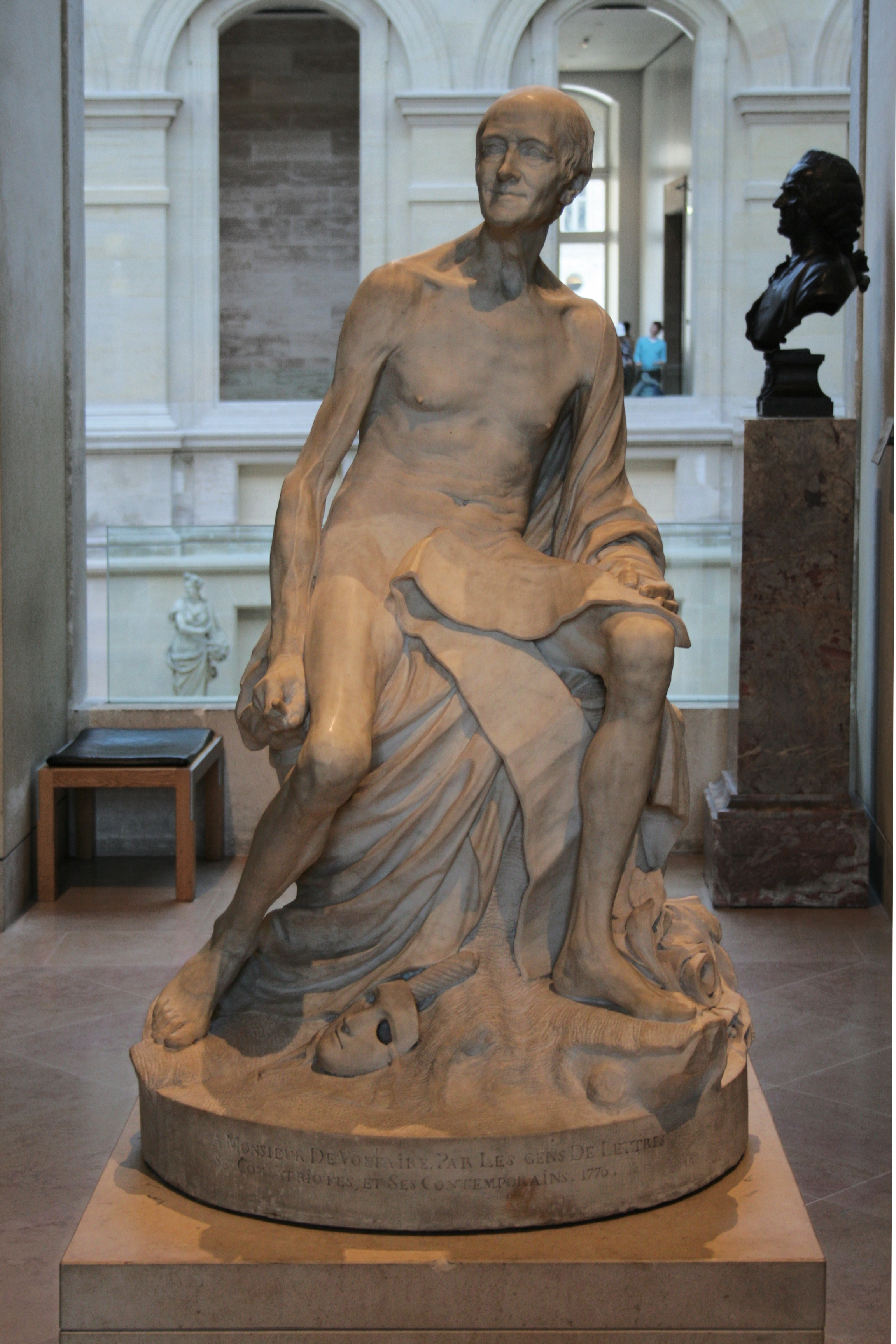
Voltaire nu par Pigalle.
En 1770, dans le salon de Mme Necker, une souscription est ouverte pour ériger une statue au grand homme. Pigalle choisit de le représenter en nu héroïque, à l'antique, sans masquer la vérité anatomique d’un corps marqué par l’âge, en magnifiant par contraste la tête pleine d’espérance. L’œuvre, défendue par Diderot, va susciter de nombreuses critiques.

### Le libéralisme
Dans la pensée du philosophe anglais John Locke, Voltaire trouve une doctrine qui s’adapte parfaitement à son idéal positif et utilitaire. John Locke apparaît comme le défenseur du libéralisme en affirmant que le pacte social ne supprime pas les droits naturels des individus. En outre, c’est l’expérience seule qui nous instruit ; tout ce qui la dépasse n’est qu’hypothèse ; le champ du certain coïncide avec celui de l’utile et du vérifiable. Voltaire tire de cette doctrine la ligne directrice de sa morale : la tâche de l’homme est de prendre en main sa destinée, d’améliorer sa condition, d’assurer, d’embellir sa vie par la science, l’industrie, les arts et par une bonne « police » des sociétés. Ainsi, la vie en commun ne serait pas possible sans une convention où chacun trouve son compte. Bien que s’exprimant par des lois particulières à chaque pays, la justice, qui assure cette convention, est universelle. Tous les hommes sont capables d’en concevoir l’idée, d’abord parce que tous sont des êtres plus ou moins raisonnables, ensuite parce qu’ils sont tous capables de comprendre que ce qui est utile à la société est utile à chacun. La vertu, « commerce de bienfaits, leur est dictée à la fois par le sentiment et par l’intérêt. Le rôle de la morale, selon Voltaire, est de nous enseigner les principes de cette « police » et de nous accoutumer à les respecter.
Cependant, la conception oligarchique et hiérarchisée de la société de Voltaire ne permet pas de le situer clairement parmi les philosophes du libéralisme démocratique : il affirme par exemple dans Essai sur les mœurs et l'esprit des nations : « Quand nous parlons de la sagesse qui a présidé quatre mille ans à la constitution de la Chine, nous ne prétendons pas parler de la populace ; elle est en tout pays uniquement occupée du travail des mains : l’esprit d’une nation réside toujours dans le petit nombre, qui fait travailler le grand, est nourri par lui, et le gouverne. Certainement cet esprit de la nation chinoise est le plus ancien monument de la raison qui soit sur la terre ».

### Le peuple
Voltaire a une attitude ambivalente envers le peuple. Celle-ci est analysée de manière légèrement différente par la critique contemporaine.
Jean Goulemot fait remarquer que s'il est vrai que Voltaire considère le peuple comme superstitieux, fanatique, obscurantiste et rétrograde, il en fait pourtant parfois, comme dans les Lettres philosophiques, « la plus nombreuse, la plus vertueuse et par conséquent la plus respectable partie des hommes ». Celle-ci est cependant limitée aux artisans et aux négociants, ce qui exclut les paysans. Selon lui, si Voltaire admet que le progrès peut en partie venir du travail du peuple, il considère que ce sont surtout les productions de l'esprit qui produiront une dynamique historique.
Roland Mortier est plus sévère. Il qualifie l'attitude de Voltaire de dédaigneuse, méprisante parfois même hostile envers une masse populaire jugée uniquement grossière, inculte et pleine de superstition. Cette ignorance et le fanatisme qui en découle sont en soi un obstacle au progrès. Mais le peuple n'étant pas homogène, Voltaire attend plus d'une élite ouvrière que des travailleurs misérables et peu qualifiés. Pour ces derniers, il considère que, plutôt que l'éducation, c'est une lente évolution des mentalités, descendant par degrés, qui permettra au peuple de se détacher du fanatisme religieux et d'ainsi s'émanciper.

### Le déisme
Étranger à tout dogmatisme religieux, Voltaire se refuse toutefois à l’athéisme d’un Diderot ou d’un d’Holbach. Il ne cessa de répéter son fameux distique :
L’univers m’embarrasse, et je ne puis songer

Que cette horloge existe et n’ait point d’horloger.

(Les Cabales. 1772) 
Ainsi, selon Voltaire, l’ordre de l’univers peut-il nous amener à constater l'existence d'un « éternel géomètre ». C'est pour lui une évidence rationnelle : un effet ne peut exister sans qu'il y ait aussi une cause préalable, de même que la lumière naturelle ne peut exister sans tirer son origine du soleil – ou qu'une bougie ne peut être allumée sans qu'un « athée » ait auparavant décidé d'enflammer sa mèche ; ce que Voltaire nomme « Dieu », c'est la Cause ultime, absolue qui ordonne éternellement et présentement tous les desseins cosmiques : le soleil est ainsi « fait pour éclairer notre portion d'univers ».
Sa vision de Dieu correspond à un panthéisme, proche de Giordano Bruno et de Baruch Spinoza ; dans Tout en Dieu, commentaire sur Malebranche, Voltaire écrit :

« Une cause sans effet est une chimère, une absurdité, aussi bien qu'un effet sans cause. Il y a donc éternellement, et il y aura toujours des effets de cette cause universelle. Ces effets ne peuvent venir de rien ; ils sont donc des émanations éternelles de cette cause éternelle. La matière de l'univers appartient donc à Dieu tout autant que les idées, et les idées tout autant que la matière. Dire que quelque chose est hors de lui, ce serait dire qu'il y a quelque chose hors de l'infini. Dieu étant le principe universel de toutes les choses, toutes existent en lui et par lui. […] On ne fait point Dieu l'universalité des choses : nous disons que l'universalité des choses émane de lui ; et pour nous servir […] de l'indigne comparaison du soleil et de ses rayons, nous disons qu'un trait de lumière lancé du globe du soleil, et absorbé dans le plus infect des cloaques, ne peut laisser aucune souillure dans cet astre. Ce cloaque n'empêche pas que le soleil ne vivifie toute la nature dans notre globe. […] Nous pourrions dire encore qu'un trait de lumière, pénétrant dans la fange, ne se mêle point avec elle, et qu'elle y conserve son essence invisible ; mais il vaut mieux avouer que la lumière la plus pure ne peut représenter Dieu. La lumière émane du soleil, et tout émane de Dieu. Nous ne savons pas comment ; mais nous pouvons […] concevoir Dieu comme l'Être nécessaire de qui tout émane. [Note : « nécessaire » signifie philosophiquement : « qui ne peut pas ne pas être – ni être autrement »]. »

Mais, au-delà, il ne voit qu'incertitudes : « J'ai contemplé le divin ouvrage, et je n'ai point vu l'ouvrier ; j'ai interrogé la nature, elle est demeurée muette ». Il conclut : « Il m'est impossible de nier l'existence de ce Dieu », ajoutant qu'il est « impossible de le connaître ». Il rejette toute incarnation, « tous ces prétendus fils de Dieu ». Ce sont « des contes de sorciers ». « Un Dieu se joindre à la nature humaine ! J'aimerais autant dire que les éléphants ont fait l'amour à des puces, et en ont eu de la race : ce serait bien moins impertinent ». S’il reste attaché au déisme, qui correspond à un théisme philosophique, il dénonce comme dérisoire le providentialisme (dans Candide par exemple) et repose cette question formulée dès saint Augustin dont la réponse est inaccessible à la logique humaine parfaitement limitée : « Pourquoi existe-t-il tant de mal, tout étant formé par un Dieu que tous les théistes se sont accordés à nommer bon ? ». Voltaire n'apporte à ce sujet que cette précision :

« La terre est couverte de crimes […] ; cela empêche-t-il qu'il y ait une cause universelle ? […] Il y a une suite infinie de vérités, et l'Être infini peut seul comprendre cette suite. […] Demander pourquoi il y a du mal sur terre, c'est demander pourquoi nous ne vivons pas autant que les chênes. […] Le grand Être est fort ; mais les émanations sont nécessairement faibles. Servons-nous […] de la comparaison du soleil. Ses rayons réunis fondent les métaux ; mais quand vous réunissez ceux qu'il a dardés sur le disque de la lune, ils n'excitent pas la plus légère chaleur. Nous sommes aussi nécessairement bornés que le grand Être est nécessairement immense. »

— Voltaire, Tout en Dieu, commentaire sur Malebranche.
Voltaire, dans le Dictionnaire philosophique, affirme que l'authentique miracle est l'ordre du monde, que l'apparition divine en ce monde est la nature des choses et non ce qui semble « surnaturel » :

« Un miracle, selon l'énergie du mot, est une chose admirable. En ce cas, tout est miracle. L'ordre prodigieux de la nature, la rotation de cent millions de globes autour d'un million de soleils, l'activité de la lumière, la vie des animaux sont des miracles perpétuels. Selon les idées reçues, nous appelons miracle la violation de ces lois divines et éternelles. (…) Plusieurs physiciens soutiennent qu'en ce sens il n'y a point de miracles ; (…) un miracle est la violation des lois mathématiques divines, immuables, éternelles. Par ce seul exposé, un miracle est une contradiction dans les termes. Une loi ne peut être à la fois immuable et violée. Mais, une loi, leur dit-on, étant établie par Dieu même, ne peut-elle être suspendue par son auteur ? Ils ont la hardiesse de répondre que non. »

Enfin, pour Voltaire, la croyance en un Dieu est utile sur le plan moral et social. Il est l'auteur du célèbre alexandrin :
Si Dieu n'existait pas, il faudrait l'inventer.
On lui attribue aussi cette phrase : « Nous pouvons, si vous le désirez, parler de l’existence de Dieu, mais comme je n’ai pas envie d’être volé ni égorgé dans mon sommeil, souffrez que je donne au préalable congé à mes domestiques ».

### Le polémiste
Dès La Henriade en 1723, toute l’œuvre de Voltaire est un combat contre le fanatisme et l'intolérance.
Tracts, pamphlets, tout fut bon pour mobiliser les classes fortunées européennes. Il utilise l'ironie pour susciter l’indignation. Les ennemis de Voltaire avaient tout à craindre de son persiflage. Quand en 1755, il reçoit le Discours sur l’origine et les fondements de l’inégalité parmi les hommes de Jean-Jacques Rousseau, Voltaire, qui désapprouve l’ouvrage, répond en une lettre aussi habile qu’ironique :

« J’ai reçu, monsieur, votre nouveau livre contre le genre humain, je vous en remercie. […] On n’a jamais employé tant d’esprit à vouloir nous rendre bêtes ; il prend envie de marcher à quatre pattes quand on lit votre ouvrage. Cependant, comme il y a plus de soixante ans que j’en ai perdu l’habitude, je sens malheureusement qu’il m’est impossible de la reprendre et je laisse cette allure naturelle à ceux qui en sont plus dignes que vous et moi. […] »

— Lettre à Rousseau, 30 août 1755
Selon Sainte-Beuve, « […] tant qu’un souffle de vie l’anima, il eut en lui ce que j’appelle le bon démon : l’indignation et l’ardeur. Apôtre de la raison jusqu’au bout, on peut dire que Voltaire est mort en combattant ».

### La justice
Voltaire s’est passionné pour plusieurs affaires et s’est démené afin que justice soit rendue.
- L’affaire Calas (1762)
- L’affaire Sirven (1764)
- L’affaire du chevalier de La Barre (1766)
- L’affaire Lally-Tollendal (1776)

### La liberté d'expression

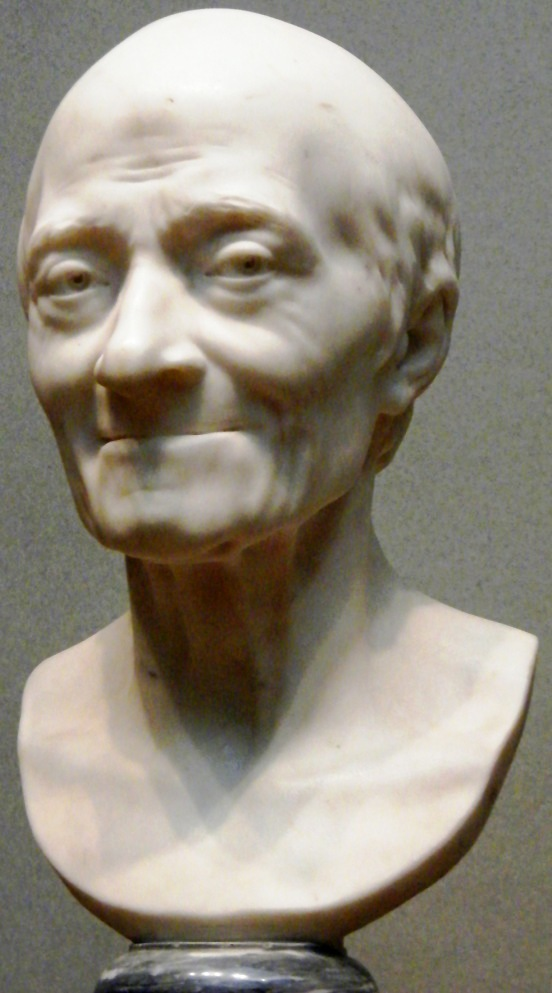
Voltaire à 83 ans.
Houdon a su capter l'âge et la souffrance, la malice et la vitalité de l'écrivain dans ce buste réalisé quelques semaines avant sa mort.

L'attachement de Voltaire à la liberté d'expression serait illustré par la citation qu'on lui attribue à tort : « Je ne suis pas d'accord avec ce que vous dites, mais je me battrai jusqu'à la mort pour que vous ayez le droit de le dire ».
Certains commentateurs (Norbert Guterman, A Book of French Quotations, 1963), prétendent que cette citation est extraite d’une lettre du 6 février 1770 à un abbé Le Riche où Voltaire écrirait : « Monsieur l'abbé, je déteste ce que vous écrivez, mais je donnerai ma vie pour que vous puissiez continuer à écrire ». En fait, cette lettre existe, mais la phrase n'y figure pas, ni même l'idée. Le Traité de la tolérance auquel est parfois rattachée la citation ne la contient pas non plus.
De fait, la citation est absolument apocryphe (elle n’apparaît nulle part dans son œuvre publiée) et trouve sa source en 1906, non dans une citation erronée, mais dans un commentaire de l’auteure britannique Evelyn Hall, dans son ouvrage The Friends of Voltaire, où, pensant résumer la posture de Voltaire à propos de l’auteur d’un ouvrage publié en 1758 condamné par les autorités religieuses et civiles, elle écrivait « “I disapprove of what you say, but I will defend to the death your right to say it” was his attitude now » (« "Je ne suis pas d'accord avec ce que vous dites, mais je défendrai jusqu'à la mort votre droit de le dire" était désormais son attitude »). Les guillemets maladroitement utilisés par Evelyn Hall ont été interprétés comme permettant d'attribuer la déclaration à Voltaire. En 1935, elle déclara « I did not intend to imply that Voltaire used these words verbatim, and should be much surprised if they are found in any of his works » (« Je n'ai pas eu l'intention de suggérer que Voltaire avait utilisé exactement ces mots, et serais extrêmement surprise s'ils se trouvaient dans ses œuvres »),.
L'affaire à propos de laquelle Evelyn Hall écrivait concernait la publication par Helvétius en 1758 de De l’Esprit, livre condamné par les autorités civiles et religieuses et brulé. Voici ce que Voltaire écrivait dans l'article « Homme » des Questions sur l'Encyclopédie :
« J'aimais l'auteur du livre De l'Esprit. Cet homme valait mieux que tous ses ennemis ensemble ; mais je n'ai jamais approuvé ni les erreurs de son livre, ni les vérités triviales qu'il débite avec emphase. J'ai pris son parti hautement, quand des hommes absurdes l'ont condamné pour ces vérités mêmes. »
Autre passage pertinent : « En général, il est de droit naturel de se servir de sa plume comme de sa langue, à ses périls, risques et fortune. Je connais beaucoup de livres qui ont ennuyé, je n'en connais point qui aient fait de mal réel. […] Mais paraît-il parmi vous quelque livre nouveau dont les idées choquent un peu les vôtres (supposé que vous ayez des idées), ou dont l'auteur soit d'un parti contraire à votre faction, ou, qui pis est, dont l'auteur ne soit d’aucun parti : alors vous criez au feu ; c'est un bruit, un scandale, un vacarme universel dans votre petit coin de terre. Voilà un homme abominable, qui a imprimé que si nous n'avions point de mains, nous ne pourrions faire des bas ni des souliers [Helvétius, De l’Esprit, I, 1] : quel blasphème ! Les dévotes crient, les docteurs fourrés s'assemblent, les alarmes se multiplient de collège en collège, de maison en maison ; des corps entiers sont en mouvement et pourquoi ? Pour cinq ou six pages dont il n'est plus question au bout de trois mois. Un livre vous déplaît-il, réfutez-le ; vous ennuie-t-il, ne le lisez pas ».
Cependant, dans son existence, Voltaire respectait peu le droit des autres à s'exprimer. Il mit ainsi beaucoup d'énergie à compromettre par exemple les carrières de Rousseau et de La Mettrie. Il se réjouit publiquement de l'expulsion des Jésuites en 1765.

### La laïcité

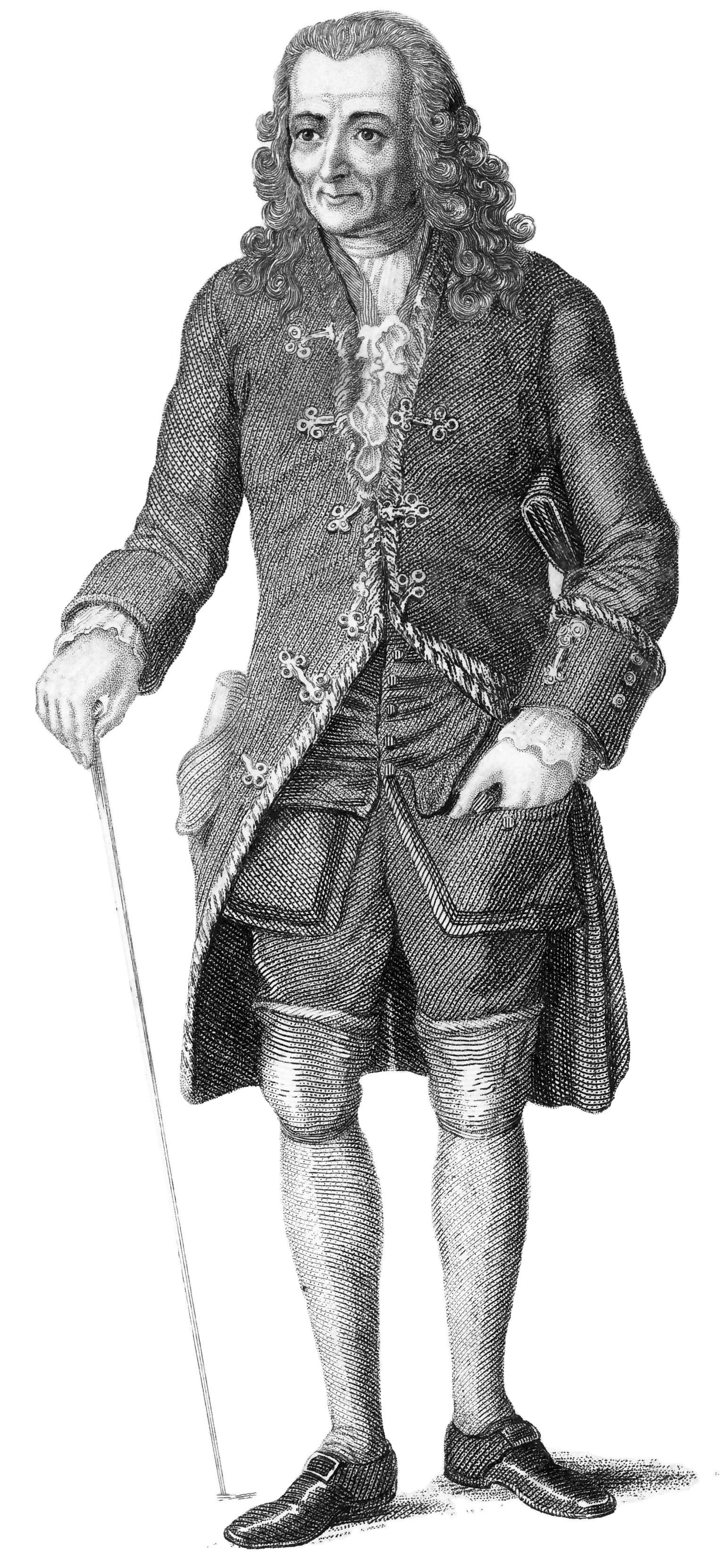
Voltaire, à l'âge de 70 ans.

Même s'il n'utilise pas le mot « laïcité » qui fut inventé un siècle plus tard, Voltaire est, par ses écrits et ses démarches visant à conserver une justice dénuée d'intérêt religieux, l'un des instigateurs d'un civisme équidistant envers toutes les attitudes religieuses et opinions métaphysiques (athéisme compris).
Il oppose la figure de « l'homme laïc », nommé « Citoyen », vu comme l'ami policé de tous et du bien public, pour faire valoir le devoir commun de s'entre-tolérer tout en refusant de promouvoir telle ou telle profession de foi.

« Je suis citoyen et par conséquent l'ami de tous ces messieurs [de différentes confessions]. Je ne disputerai avec aucun d'eux ; je souhaite seulement qu'ils soient tous unis dans le dessein de s'aider mutuellement, de s'aimer et de se rendre heureux les uns les autres, autant que des hommes d'opinions si diverses peuvent s'aimer, et autant qu'ils peuvent contribuer à leur bonheur ; ce qui est aussi difficile que nécessaire. Pour cet effet, je leur conseille d'abord de jeter dans le feu […] la Gazette ecclésiastique, et tous autres libelles qui ne sont que l'aliment de la guerre civile des sots. Ensuite chacun de nos frères, soit théiste, soit turc, soit païen, soit chrétien grec, ou chrétien latin, ou anglican, ou scandinave, soit juif, soit athée, lira attentivement quelques pages des Offices de Cicéron, ou de Montaigne, et quelques fables de La Fontaine. Cette lecture dispose insensiblement les hommes à la concorde […]. On ne vendra ni circoncision, ni baptême, ni sépulture, ni la permission de courir dans le kaaba autour de la pierre noire, ni l'agrément de s'endurcir les genoux devant la Notre-Dame de Lorette, qui est plus noire encore. Dans toutes les disputes qui surviendront, il est interdit de se traiter de chien, quelque colère qu'on soit ; à moins qu'on ne traite d'hommes les chiens, quand ils nous emporteront notre dîner et qu'ils nous mordront, etc., etc., etc. »

— Voltaire, Il faut prendre un parti, XXV Discours d'un Citoyen.
Voltaire est convaincu que les hommes, non parce que formant un groupe de mêmes convictions, mais parce que liés entre eux par ce civisme, peuvent s'allier pour œuvrer ensemble à la constitution d'une société pacifiée et équitable. Voltaire conçoit donc une « morale civique » ou « éthique citoyenne » universelle.
Au doute de Blaise Pascal considérant, dans ses Pensées, qu'il est impossible que les hommes puissent se respecter entre eux hors de la sphère du christianisme (« Le port règle ceux qui sont dans un vaisseau ; mais où trouverons-nous ce point dans la morale ? »), Voltaire répond très simplement : « Dans cette seule maxime reçue de toutes les nations : « Ne faites pas à autrui ce que vous ne voudriez pas qu’on vous fît. »
Théiste, Voltaire n'en condamne pas moins fermement les religions dévalorisant, selon lui, la vie, la nature et les relations sociales et familiales :

« Pensées de Blaise Pascal : « S’il y a un Dieu, il ne faut aimer que lui, et non les créatures. » [Réponse de Voltaire :] Il faut aimer, et très tendrement, les créatures ; il faut aimer sa patrie, sa femme, son père, ses enfants ; et il faut si bien les aimer que Dieu nous les fait aimer malgré nous. Les principes contraires ne sont propres qu’à faire de barbares raisonneurs. »

— Voltaire, Vingt-cinquième lettre sur les Pensées de M. Pascal, X.

### Le végétarisme

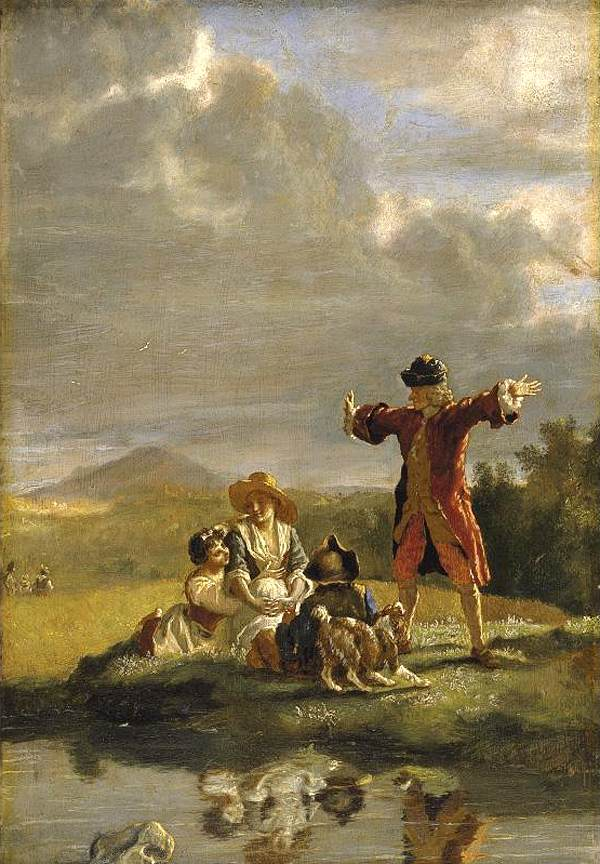
Peinture de Jean Huber : Voltaire narrant une fable.

Voltaire refusait de voir les êtres humains comme supérieurs, par leur essence, aux autres espèces animales ; cela correspond à son rejet des religions abrahamiques (où l'animal est le plus souvent considéré comme inférieur à l'homme) et de la doctrine des « animaux-machines » du Discours de la méthode de René Descartes — qu'il déteste, et considère comme étant la « vaine excuse de la barbarie » permettant de dédouaner l'homme de tout sentiment de compassion face à la détresse animale.
Voltaire commence à s'intéresser avec constance au végétarisme, et à sa défense, vers 1761-1762 environ, comme l'a montré Renan Larue ; diverses lectures sont en lien avec cette affirmation « pythagoricienne » de la part du philosophe : le testament de Jean Meslier, l’Émile de Jean-Jacques Rousseau, le Traité de Porphyre, touchant l'abstinence de la chair des animaux, ainsi que de nombreux ouvrages sur l'hindouisme (œuvres brahmaniques qui commencent à être traduites en français et étudiées dans les milieux intellectuels européens).
Dans ses lettres, Voltaire déclare qu'il « ne mange plus de viande » « ni poisson », se définissant encore plus « pythagoricien » que Philippe de Sainte-Aldegonde, un végétarien qu'il reçut à Ferney, à côté de Genève.
Chez Voltaire, le végétarisme n'est jamais justifié selon une logique liée à la santé, mais toujours pour des raisons éthiques : le végétarisme est une « doctrine humaine » et une « admirable loi par laquelle il est défendu de manger les animaux nos semblables ». Prenant comme exemple Isaac Newton, la compassion pour les animaux se révèle pour lui une solide base pour une « vraie charité » envers les hommes, et Voltaire affirme qu'on ne mérite « guère le nom de philosophe » si on ne possède point cette « humanité, vertu qui comprend toutes les vertus ».

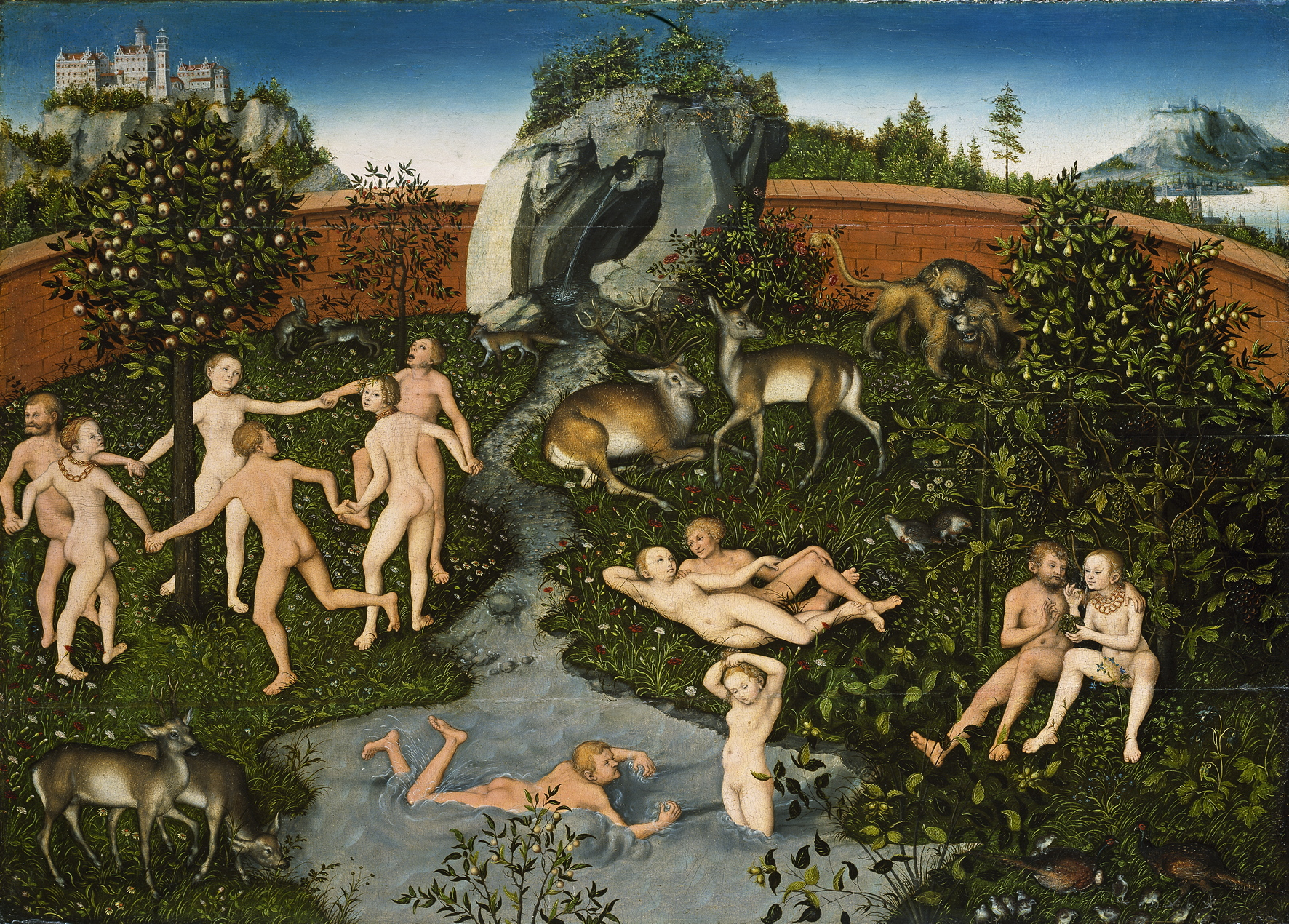
L'Âge d'or, de Lucas Cranach l'Ancien (1530).

Dans Le Dialogue du chapon et de la poularde, Voltaire fait dire aux animaux que les hommes qui les mangent sont des « monstres » qui, d'ailleurs, s'entretuent cruellement ; le chapon y fait l'éloge de l'Inde où « les hommes ont une loi sainte qui depuis des milliers de siècles leur défend de nous manger » ainsi que des philosophes antiques européens :

« Les plus grands philosophes de l'Antiquité ne nous mettaient jamais à la broche. Ils tâchaient d'apprendre notre langage, et de découvrir nos propriétés si supérieures à celle de l'espèce humaine. Nous étions en sûreté comme à l'âge d'or. Les sages ne tuent point les animaux, dit Porphyre ; il n'y a que les barbares et les prêtres qui les tuent et les mangent. »

— Voltaire, Le Dialogue du chapon et de la poularde.
Dans La Princesse de Babylone, Voltaire fait dire à un oiseau que les animaux ont « une âme », tout comme les hommes. Et dans une note du chapitre XII du Traité sur la tolérance, Voltaire rappelle que consommer de la chair animale et traiter les animaux comme de stricts objets ne sont point des pratiques universelles et qu'« il y a une contradiction manifeste à convenir que Dieu a donné aux bêtes tous les organes du sentiment, et à soutenir qu'il ne leur a point donné de sentiment. Il me paraît encore qu'il faille n'avoir jamais observé les animaux pour ne pas distinguer chez eux les différentes voix du besoin, de la souffrance, de la joie, de la crainte, de l'amour, de la colère, et de toutes les affections ».
Dans l’Article « Viande » du Dictionnaire philosophique, Voltaire montre que Porphyre regardait « les animaux comme nos frères, parce qu'ils sont animés comme nous, qu'ils ont les mêmes principes de vie, qu'ils ont ainsi que nous des idées, du sentiment, de la mémoire, de l'industrie. » Le végétarisme de Voltaire s'affirme donc comme une posture philosophique opposée à toute attitude anthropocentrique. Le philosophe ne croit pas que l'humanité soit le centre de la création ou le sommet de la chaîne alimentaire — et que les animaux soient en dessous des nations humaines et comme uniquement « prédestinés » à servir de nourriture aux hommes : « Les moutons n'ont pas sans doute été faits absolument pour être cuits et mangés, puisque plusieurs nations s'abstiennent de cette horreur ».
Dans La Philosophie de l'histoire (chapitre XVII, « de l'Inde »), Voltaire défend la doctrine de la réincarnation des âmes (« métempsycose ») qui prévaut chez les Indiens (ou « Hindous »), dans les terres « vers le Gange », et qui est selon lui un « système de philosophie qui tient aux mœurs » inspirant « une horreur pour le meurtre et pour toute violence ». Cette considération voltairienne se retrouve aussi dans Les Lettres d'Amabed (« Seconde lettre d'Amabed à Shastadid »), où un jeune hindou de Bénarès, élève d'un missionnaire chrétien jésuite qui veut l'évangéliser et lui faire abjurer la foi de ses ancêtres, se désole de voir les Européens, colonisant l'Inde et commettant « des cruautés épouvantables pour du poivre », tuer des petits poulets.

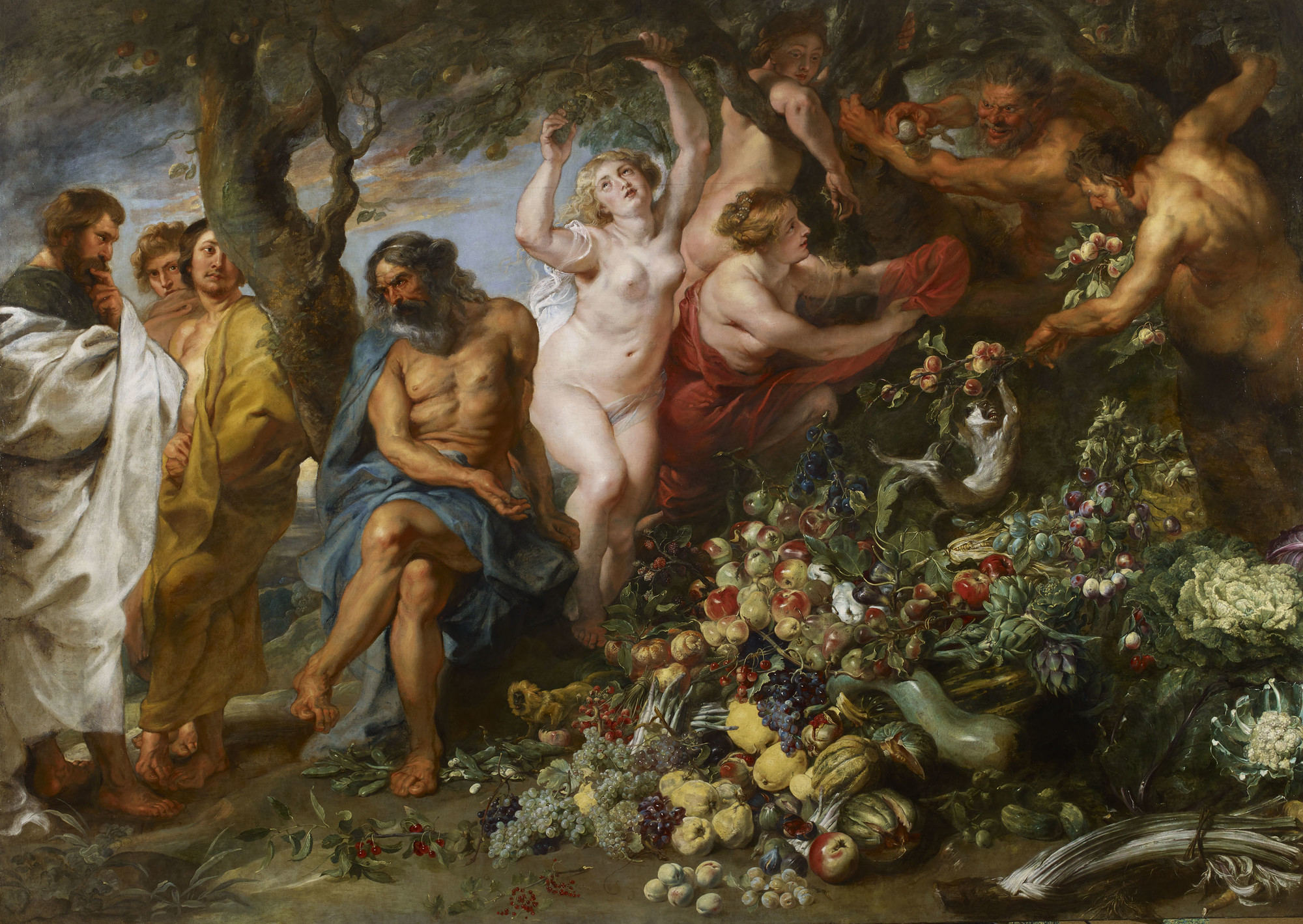
Pythagore prônant le végétarisme, (1618-20), peinture de Pierre Paul Rubens.

Cette posture morale végétarienne est pour Voltaire une occasion de relativiser les certitudes occidentales issues du christianisme, par une universalisation des références niant tout ethnocentrisme et tout anthropocentrisme. C'est aussi une occasion de louer les « Païens » et leur philosophie antique (grecque ou indienne) et de se moquer ouvertement du clergé chrétien et des institutions ecclésiastiques – convaincus de leur exemplarité –, qui font grand cas de détails dogmatiques infimes concernant les croyances à reconnaître ou à condamner (rappel de la haine entre Catholiques, Juifs et Protestants), mais qui refusent d'éduquer les masses à la clémence envers les animaux, sont incapables de promouvoir le végétarisme :

« Je ne vois aucun moraliste parmi nous, aucun de nos loquaces prédicateurs, aucun même de nos tartufes, qui ait fait la moindre réflexion sur cette habitude affreuse [« se nourrir continuellement de cadavres » selon Voltaire]. Il faut remonter jusqu'au pieux Porphyre, et aux compatissants pythagoriciens pour trouver quelqu'un qui nous fasse honte de notre sanglante gloutonnerie, ou bien il faut voyager chez les brahmanes ; car, […] ni parmi les moines, ni dans le concile de Trente, ni dans nos assemblées du clergé, ni dans nos académies, on ne s'est encore avisé de donner le nom de mal à cette boucherie universelle. »

— Voltaire, Il faut prendre un parti (Du mal, et en premier lieu de la destruction des bêtes).

### Opposition à la vivisection
Voltaire s'insurgea contre les pratiques de vivisection de son temps (l'expérimentation sur des animaux se généralisant avec le dogme des « animaux-machines » de Descartes, ainsi que dans les séminaires jansénistes) :

« Des barbares saisissent ce chien, qui l'emporte prodigieusement sur l'homme en amitié ; ils le clouent sur une table, et ils le dissèquent vivant pour te montrer les veines mézaraïques. Tu découvres dans lui tous les mêmes organes de sentiment qui sont dans toi. Réponds-moi, machiniste ; la nature a-t-elle arrangé tous les ressorts du sentiment dans cet animal afin qu'il ne sente pas ? A-t-il des nerfs pour être impassible ? Ne suppose point cette impertinente contradiction dans la nature. »,

## À propos de

### Voltaire et Rousseau
« Le public a toujours pris plaisir à faire aller de pair ces deux hommes à jamais célèbres. Tous les deux, avec de si grands moyens, se sont proposés le même but, le bonheur du genre humain (...) Voltaire, tout occupé de ce qui peut nuire aux hommes, attaque sans cesse le despotisme, le fanatisme, la superstition, l’amour des conquêtes ; mais il ne s’occupe guère qu’à détruire. Rousseau s’occupe à la recherche de tout ce qui peut nous être utile, et s’efforce de bâtir », écrit dès 1818 Bernardin de Saint-Pierre, l’ami de Rousseau, dans son Parallèle de Voltaire et de J.-J. Rousseau, premier d’une suite innombrable.

Jean-Jacques Rousseau en costume arménien, toile d'Allan Ramsay, 1766.

Ainsi, Victor Hugo, dans Les Misérables, associe les deux hommes dans la chansonnette insolente du petit Gavroche :

« Je suis tombé par terre,

C'est la faute à Voltaire,

Le nez dans le ruisseau,

C'est la faute à Rousseau. »

Tout oppose les deux grandes figures des Lumières que la Révolution française a installées l’un à côté de l’autre au Panthéon, Voltaire en 1791, Rousseau en 1794.
Voltaire est un fils de bourgeois parisien, sujet d’une monarchie absolue. Il reçoit une éducation classique dans le meilleur collège de la capitale. Son esprit se forme dans la fréquentation de la société du Temple et de la cour de Sceaux. Il aime l’argent, le luxe, le monde, le théâtre. Il fréquente les princes et les rois. Persuadé que la liberté d’esprit est inséparable de l’aisance matérielle, il devient riche et mène à Ferney une vie de seigneur. Il se pense en chef de parti, en responsable du clan philosophique. Son objectif est de faire pénétrer peu à peu les Lumières au sommet de l’État. C’est un écrivain engagé. Il est pessimiste mais d’humeur gaie. Déiste, il hait la religion chrétienne. Extraverti, il a horreur de l'introspection et parle peu de lui dans ses Mémoires. Esprit précis et positif, son arme est l’ironie et c’est à l’esprit qu’il s’adresse.
Rousseau est un fils d’horloger genevois, citoyen d’une république. Il est autodidacte et campagnard. Il aime la vie simple, le travail humble, la solitude, la nature. S’il bénéficie, comme beaucoup de gens de lettres, de la protection des grands (prince de Conti, maréchal de Luxembourg), il ne veut pas des bienfaits dont la société est prête à l’accabler. Il reste pauvre, persuadé qu’il se met moralement du bon côté et gagne son pain en copiant de la musique. Chez lui, tout est adhésion individuelle à une doctrine élaborée par un individu unique. Ce n’est pas un écrivain engagé. Il est foncièrement optimiste mais d’humeur ombrageuse. Protestant de Genève, il reste toujours chrétien par le cœur, sinon par le dogme et la conduite. Égotiste, il se livre intimement dans ses Confessions. Il a l’âme poétique, rêveuse, aisément émue. Son arme, c’est l’éloquence, et c’est au sentiment qu’il parle.
Les deux hommes ont entretenu longtemps des relations courtoises avant leur rupture en 1760.

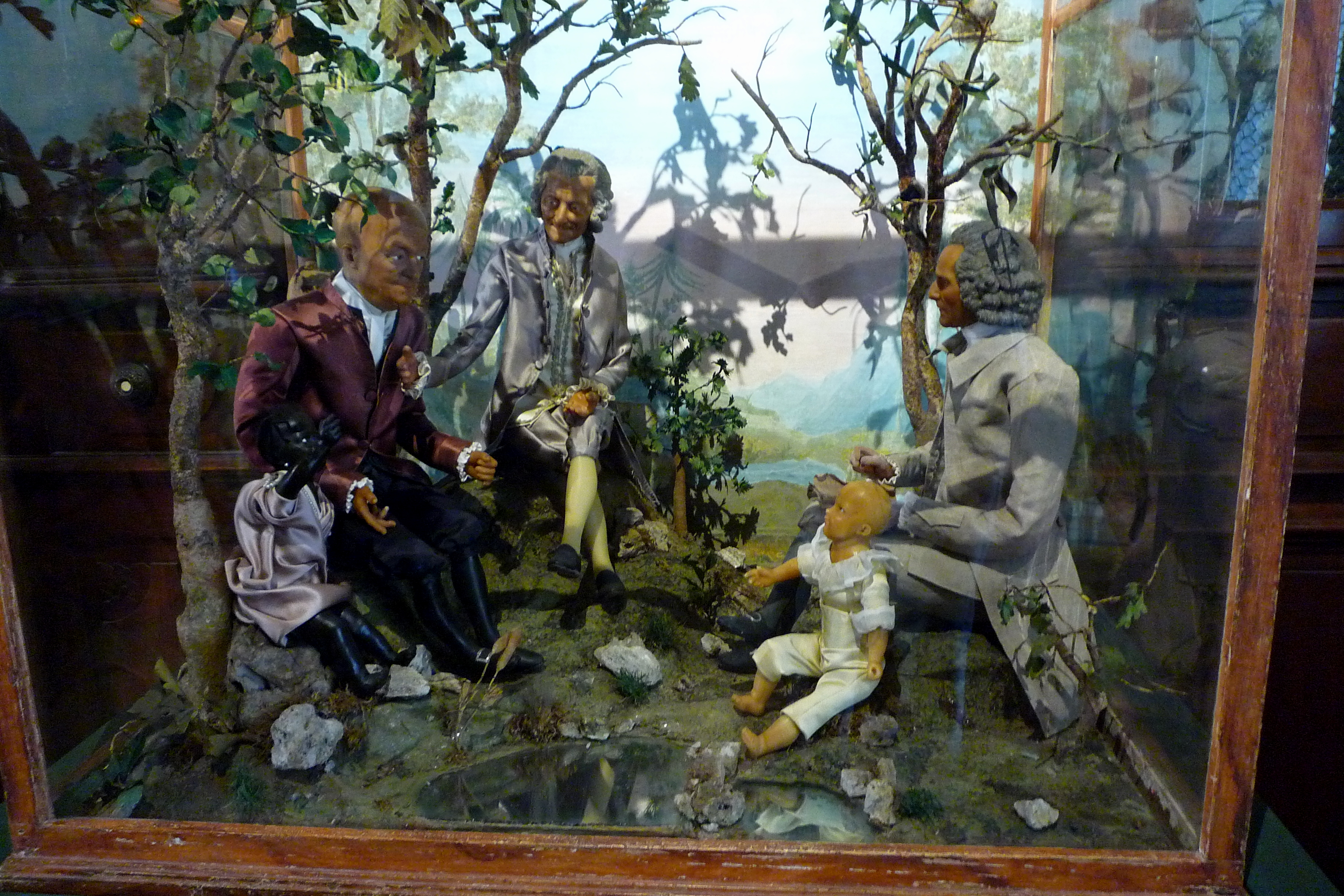
Cabinet de cire représentant les trois pères de la Révolution française, Franklin, Voltaire et Rousseau, installés aux Champs-Élysées.
(musée de la Révolution française)

Rousseau, qui admire Voltaire, lui envoie en 1755 son Discours sur l’inégalité qui fait suite à son Discours sur les sciences et les arts de 1750. Il lui rend « l’hommage que nous vous devons tous comme à notre chef ». La critique de la civilisation, la dénonciation du « luxe », de l’inégalité sociale et de la propriété, l’exaltation du primitivisme de Rousseau ne peuvent que rencontrer l’incompréhension de Voltaire. Mais Rousseau participe au combat philosophique, c’est un ami de Diderot et d’Alembert, un collaborateur de l’Encyclopédie. Voltaire lui répond ironiquement : « J’ai reçu, Monsieur, votre nouveau livre contre le genre humain, je vous en remercie (…) On n’a jamais tant employé d’esprit à vouloir nous rendre bêtes ; il prend envie de marcher à quatre pattes quand on lit votre ouvrage. Cependant, comme il y a plus de soixante ans que j’en ai perdu l’habitude, je sens malheureusement qu’il m’est impossible de la reprendre ». Rousseau répond sans acrimonie. Leur échange de lettres est publié dans le Mercure de 1755.
En 1756, lorsque Voltaire envoie à Rousseau son Poème sur le désastre de Lisbonne, l’incompréhension est cette fois du côté de ce dernier. Il répond : « Rassasié de gloire et désabusé des vaines grandeurs, vous vivez libre au sein de l’abondance : vous ne trouvez pourtant que mal sur terre ; et moi, homme obscur, pauvre, tourmenté d’un mal sans remède, je médite avec plaisir dans ma retraite et trouve que tout est bien. D’où viennent ces contradictions apparentes ? Vous l’avez-vous-même expliqué : vous jouissez, moi j’espère, et l’espérance adoucit tout ». Voltaire ne répond pas sur le fond. Dans les Confessions, Rousseau dit que la véritable réponse lui fut donnée avec Candide (1759).
En 1758, à la suite de la parution de l’article de D'Alembert, « Genève », dans l’Encyclopédie, Rousseau publie sa Lettre à d’Alembert sur les spectacles. Il rompt à cette occasion avec Diderot, l’ami de ses débuts et avec les Encyclopédistes. Visant Voltaire qui milite pour faire autoriser la comédie à Genève (elle le sera en 1783), il reprend la thèse de son premier Discours : le théâtre à Genève favoriserait le luxe, accroîtrait l’inégalité, altérerait la liberté et affaiblirait le civisme. Pour Voltaire, nier la valeur morale et humaine du théâtre, c’est nier l’évidence. Mais il ne veut pas répondre. « Moi », écrit-il à d’Alembert, « je fais comme celui qui pour toute réponse à des arguments contre le mouvement se mit à marcher. Jean-Jacques démontre qu’un théâtre ne peut convenir à Genève, et moi j’en bâtis un (Il s’agit de l’ouverture d’une salle de spectacle dans son château de Tourney en 1760) ».
L’affrontement est cependant resté courtois jusqu’à la véritable déclaration de guerre (publiée plus tard dans les Confessions, livre X) que Rousseau adresse à Voltaire le 17 juin 1760 : « Je ne vous aime point, Monsieur ; vous m’avez fait tous les maux qui pouvaient m’être les plus sensibles, à moi, votre disciple et votre enthousiaste. Vous avez perdu Genève, pour le prix de l’asile que vous y avez reçu ; vous avez aliéné de moi mes concitoyens pour le prix des applaudissements que je vous ai prodigués parmi eux ; c’est vous qui me rendez le séjour de mon pays insupportable ; c’est vous qui me ferez mourir en terre étrangère (…) Je vous hais, enfin, puisque vous l’avez voulu ; mais je vous hais en homme plus digne de vous aimer si vous l’aviez voulu. De tous les sentiments dont mon cœur était pénétré pour vous il n’y reste que l’admiration qu’on ne peut refuser à votre beau génie, et l’amour de vos écrits ».
Cette fois, Voltaire est ulcéré : « Une telle lettre de la part d’un homme avec qui je ne suis pas en commerce me paraît merveilleusement folle, absurde et offensante », écrit-il à Mme du Deffand, « Comment un homme qui a fait des comédies peut-il me reprocher d’avoir fait des spectacles chez moi en France ? Pourquoi me fait-il l’outrage de me dire que Genève m’a donné un asile ? Je n’ai pas assurément besoin d’asile, et j’en donne quelquefois (…) il imprime que je suis le plus adroit et le plus violent de ses persécuteurs. Je ne crois pas qu’on puisse faire à un homme injure plus atroce que de l’appeler persécuteur ». À la parution en 1761 du roman de Rousseau, La Nouvelle Héloise (l’un des grands succès d’édition du siècle), il se venge dans un pamphlet, trouvant « sot, bourgeois, impudent, ennuyeux » ce récit en six tomes qui ne contient que « trois à quatre pages de faits et environ mille de discours moraux ».
Les choses sérieuses commencent en 1762, lorsque, Rousseau décrété de prise de corps après la publication de ses grands ouvrages, le Contrat social et l'Émile, doit s’enfuir de France. À Genève, l’auteur est menacé d’arrestation s’il vient dans la ville et ses livres sont brulés. Pour Rousseau, malade, déprimé, ces persécutions sont le résultat, direct ou indirect, de l’influence dont jouit Voltaire à Genève comme à Paris. Dans les Lettres sur la Montagne, il accuse Voltaire d'être l'auteur du Sermon des cinquante, libelle anonyme profondément antichrétien paru en 1762, d’être complice de ses persécuteurs, de préférer au raisonnement la plaisanterie, de publier des ouvrages abominables et de ne pas croire en Dieu.
Voltaire répond par un libelle anonyme (Rousseau n’a jamais su qu’il en était l’auteur), le Sentiment des Citoyens où il suggère l'exécution de Rousseau, révélant que l’auteur de l’Émile a fait porter et déposer ses cinq enfants (qu’il a eus avec Thérèse Levasseur) aux Enfants-trouvés : « si on châtie légèrement un romancier impie, on punit capitalement un vil séditieux ». Il tient Rousseau pour un « déguisé en saltimbanque » misérable et estime justifiées les plus basses attaques (les problèmes urinaires de Rousseau sont le fruit de ses ), au point de perdre tout sens de la mesure (ainsi dans le poème burlesque La Guerre civile de Genève où il s’acharne particulièrement contre Rousseau et sa compagne). Animé par la rage, il le poursuit jusque dans son exil en Angleterre, faisant paraître anonymement dans les journaux de Londres la Lettre au Docteur Jean-Jacques Pansophe (1760) pour le brouiller avec ses hôtes.
Désormais, Voltaire va mener contre Rousseau une campagne d’insultes et de railleries, même s’il écrit en 1767 : « Pour moi, je ne le regarde pas comme un fou. Je le crois malheureux à proportion de son orgueil : c’est-à-dire qu’il est l’homme du monde le plus à plaindre ».

### Voltaire et les femmes

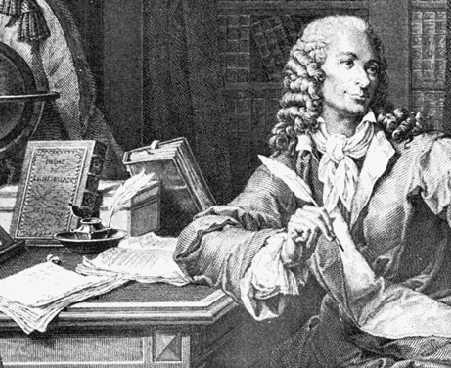
Voltaire à la résidence de Frédéric II à Potsdam, en Prusse. Détail d’une gravure de Pierre Charles Baquoy, d’après N. A. Monsiau.

La vie et l’œuvre de Voltaire dévoilent une place intéressante accordée aux femmes. Plusieurs de ses pièces sont entièrement dédiées aux vies exceptionnelles de femmes de pouvoir de civilisations orientales. Cette vision des femmes au pouvoir peut éclairer l’attachement de Voltaire à une femme savante comme Émilie du Châtelet.
En 1713, jeune secrétaire d’ambassade à La Haye, Voltaire s’éprend d’Olympe Dunoyer (ou du Noyer), alias Pimpette. C'est très vite le grand amour. La mère de cette jeune fille, une huguenote française exilée en Hollande, haïssant la monarchie française, va porter plainte à l'ambassadeur. Furieux, craignant un scandale, celui-ci renvoie Voltaire en France.
C’est largement grâce aux femmes que Voltaire se faufile dans la haute société de la Régence. Louise Bénédicte de Bourbon, duchesse du Maine réunissait dans son château de Sceaux une coterie littéraire qui complotait contre le duc Philippe d’Orléans, régent de France. On y poussa Voltaire à exercer sa verve railleuse contre le régent, ce qui valut à l’auteur un début de notoriété, et onze mois de Bastille. Les fréquentations féminines de Voltaire ne sont pas toutes de nature littéraire : c’est surtout pour favoriser ses affaires[réf. nécessaire] qu’il séduit l’épouse d’un président à mortier au parlement de Rouen, le marquis de Bernières, qu’il associe à ses spéculations, et aux ruses coûteuses déployées pour éditer La Henriade en dépit de la censure royale.
Grâce au succès de sa première tragédie Œdipe, Voltaire fait la connaissance de la duchesse de Villars, dont il s’éprend, mais sans que la réciproque soit vraie ; reste, là aussi, l’introduction dans le cercle aristocratique éclairé gravitant autour de Charles Louis Hector, maréchal de Villars, qui recevait en son château de Vaux. Quant à l’amour, Voltaire s’en dit « guéri », au profit de l’amitié, qu’il cultivera effectivement toute sa vie.
Voltaire a des liaisons éphémères avec quelques actrices, notamment Suzanne de Livry et Adrienne Lecouvreur, mais de santé précaire, il s’est toujours préservé des excès, y compris amoureux. La relation avec Gabrielle Émilie Le Tonnelier de Breteuil, marquise du Châtelet-Lomont est en revanche plus sérieuse. La traductrice de Newton est très douée pour les lettres autant que pour les sciences ou la philosophie. Elle est mariée, mais le marquis du Châtelet est un éternel absent, et Émilie, que tout passionne, tombe amoureuse sans mesure du prestigieux poète, qui lui est présenté en 1733, et qu’elle aimera jusqu’à sa mort, seize ans plus tard. Cirey (Cirey-sur-Blaise), le château de famille des Châtelet abrite leurs amours ; Voltaire en entreprend la restauration et l’agrandissement à ses frais.
Leur vie est quasi maritale, mais des plus mouvementées ; les échanges intellectuels intenses : Voltaire qui, jusque-là s’était consacré au « grand genre », la tragédie et le poème épique, opte résolument pour ce qui fera la particularité de son œuvre : le combat politique et philosophique contre l’intolérance. Une relation fusionnelle, donc, autant que studieuse et féconde.
C’est par une tromperie philosophique que s’engagera la fin d’une l’idylle de dix ans : la marquise renonce au matérialisme newtonien pour lui préférer le déterminisme optimiste de Leibniz, ce à quoi Voltaire ne saurait consentir. Moins sentimentale désormais, l’alliance persiste malgré tout. La marquise sauve plusieurs fois Voltaire des conséquences de ses insolences, et Voltaire éponge parfois les colossales dettes de jeu d’Émilie.
La situation se complique singulièrement lorsque Mme du Châtelet s’éprend du marquis de Saint-Lambert (Jean-François de Saint-Lambert). Émilie est enceinte, et Voltaire concocte un stratagème pour que le mari de la marquise se croie le père de l’enfant. Émilie meurt peu après l’accouchement, laissant Voltaire désespéré : il devait à Émilie du Châtelet ses années les plus heureuses.
En 1745, Voltaire devient, à cinquante ans, l’amant de sa nièce (l’une des deux filles de sa sœur aînée) Marie-Louise Denis. Voltaire a soigneusement dissimulé cette passion incestueuse et « adultère » (il est toujours l’amant en titre de la très jalouse Mme du Châtelet[Interprétation personnelle ?]). Mme Denis n’est, du reste, pas des plus fidèles, et ne dédaigne pas de profiter de la fortune (considérable) du poète. Le couple ne cohabite vraiment qu’à la mort d'Émilie du Châtelet en 1749. Sauf pendant l’épisode prussien, Voltaire et sa nièce ne se sépareront plus. Marie-Louise Denis va régner sur le ménage de Voltaire jusqu'à sa mort. Bourgeoise, elle sait conduire une maisonnée, ce dont ne se souciait pas Émilie du Châtelet, mais elle ne sera jamais, comme elle, la confidente et la conseillère de ses travaux.
Louise d'Épinay a fait de Mme Denis un portrait caricatural lors de sa visite aux Délices en novembre 1757 : « La nièce de M. de Voltaire est à mourir de rire, c’est une petite grosse femme, toute ronde, d’environ cinquante ans, femme comme on ne l’est point, laide et bonne, menteuse sans le vouloir et sans méchanceté ; n’ayant pas d’esprit et en paraissant avoir ; criant, décidant, politiquant, versifiant, déraisonnant, et tout cela sans trop de prétention et surtout sans choquer personne, ayant par-dessus tout un petit vernis d’amour masculin qui perce à travers la retenue qu’elle s’est imposée. Elle adore son oncle, en tant qu’oncle et en tant qu’homme. Voltaire la chérit, s’en moque, la révère : en un mot cette maison est le refuge de l’assemblage des contraires et un spectacle charmant pour les spectateurs ». Mais le portrait qu'a laissé d'elle Van Loo montre un visage bien dessiné, un regard agréable et une certaine sensualité. « Prenez soin de maman… » aurait été l'une des dernières paroles de Voltaire mourant.

### Voltaire et l'homosexualité
Daniel Borrillo et Dominique Colas, dans leur ouvrage L’Homosexualité de Platon à Foucault, estiment que « Voltaire aborde la question dans son dictionnaire philosophique sous le chapitre Amour nommé socratique d’une manière si légère et si violente qu’il semble avoir été écrit par un théologien du Moyen Âge plutôt que par un philosophe de la Raison ». Voltaire ne fait toutefois aucune référence à la Bible, à la différence de l'article « Sodomie » de l'Encyclopédie paru en 1765 et lui, très « théologique ». Par ailleurs, l'article du Dictionnaire philosophique a été très développé dans les Questions sur l'Encyclopédie (à partir de 1770).
Selon Roger-Pol Droit, « Pareil acharnement est d'autant plus curieux qu'il est difficile de l'imputer au climat de l'époque (…). La plupart des philosophes des Lumières sont d'ailleurs plus que tolérants envers les partenaires de même sexe. Au contraire, Voltaire n'a cessé de juger ces mœurs contre nature, dangereuses, infâmes ».

### Voltaire et l'esclavagisme
Voltaire était fondamentalement opposé à l'image du « bon sauvage » des pays équatoriaux ou que l'homme est « bon » à l'état de nature, image promue par Jean-Jacques Rousseau ou Denis Diderot – avec, par exemple, son Supplément au Voyage de Bougainville (« innocence » du « primitif » rappelant d'ailleurs l'image biblique du jardin d'Éden, lorsqu'Adam et Ève n'ont point encore goûté au fruit de la connaissance du bien et du mal).
Voltaire considère que les hommes noirs, des pays équatoriaux, sont des « animaux humains » comme le sont aussi les hommes blancs, et que, si les Africains sont victimes de l'Européen, ce n'est pas parce que l'Européen est corrompu par la société – tandis que les Africains ne le sont point, comme vierges de toute culpabilité, mais bien parce que les chefs nègres collaborent activement avec les marchands européens pour leur vendre des esclaves africains ; ainsi, Voltaire ne cherche pas à dédouaner de leur responsabilité les peuples africains dans la traite négrière (en les infantilisant ou en clamant qu'ils sont trop naïfs pour ne pas savoir ce qu'ils font, comme incapables de distinguer le bien et le mal), et écrit, dans son Essai sur les mœurs et l’esprit des Nations :

« Nous n’achetons des esclaves domestiques que chez les Nègres ; on nous reproche ce commerce. Un peuple qui trafique de ses enfants est encore plus condamnable que l’acheteur. Ce négoce démontre notre supériorité ; celui qui se donne un maître était né pour en avoir. »

Ce refus de faire des Africains un peuple essentiellement « irresponsable », démontre que Voltaire s'écarte de tout discours justifiant une essence humaine, discours permettant de soutenir qu'il y a des hommes qui, par leur seule naissance, sont destinés à être dominés et opprimés, et d'autres – à dominer et à oppresser : pour Voltaire, c'est parce que les Africains noirs n'ont pas pitié des leurs – et ne les protègent pas des abus, que les Européens peuvent les asservir sans problème par l'esclavage, et non parce que les hommes noirs sont par leur nature même « naïfs » – abusés malgré eux, comme le prétendent les Européens croyant au « bon sauvage ».

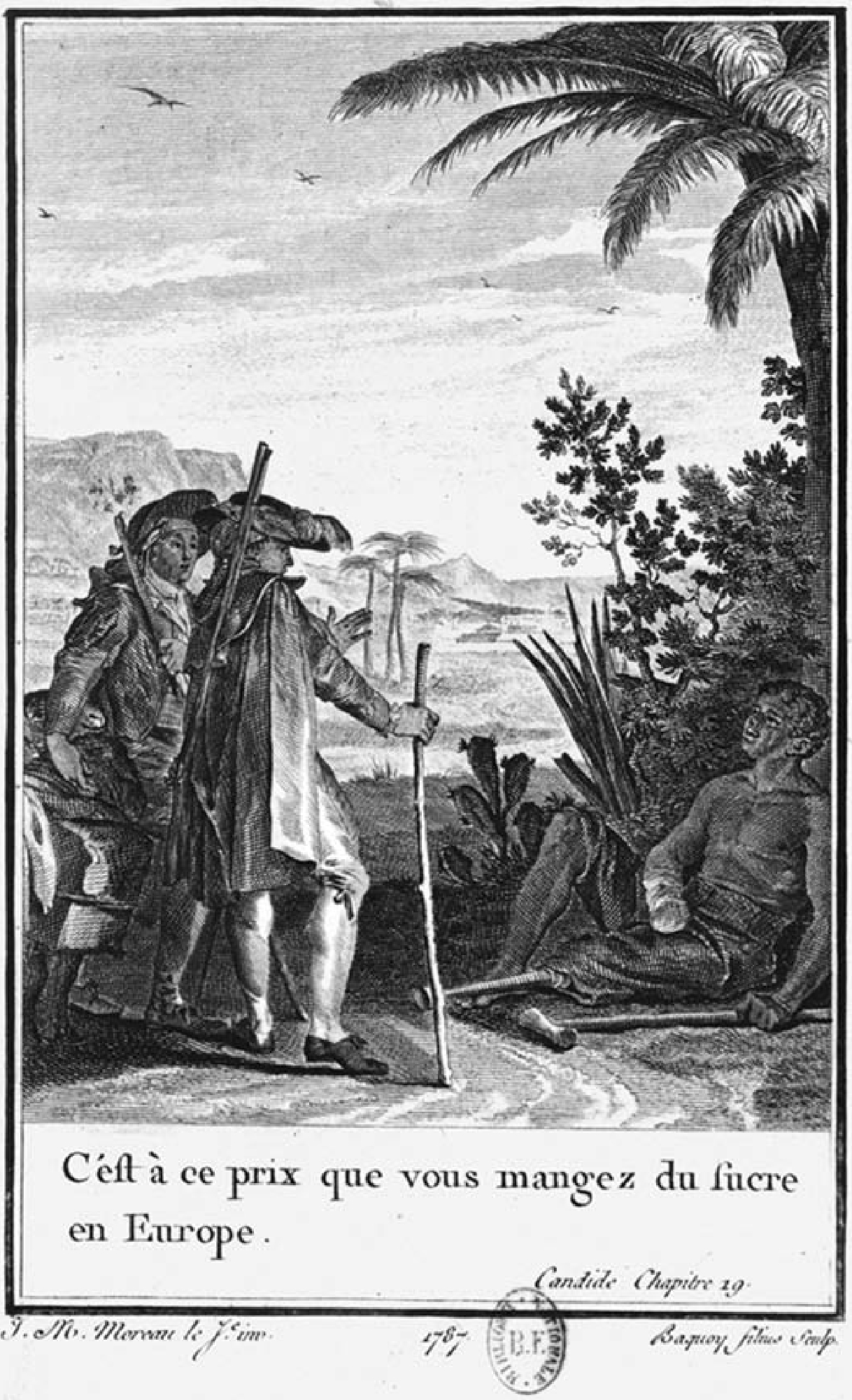
Candide, face au nègre esclave, atrocement mutilé par ses propriétaires, qui lui dit : « C’est à ce prix que vous mangez du sucre en Europe ».

Voltaire a fermement condamné l’esclavagisme. Le texte le plus célèbre est la dénonciation des mutilations de l’esclave de Suriname dans Candide mais son corpus comporte plusieurs autres passages similaires. Dans le Commentaire sur l’Esprit des lois (1777), il félicite Montesquieu d’avoir jeté l’opprobre sur cette odieuse pratique.
Il s’est également enthousiasmé pour la libération de leurs esclaves par les quakers de Pennsylvanie en 1769.
De la même manière, le fait qu’il considère en 1771 que « de toutes les guerres, celle de Spartacus est la plus juste, et peut-être la seule juste », guerre que des esclaves ont menée contre leurs oppresseurs, plaide assurément en faveur de la thèse d’un Voltaire anti-esclavagiste.
Lors des dernières années de sa vie, en compagnie de son avocat et ami Christin, il a lutté pour la libération des « esclaves » du Jura qui constituaient les derniers serfs présents en France et qui, en vertu du privilège de la main-morte, étaient soumis aux moines du chapitre de Saint-Claude. C’est un des rares combats politiques qu’il ait perdus ; les serfs ne furent affranchis que lors de la Révolution française, dont Voltaire inspira certains des principes.
À tort, on a souvent prétendu que Voltaire s’était enrichi en ayant participé à la traite des Noirs. On invoque à l’appui de cette thèse une lettre qu’il aurait écrite à un négrier de Nantes pour le remercier de lui avoir fait gagner 600 000 livres par ce biais. Il s'avère que cette lettre est un faux. L'auteur remarque d'ailleurs que l'allégation de Voltaire négrier a été souvent assurée par des historiens qui la rapportaient au conditionnel. Lequel conditionnel tiendrait lieu de vérité sans que le droit à la présomption d'innocence lui soit reconnu. Voltaire possédait néanmoins un « gros portefeuille » d'actions de la compagnie des Indes,, qui pratiqua la traite négrière. Il semble que l'accusation ait déjà été portée en 1789 aux États-Généraux. Afin de discréditer l'extrait abolitionniste de Candide, on invoqua le 9 mai 1789 sa participation financière à la traite des Noirs.

### Voltaire, le racisme et l'antisémitisme
Pour Christian Delacampagne, « Voltaire, il faut s'y résoudre, est à la fois polygéniste, raciste et antisémite », car, animé par ce qu'il considère comme l'obscurantisme religieux, « il poursuit d'une même haine le christianisme et le judaïsme. Et comme il lui faut à tout prix se démarquer des doctrines défendues par ces deux religions, il se croit obligé d’attaquer avec vigueur le monogénisme » (selon quoi Adam et Ève sont le couple humain unique et originel).
Ainsi, dans l’introduction de l'Essai sur les mœurs et l'esprit des nations, Voltaire écrit :

« Il n'est permis qu'à un aveugle de douter que les blancs, les nègres, les albinos, les Hottentots, les Chinois, les Américains, soient des races entièrement différentes… Leurs yeux ronds, leur nez épaté, leurs lèvres toujours grosses, leurs oreilles différemment figurées, la laine de leur tête, la mesure même de leur intelligence, mettent entre eux et les autres espèces d'hommes des différences prodigieuses. Et ce qui démontre qu'ils ne doivent point cette différence à leur climat, c'est que les nègres et les négresses, transplantés dans des pays les plus froids, y produisent toujours des animaux de leur espèce… »

Bien avant Darwin et sa théorie de l'évolution, Voltaire remet donc totalement en question le dogme abrahamique consistant à affirmer que l'espèce humaine, en son intégralité, vient d'un seul couple originel (Adam et Ève) créé par Jéhovah, mais considère, au contraire, que l'humanité – à la manière de toutes les autres espèces animales –, est issue de différentes branches distinctes qui ont évolué de manière multiple, en lien étroit avec la géographie et leur hérédité physique particulière (c'est ce que défend aussi Montesquieu qui prétend, dans son Esprit des lois, que les cultures humaines se constituent différemment selon le climat et la géographie où elles s'épanouissent).
L'attitude de Voltaire envers les Juifs, notamment dans certains passages du Dictionnaire Philosophique ou des « Essais sur les Mœurs » pose la question de son antisémitisme, exprimé à de nombreuses reprises. Dans l’article « Tolérance », du Dictionnaire Philosophique, il écrit :

« C'est à regret que je parle des Juifs : cette nation est, à bien des égards, la plus détestable qui ait jamais souillé la terre. »

Il écrit aussi :

« Si ces Ismaélites [les Arabes, qui, selon la Bible, descendent d'Ismaël] ressemblaient aux Juifs par l'enthousiasme et la soif du pillage, ils étaient prodigieusement supérieurs par le courage, par la grandeur d'âme, par la magnanimité […] Ces traits caractérisent une nation. On ne voit au contraire, dans toutes les annales du peuple hébreu, aucune action généreuse. Ils ne connaissent ni l'hospitalité, ni la libéralité, ni la clémence. Leur souverain bonheur est d'exercer l'usure avec les étrangers ; et cet esprit d'usure, principe de toute lâcheté, est tellement enracinée dans leurs cœurs, que c'est l'objet continuel des figures qu'ils emploient dans l'espèce d'éloquence qui leur est propre. Leur gloire est de mettre à feu et à sang les petits villages dont ils peuvent s'emparer. Ils égorgent les vieillards et les enfants ; ils ne réservent que les filles nubiles ; ils assassinent leurs maitres quand ils sont esclaves ; ils ne savent jamais pardonner quand ils sont vainqueurs : ils sont ennemis du genre humain. Nulle politesse, nulle science, nul art perfectionné dans aucun temps, chez cette nation atroce. »Voltaire, « chap. 6-De l’Arabie et de Mahomet », dans Essais sur les Mœurs, t. 11, éd. Moland, 1875 (lire sur Wikisource), p. 231.

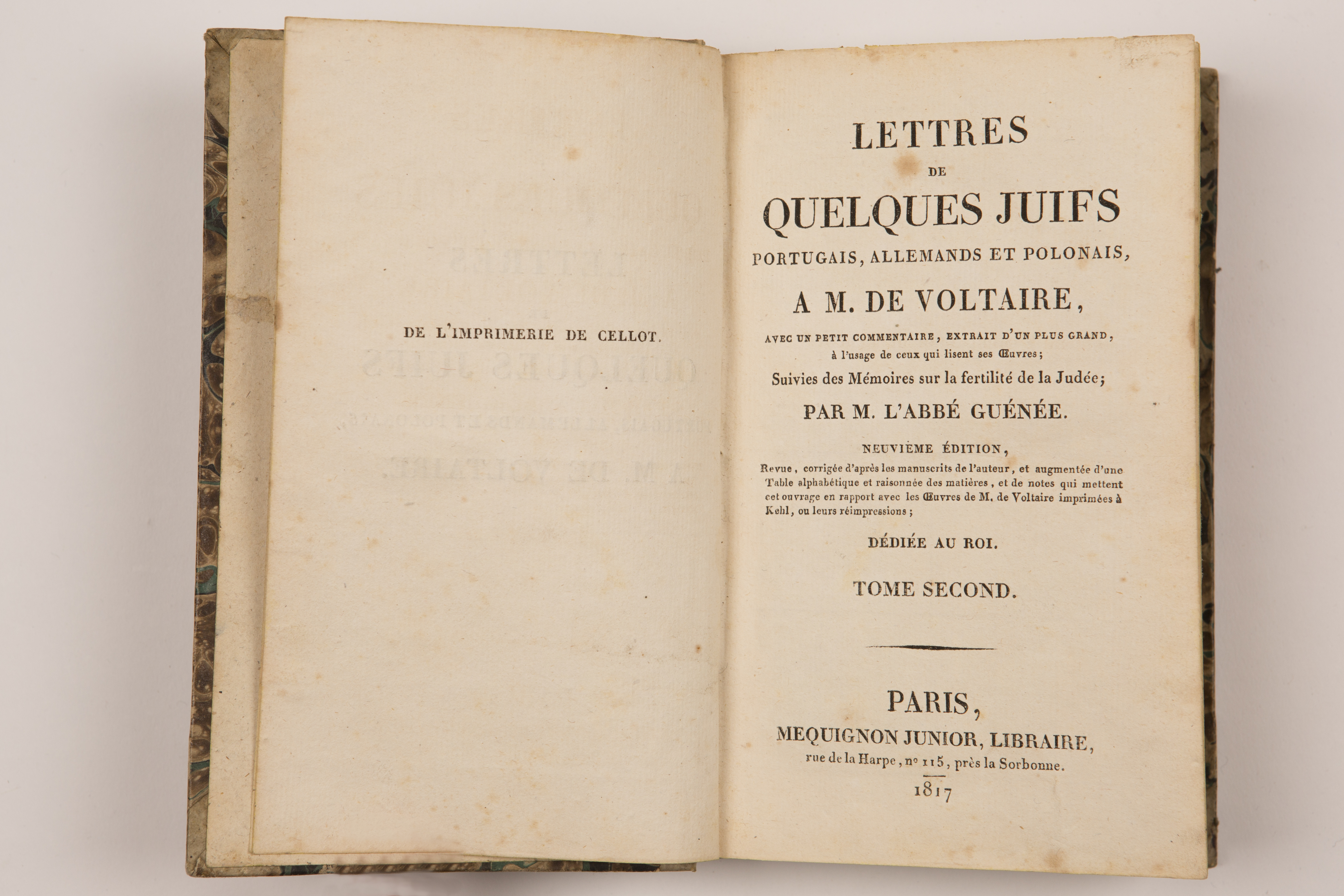
Antoine Guénée, Lettres de quelques Juifs portugais, allemands et polonais à Voltaire, 1817 (9e edition), Paris. Dans la collection du musée juif de Suisse.

Ces écrits étaient l’objet de plusieurs critiques à son époque. Le juif portugais Isaac de Pinto rédige une réponse aux passages antisémites dans le Dictionnaire philosophique, qu’il publie et envoie directement à Voltaire.Antoine Guenée reproduit l’écrit de Pinto Apologie pour la Nation Juive, ou Réflexions Critiques en tête de ses Lettres de Quelques Juifs Portugais, Allemands et Polonais, à M. de Voltaire.
Pour Bernard Lazare, « si Voltaire fut un ardent judéophobe, les idées que lui et les encyclopédistes représentaient n'étaient pas hostiles aux Juifs, puisque c'étaient des idées de liberté et d'égalité universelle ». L'historien de la Shoah, Léon Poliakov fait de Voltaire, « le pire antisémite français du XVIIIe siècle ». Selon lui, ce sentiment se serait aggravé dans les quinze dernières années de la vie de Voltaire. Il paraîtrait alors lié au combat du philosophe contre l'Église.
Pour l'historien Dirk Van der Cruysse, si Voltaire marque quelque respect voire admiration à Mahomet dans son Essai sur les mœurs, c'est en partie par « l’antipathie qu('il) éprouvait à l’égard du peuple juif ».
Certes, Voltaire déteste ce peuple sémitique qui prétend être élu par Dieu : nul peuple n'est tel pour lui. Mais malgré son mépris, Voltaire n'appelle pas sur les juifs la persécution à la différence des antisémites du XIXe siècle et du XXe siècle. Dans l'article « Juifs », du Dictionnaire Philosophique, il écrit :

« Vous ne trouverez en eux qu'un peuple ignorant et barbare, qui joint depuis longtemps la plus sordide avarice à la plus détestable superstition et à la plus invincible haine pour tous les peuples qui les tolèrent et qui les enrichissent. Il ne faut pourtant pas les brûler. »

Au contraire, les critiques de Voltaire envers le judaïsme (ou envers le christianisme, l'islam, le manichéisme, le polythéisme et l'athéisme) servent de point d'appui pour glorifier une éthique universelle, la tolérance et le respect au-delà des doctrines métaphysiques :

« Vous [les Israélites] me paraissez les plus fous de la bande [des hommes se disputant pour leurs opinions religieuses respectives, athées compris]. Les Cafres, les Hottentots, les nègres de Guinée sont des êtres beaucoup plus raisonnables et plus honnêtes que vos Juifs les ancêtres. Vous l'avez emporté sur toutes les nations en fables impertinentes, en mauvaise conduite, et en barbarie. (…) Pourquoi seriez-vous une puissance ? (…) Continuez surtout à être tolérants ; c'est le vrai moyen de plaire à l'Être des êtres, qui est également le père des Turcs et des Russes, des Chinois et des Japonais, des nègres, des tannés et des jaunes, et de la nature entière. »

— Voltaire, Il faut prendre un parti ; XXIV Discours d'un théiste.
Pour Pierre-André Taguieff, « Les admirateurs inconditionnels de la « philosophie des Lumières », s'ils prennent la peine de lire le troisième tome (De Voltaire à Wagner) de l'Histoire de l'antisémitisme, paru en 1968, ne peuvent que nuancer leurs jugements sur des penseurs comme Voltaire ou le baron d'Holbach, qui ont reformulé l'antijudaïsme dans le code culturel « progressiste » de la lutte contre les préjugés et les superstitions ».
D'autres notent que l'existence de passages contradictoires dans l'œuvre de Voltaire ne permet pas de conclure péremptoirement au racisme ou à l'antisémitisme du philosophe. « L'antisémitisme n'a jamais cherché sa doctrine chez Voltaire », indique ainsi Roland Desné qui écrit : « Il est non moins vrai que ce n'est pas d'abord chez Voltaire qu'on trouve des raisons pour combattre l'antisémitisme. Pour ce combat, il y a d'abord l'expérience et les raisons de notre temps. Ce qui ne signifie pas que Voltaire, en compagnie de quelques autres, n’ait pas sa place dans la lointaine genèse de l'histoire de ces raisons-là ».

### Voltaire et l'islam

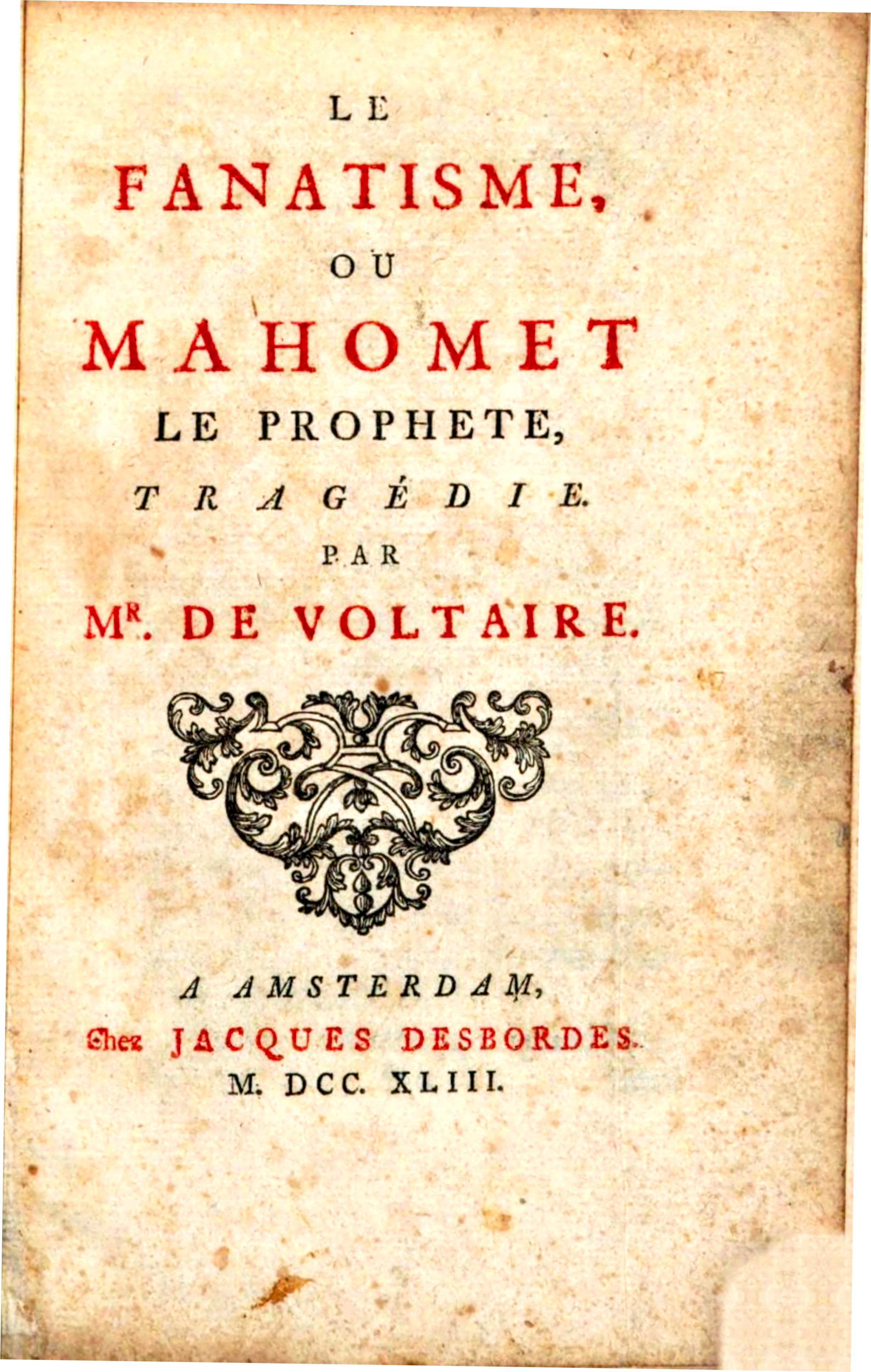
Mahomet (1741).

Voltaire a entretenu une relation complexe à l'islam, utilisé au départ comme substitut à l’Église catholique dans ses attaques anticléricales (c'est l'objet de sa pièce Le Fanatisme ou Mahomet le Prophète, dont il écrira en 1742 dans une lettre à M. de Missy : « Ma pièce représente, sous le nom de Mahomet, le prieur des Jacobins mettant le poignard à la main de Jacques Clément »), mais l'islam devient rapidement pour Voltaire, au fil des années, un modèle de religion de sagesse pure et sans clergé, qu'il ne craint pas d'admirer ouvertement pour mieux l'opposer à l’Église dont il dénonce les travers et la corruption (cela est particulièrement visible dans le court conte « Femmes, soyez soumises à vos maris »).
Le jeune Voltaire fit donc d'abord scandale avec sa tragédie Le Fanatisme ou Mahomet le Prophète où l'auteur dépeint Mahomet comme un « imposteur », un « faux prophète », un « fanatique » et un « hypocrite »,, dont l'ambition politique et personnelle, maquillée de religion, mène à leur perte les personnages innocents. Toutefois, selon Pierre Milza, la pièce a surtout été « un prétexte à dénoncer l’intolérance des chrétiens - catholiques de stricte observance, jansénistes, protestants - et les horreurs perpétrées au nom du Christ ». Pour Voltaire, qui ne s'était alors pas encore beaucoup documenté sur l'islam, Mahomet « n’est ici autre chose que Tartuffe les armes à la main ».
Déiste, Voltaire s'est ensuite montré de plus en plus attiré par la rationalité apparente de l’islam, religion sans clergé, sans miracle et sans mystères. Reprenant la thèse déiste de Henri de Boulainvilliers, il apercevait dans le monothéisme musulman une conception plus rationnelle que celle de la Trinité chrétienne.
Plus tard, sous l'influence de la lecture d'Henri de Boulainvilliers et Georges Sale, il reparle de Mahomet et de l’islam dans un article « De l’Alcoran et de Mahomet » publié en 1748 à la suite de sa tragédie. Dans cet article, Voltaire maintient que Mahomet fut un « charlatan », mais « sublime et hardi » et écrit qu’il n’était en outre pas un illettré. Puisant aussi des renseignements complémentaires dans la Bibliothèque orientale d’Herbelot, Voltaire, selon René Pomeau, porte un « jugement assez favorable sur le Coran » où il trouve, malgré « les contradictions, les absurdités, les anachronismes », une « bonne morale » et « une idée juste de la puissance divine » et y « admire surtout la définition de Dieu ». Ainsi, il « concède désormais » que « si son livre est mauvais pour notre temps et pour nous, il était fort bon pour ses contemporains, et sa religion encore meilleure. Il faut avouer qu’il retira presque toute l’Asie de l’idolâtrie » et qu’« il était bien difficile qu’une religion si simple et si sage, enseignée par un homme toujours victorieux, ne subjuguât pas une partie de la terre ». Il considère que « ses lois civiles sont bonnes ; son dogme est admirable en ce qu’il a de conforme avec le nôtre » mais que « les moyens sont affreux ; c’est la fourberie et le meurtre ».
Après avoir estimé plus tard qu’il avait fait dans sa pièce Mahomet « un peu plus méchant qu’il n’était », c’est dans la biographie de Mahomet rédigée par Henri de Boulainvilliers que Voltaire puise et emprunte, selon René Pomeau, « les traits qui révèlent en Mahomet le grand homme ». Dans son Essai sur les mœurs et l’esprit des Nations dans lequel il consacre, en historien cette fois, plusieurs chapitres à l’islam,, Voltaire « porte un jugement presque entièrement favorable » sur Mahomet qu’il qualifie de « poète », de « grand homme » qui a « changé la face d’une partie du monde », tout en nuançant la sincérité de Mahomet qui imposa sa foi par « des fourberies nécessaires ». Il considère que si « le législateur des musulmans, homme puissant et terrible, établit ses dogmes par son courage et par ses armes », sa religion devint cependant « indulgente et tolérante ».
Vers 1760, dans son apologue satirique Femmes, soyez soumises à vos maris, il fait même du monde musulman (et notamment de la Turquie de l'époque) un modèle de civilisation, de tolérance religieuse et de droits des femmes pour l'Europe - mais essentiellement pour mieux critiquer le christianisme. Dans son article « Alcoran ou plutôt Le Koran » du Dictionnaire philosophique, il continue à « réfuter radicalement, en citant longuement les textes sacrés, les accusations de misogynie qui pesaient à l’époque sur l’islam ».
Cependant, Voltaire est fondamentalement déiste et dénonce clairement l’islam et les religions abrahamiques en général. Profitant de la définition du théisme dans son Dictionnaire philosophique, il jette dos à dos islam et christianisme :

« [le théiste] croit que la religion ne consiste ni dans les opinions d’une métaphysique inintelligible, ni dans de vains appareils, mais dans l’adoration et dans la justice. Faire le bien, voilà son culte ; être soumis à Dieu, voilà sa doctrine. Le mahométan lui crie : « Prends garde à toi si tu ne fais pas le pèlerinage à La Mecque ! » « Malheur à toi, lui dit un récollet, si tu ne fais pas un voyage à Notre-Dame de Lorette ! » Il rit de Lorette et de La Mecque ; mais il secourt l’indigent et il défend l’opprimé. »

Néanmoins, dans un contexte français marqué par l’emprise liberticide du catholicisme sur la société française, Voltaire nuance parfois son jugement sur l’islam, comprenant qu’il peut s’agir d’une arme redoutable contre le clergé catholique.
Ses propos sur Mahomet lui valent d’ailleurs les foudres des jésuites et notamment de l’abbé Claude-Adrien Nonnotte,.
Dans l’Essai sur les mœurs, Voltaire se montre également « plein d’éloges pour la civilisation musulmane et pour l’islam en tant que règle de vie ». Il compare ainsi le « génie du peuple arabe » au « génie des anciens Romains » et écrit que « dans nos siècles de barbarie et d’ignorance, qui suivirent la décadence et le déchirement de l’Empire romain, nous reçûmes presque tout des Arabes : astronomie, chimie, médecine », et que « dès le second siècle de Mahomet, il fallut que les chrétiens d’Occident s’instruisissent chez les musulmans ».
Il y a donc deux représentations de Mahomet chez Voltaire, l’une religieuse selon laquelle Mahomet est un prophète comme les autres qui exploite la naïveté des gens et répand la superstition et le fanatisme, mais qui prêche l’unicité de Dieu et l’autre, politique, selon laquelle Mahomet est un grand homme d’État comme Alexandre le Grand et un grand législateur qui a fait sortir ses contemporains de l’idolâtrie. Ainsi selon Diego Venturino, la figure de Mahomet est ambivalente chez Voltaire, qui admire le législateur, mais déteste le conquérant et le pontife, qui a établi sa religion par la violence. Pour Dirk Van der Cruysse, l’image plus nuancée de Mahomet dans l’Essai sur les mœurs est nourrie en partie par « l’antipathie que Voltaire éprouvait à l’égard du peuple juif ». Selon lui, les « inefficacités de la révélation judéo-chrétienne » comparées au « dynamisme de l’islam » soulèvent chez Voltaire une « admiration sincère mais suspecte ». Van der Cruysse considère le discours voltairien sur Mahomet comme un « tissu d’admiration et de mauvaise foi mal dissimulé » qui vise moins le prophète lui-même que les spectres combattus par Voltaire à savoir le « fanatisme et l’intolérance du christianisme et du judaïsme ».
Ce qu'il ne faut donc pas perdre de vue, c'est que Voltaire admire le Mahomet conquérant, réformateur et législateur, qu'il apprécie des caractéristiques du dogme mais seulement quand il les compare à d'autres et qu'enfin, il exècre l'islam en tant que religion, et, dans les textes qui montrent l'éloge à Mahomet, on lit aussi une dénonciation virulente de la barbarie, du fanatisme, et de l'obscurantisme. Ainsi, même si Voltaire contribue à répandre « une méfiance irréfléchie à l’égard de toute théologie » au milieu du XVIIIe siècle, il contribue également à diffuser une vision extrêmement favorable de l’islam qui semble pour lui la moins mauvaise des religions.
Les textes de Voltaire relatifs à l'islam ont fait l'objet d'une édition commentée en 2015 aux éditions de l'Herne.

### Voltaire et le christianisme
Le christianisme, dont il souhaite la disparition, n’est pour Voltaire que superstition et fanatisme. C'est dans ses lettres qu'il est le plus explicite : en 1767, il écrit à Frédéric II : « Tant qu’il y aura des fripons et des imbéciles, il y aura des religions. La nôtre est sans contredit la plus ridicule, la plus absurde, et la plus sanguinaire qui ait jamais infecté le monde »; et au Marquis d'Argence : le christianisme est « la superstition la plus infâme qui ait jamais abruti les hommes et désolé la terre »,.
Toute sa vie, Voltaire a répandu des écrits anti-chrétiens, tout en affirmant qu’il était étranger à ces publications (ce qui en général ne trompait personne, mais lui évitait des poursuites personnelles) et en feignant à Ferney la pratique religieuse, par exemple en faisant ses pâques en 1768 (ses bons paysans seraient « effrayés », explique-t-il dans ses lettres, s’ils le voyaient agir autrement qu’eux, s’ils pouvaient imaginer qu’il pense différemment).
Ses attaques contre la croyance et les pratiques du christianisme, ses railleries sur la Bible, surtout l’Ancien Testament (dont il est un lecteur assidu), sont le propre de ce qu’on a appelé « l’esprit voltairien » et ont suscité contre lui des haines profondes.
Elles se font en effet toujours sous une forme particulièrement moqueuse envers les croyants, ainsi dans Le Dîner du comte de Boulainvilliers (1767), son réquisitoire contre la messe et la communion :

« Un gueux qu’on aura fait prêtre, un moine sortant des bras d’une prostituée, vient pour douze sous, revêtu d’un habit de comédien, me marmotter dans une langue étrangère ce que vous appelez une messe, fendre l’air en quatre avec trois doigts, se courber, se redresser, tourner à droite et à gauche, par devant et par derrière, et faire autant de dieux qu’il lui plaît, les boire et les manger, et les rendre ensuite à son pot de chambre ! »

Mais Voltaire peut être plus clément dans sa critique du christianisme, en écrivant par exemple dans sa Vingt-cinquième lettre sur les Pensées de M. Pascal, que « le christianisme n’enseigne que la simplicité, l’humanité, la charité ; vouloir le réduire à la métaphysique, c’est en faire une source d’erreurs ».
La condamnation du christianisme chez Voltaire porte donc davantage sur l'idéalisme exclusif et l'aspect rituel (ou superstitieux) qui peut s'en emparer (et le desservir) – que sur les enseignements de Jésus-Christ en eux-mêmes. Voltaire préfère prendre le parti des opprimés et cultiver une philosophie à contre-courant de toutes idées et comportements préconçus – pour permettre à la Raison sensible de s'épanouir librement, plutôt que défendre et établir des systèmes de pensées abstraits sans lien avec la réalité vécue : un philosophe ne doit pas devenir un « chef de parti » enfermant son intellect dans une doctrine, même s'il prend parti.
C'est surtout l'absurdité conceptualisée et érigée en dogme – et l'absence d'empathie des hommes, qui pousse Voltaire à dénoncer le christianisme et à se moquer des chrétiens et à tout ce qui leur apparaît « normal » ; dans son Dialogue du chapon et de la poularde, Voltaire en vient ainsi à faire dire au chapon, s'adressant à la poularde, que l'abstinence de viande, deux jours par semaine, dans le christianisme, est une loi « très barbare [qui] ordonne que ces jours-là on mangera les habitants des eaux. Ils vont chercher des victimes au fond des mers et des rivières. Ils dévorent des créatures dont une seule coûte souvent plus de la valeur de cent chapons : ils appellent cela jeûner, se mortifier. Enfin je ne crois pas qu'il soit possible d'imaginer une espèce plus ridicule à la fois plus abominable, plus extravagante et plus sanguinaire ».
Globalement, le lien fait entre le fanatisme sanguinaire et les références abrahamiques est chez Voltaire une constante, qui participe beaucoup à son rejet du christianisme. Dans La Bible enfin expliquée, Voltaire écrit :

« C'est le propre des fanatiques qui lisent les Écritures saintes, de se dire à eux-mêmes : Dieu a tué, donc il faut que je tue ; Abraham a menti, Jacob a trompé, Rachel a volé, donc je dois voler, tromper, mentir. Mais, malheureux ! tu n'es ni Rachel, ni Jacob, ni Abraham, ni Dieu : tu n'es qu'un fou furieux, & les Papes qui défendirent la lecture de la Bible furent très sages. »

#### Voltaire et le protestantisme
L’engagement de Voltaire pour la liberté religieuse est célèbre, et un des épisodes les plus connus en est l’affaire Calas. Ce protestant, injustement accusé d’avoir tué son fils qui aurait voulu se convertir au catholicisme est mort roué en 1762. En 1763, Voltaire publie son Traité sur la tolérance à l’occasion de la mort de Jean Calas qui bien qu’interdit aura un retentissement extraordinaire et amènera à la réhabilitation de Calas deux ans plus tard.
Au départ, il n’éprouvait pas pour lui de sympathies particulières, au point d’écrire le 22 mars 1762, dans une lettre privée au conseiller Le Bault : « Nous ne valons pas grand’chose, mais les huguenots sont pires que nous, et de plus ils déclament contre la comédie ». Il venait alors d’apprendre l’exécution de Calas et, encore mal informé, il croyait à sa culpabilité. Mais des renseignements lui parviennent et, le 4 avril, il écrit à Damilaville : « Il est avéré que les juges toulousains ont roué le plus innocent des hommes. Presque tout le Languedoc en gémit avec horreur. Les nations étrangères, qui nous haïssent et qui nous battent, sont saisies d’indignation. Jamais, depuis le jour de la Saint-Barthélemy, rien n’a tant déshonoré la nature humaine. Criez, et qu’on crie ». Et il se lance dans le combat pour la réhabilitation.
En 1765, Voltaire prend fait et cause pour la famille Sirven, dans une affaire très similaire ; cette fois-ci il réussira à éviter la mort aux parents. Cependant, bien qu’impressionné par la théologie des quakers, et révolté par le massacre de la Saint-Barthélemy (Voltaire était pris de malaises tous les 24 août), Voltaire n’a pas de sympathie particulière pour le protestantisme établi. Dans sa lettre du 26 juillet 1769 à la duchesse de Choiseul, il dit bien crûment : « Il y a dans le royaume des Francs environ trois cent mille fous qui sont cruellement traités par d’autres fous depuis longtemps ».

### Voltaire et l'hindouisme
Très critique envers les religions abrahamiques, Voltaire avait en revanche une vision positive de l'hindouisme (mais rejetant toute forme de superstition qui aurait dégradé l'origine première des enseignements brahmaniques) ; l'autorité sacrée des brahmanes, le Veda, a ainsi été commenté par le philosophe en ces termes :

« Le Veda est le plus précieux don de l'Orient, et l'Occident lui en sera à jamais redevable. »

Et dans son Essai sur les mœurs et l'esprit des nations (chapitre 4) :

« Si l’Inde, de qui toute la terre a besoin, et qui seule n’a besoin de personne, doit être par cela même la contrée la plus anciennement policée, elle doit conséquemment avoir eu la plus ancienne forme de religion. »

Dans ce même chapitre, Voltaire voit le peuple hindou comme étant « un peuple simple et paisible » – « étonné » de voir des « hommes ardents », venus « des extrémités occidentales de la terre », s'entretuer mutuellement sur le sous-continent indien – pour le piller et le convertir à leur religion respective et ennemie : l'islam ou les différentes branches du christianisme.
Voltaire se sert aussi des histoires et textes antiques de l'hindouisme pour ridiculiser et renier les revendications et affirmations bibliques (temps linéaire très court de la Bible, face au temps cyclique et infiniment long dans l'hindouisme, etc.), et considère que la bienveillance hindoue envers les animaux est un choix qui rend complètement honteuse la malveillance générale soutenue par l'impérialisme européen, colonial et esclavagiste.

## Informations complémentaires
- Le corps de Voltaire a été, selon sa volonté, autopsié.

Le marquis de Villette s’est approprié le cœur. L'apothicaire ayant procédé à l'embaumement, M. Mitouard, a obtenu de garder le cerveau. Villette, ayant fait l'acquisition de Ferney, décide de faire de la chambre de l’écrivain un sanctuaire. Il y dresse un petit mausolée abritant un coffret vermeil contenant la relique. Une plaque indique en lettres d’or : « Son esprit est partout et son cœur est ici ». Alors qu'il doit vendre Ferney en 1785, le marquis rapporte le cœur rue de Beaune à Paris. Il échoit à son héritier, qui était devenu, sous la Restauration, un royaliste ultra et qui a légué, à sa mort en 1859, tous ses biens au « comte de Chambord ». D’autres héritiers des Villette, en pleine querelle testamentaire, tentent alors de s’opposer à ce que le cœur du philosophe devienne la propriété du prétendant légitimiste au trône de France. Ils perdent leur procès en première instance et en appel, mais l’emportent en cassation. Ils décident d’en faire don en 1864 à l’empereur Napoléon III. Le cœur de Voltaire est déposé à la Bibliothèque nationale dans le socle en bois du plâtre original du « Voltaire assis » de Jean-Antoine Houdon où l’on peut lire l’inscription : « Cœur de Voltaire donné par les héritiers du marquis de Villette ». Cette cérémonie de remise du 16 décembre 1864 se fait en présence de Victor Duruy, ministre de l'Instruction, qui déclare le cœur de Voltaire bien national. Il est un peu plus tard, en 1867, installé dans la salle principale de la nouvelle rotonde de l'architecte Henri Labrouste, dites rotonde Voltaire, à l'étage. Les écrits du philosophe furent disposés tout autour, ainsi que des documents se rapportant à lui, notamment médailles et portraits, et le plafond est peint par Pierre-Victor Galland. En 2010, la statue est déplacée dans le cadre des travaux de réaménagement du site Richelieu de la Bibliothèque, et l'on s'aperçut du fait d'une forte odeur que la solution alcoolisée où était conservé le cœur avait visiblement fui. Après un traitement de conservation la statue, son socle avec le reliquaire et son contenu sont installés, en 2016, dorénavant dans le salon d’honneur du site Richelieu.

Le cerveau de Voltaire est quant à lui exposé dans l'officine de Mitouart, rue de Beaune, pendant plusieurs années. Son fils veut en faire don en 1799 à la Bibliothèque nationale. Le Directoire refusa. De nouvelles propositions sont faites en 1830 et 1858, suivies de nouveaux refus. Il échoue en 1924 à la Comédie française (il aurait été cédé par une descendante des Mitouart contre deux fauteuils d’orchestre) et est placé dans le socle d'une autre statue de Houdon où il se trouve encore.
- En 1778, le 7 avril, soit un peu moins de deux mois avant sa mort, Voltaire accepte d'entrer dans la loge maçonnique des Neuf Sœurs (que fréquentait aussi Benjamin Franklin) bien qu'il ne semble pas avoir eu de considérations particulières[200] pour l'Ordre, tel qu'il le formule en son article "initiation" des "Questions sur l'Encyclopédie"[201]. On le dispense, vu son âge, des habituelles épreuves ainsi que du rite du bandeau sur les yeux, celui-ci semblant déplacé sur un homme qui avait été considéré par beaucoup comme l'un des plus clairvoyants de son époque. Il revêt à cette unique occasion le tablier de Claude-Adrien Helvétius. Les honneurs funèbres lui sont rendus en loge le 28 novembre de cette même année[202],[203].

- Il est courant d'entendre que Voltaire disait à propos de Marivaux et d'autres : « Grands compositeurs de rien, pesant gravement des œufs de mouche dans des balances de toiles d'araignées ». Or, s'il est exact que cette expression se rencontre effectivement chez Voltaire, elle ne vise nullement Marivaux. On la trouve dans sa lettre du 27 avril 1761 à l'abbé Trublet où il écrit : « Je me souviens que mes rivaux et moi, quand j'étais à Paris, nous étions tous fort peu de chose, de pauvres écoliers du siècle de Louis XIV, les uns en vers, les autres en prose, quelques-uns moitié prose, moitié vers, du nombre desquels j'avais l'honneur d'être ; infatigables auteurs de pièces médiocres, grands compositeurs de riens, pesant gravement des œufs de mouche dans des balances de toile d'araignée ». Quant au nom de l'auteur du Jeu de l'amour et du hasard, il ne se trouve pas une seule fois dans la lettre.
- Voltaire a la réputation d'avoir été un grand amateur de café, et il fréquentait souvent le Café Procope. Il aurait eu l'habitude de consommer entre 40 et 72 tasses par jour[204],[205].
- Le romancier Frédéric Lenormand fait de Voltaire le héros de sa série de livres Voltaire mène l'enquête. En mai 2016, six livres dans cette collection sont sortis.

## Musique
- Giovanni Paisiello : Le roi Théodore à Venise, drame héroïcomique d'après Candide (1787)
- Simon Mayr : Adélaïde di Guesclino, drame sentimental en 2 actes (1799)
- Leonard Berstein, Candide, opérette en deux actes pour voix et orchestre (1956, nouveau livret en 1973, révisée en 1982 et 1989)

## Voltaire dans la culture populaire

### Filmographie
- 1922 : Fridericus Rex de Arzén von Cserépy avec Robert Sortsch-Pla.
- 1924 : Mandrin d’Henri Fescourt avec Bardès.
- 1926 : Die Mühle von Sanssouci de Siegfried Philippi et Frederic Zelnik avec Carl Goetz.
- 1932 : Trenck de Ernst Neubach et Heinz Paul avec Karl Meinhardt.
- 1933 : Voltaire de John G. Adolfi de John G. Adolfi avec George Arliss.
- 1938 : Adrienne Lecouvreur de Marcel L'Herbier avec Fernand Bercher.
- 1948 : Le Diable boiteux de Sacha Guitry avec Maurice Schutz.
- 1954 : Si Versailles m'était conté… de Sacha Guitry avec Jacques de Féraudy.
- 1956 : Si Paris nous était conté de Sacha Guitry avec Jacques de Féraudy.
- 1963 : La caméra explore le temps, L’Affaire Calas de Stellio Lorenzi avec Pierre Asso.
- 1976 : Le Siècle des Lumières de François Villiers avec Michel Duchaussoy (jeune) et Claude Dauphin (âgé).
- 1978 : Ce diable d'homme de Marcel Camus avec Denis Manuel (jeune) et Claude Dauphin (âgé).
- 1989 : Condorcet minisérie de Michel Soutter avec Jacques Dufilho.
- 1994 : L’Affaire Voltaire minisérie de Jacques Mény avec Charles-Antoine Decroix.
- 2001 : Un cœur oublié de Philippe Monnier avec Aurélien Recoing.
- 2004 : Nouvelle-France – Québec 1759 de Jean Beaudin avec Philippe Dormoy.
- 2006 : Jeanne Poisson, marquise de Pompadour de Robin Davis avec Jean-François Dérec.
- 2007 : 
  - Divine Émilie d’Arnaud Sélignac avec Thierry Frémont.
  - Voltaire et l'Affaire Calas de Francis Reusser avec Philippe Vuilleumier.
- 2011 : 
  - Les Procès de l’Histoire, épisode L’Affaire du chevalier de La Barre (1765) de Ghislain Vidal avec Yves Carnevalis.
  - Louis XVI, l’homme qui ne voulait pas être roi de Thierry Binisti avec Roland Copé.
- 2019 : L'émission Secrets d'Histoire sur France 2 du 11 juillet 2019, intitulée Voltaire ou la liberté de penser, lui est consacrée[206].
- 2021 : Les Aventures du jeune Voltaire, mini-série télévisée d'Alain Tasma (Voltaire y est incarné, à différents âges, par Thomas Solivérès, Bernard Le Coq et Basile Grunberger).

### Littérature
Dans le conte "Le jour du jugement dernier", du recueil Les Mémoires de Satan, de Pierre Cormon, Dieu essaie de juger Voltaire mais s'aperçoit que le personnage est plus ambigu qu'il n'y paraît.

### Bandes dessinées
- Z33 agent secret, T.76, Opération Voltaire, dessin de Aurelio Bevia, textes d'Eugenio Sotillos, éditions Imperia, 1979. Le nom de Voltaire est ici utilisé comme symbole de la France où l'opération doit avoir lieu.
- Candide, d'après Voltaire, dessin de Georges Wolinski, éditions du Chêne, 1994.
- La petite bibliothèque philosophique de Joann Sfar, T. 2, Candide, d'après Voltaire, dessin de Joann Sfar, éditions Bréal, 2003.
- Candide, d'après Voltaire, dessin de Philippe Meyran, Bulles d'encre, 2004.
- CH Confidentiel, T.2, Nom de code: Voltaire, textes et dessin de Daniel Ceppi, Le Lombard, coll. Troisième vague, 2007. Le nom de Voltaire sert ici à symboliser la Suisse et des opérations bancaires et financières occultes.
- Candide, d'après Voltaire, dessin de Vujadin Radovanović, textes de Michel Dufranne, trois tomes, Delcourt, coll. Ex-libris, 2008 à 2013.
- Le complot de Ferney-Voltaire, dessin de Didier Pagot, textes de Makyo et Frédéric Richaud, Glénat, Editions du patrimoine, 2012. Cette bande dessinée développe de façon fictionnelle le conflit entre Voltaire et Guy-Auguste de Rohan-Chabot.
- Pangloss puis Tribute to Voltaire, revue, 4 numéros parus, 2016 à 2017. Artistes variés, attribution d'un prix: le prix Arouet.
- Voltaire amoureux, T.1, Clément Oubrerie, Les Arènes, 2017.
- Voltaire très amoureux, T.2, Clément Oubrerie, Les Arènes, 2019.
- Voltaire, le culte de l'ironie, dessin de Jean-Michel Beuriot, scénario de Philippe Richelle, Casterman, 2019.

### CD-Rom
- Voltaire,supervision des contenus par le professeur René Pommeau, Wanadoo Editions, producteur Claude Richardet, 2001.

### Études

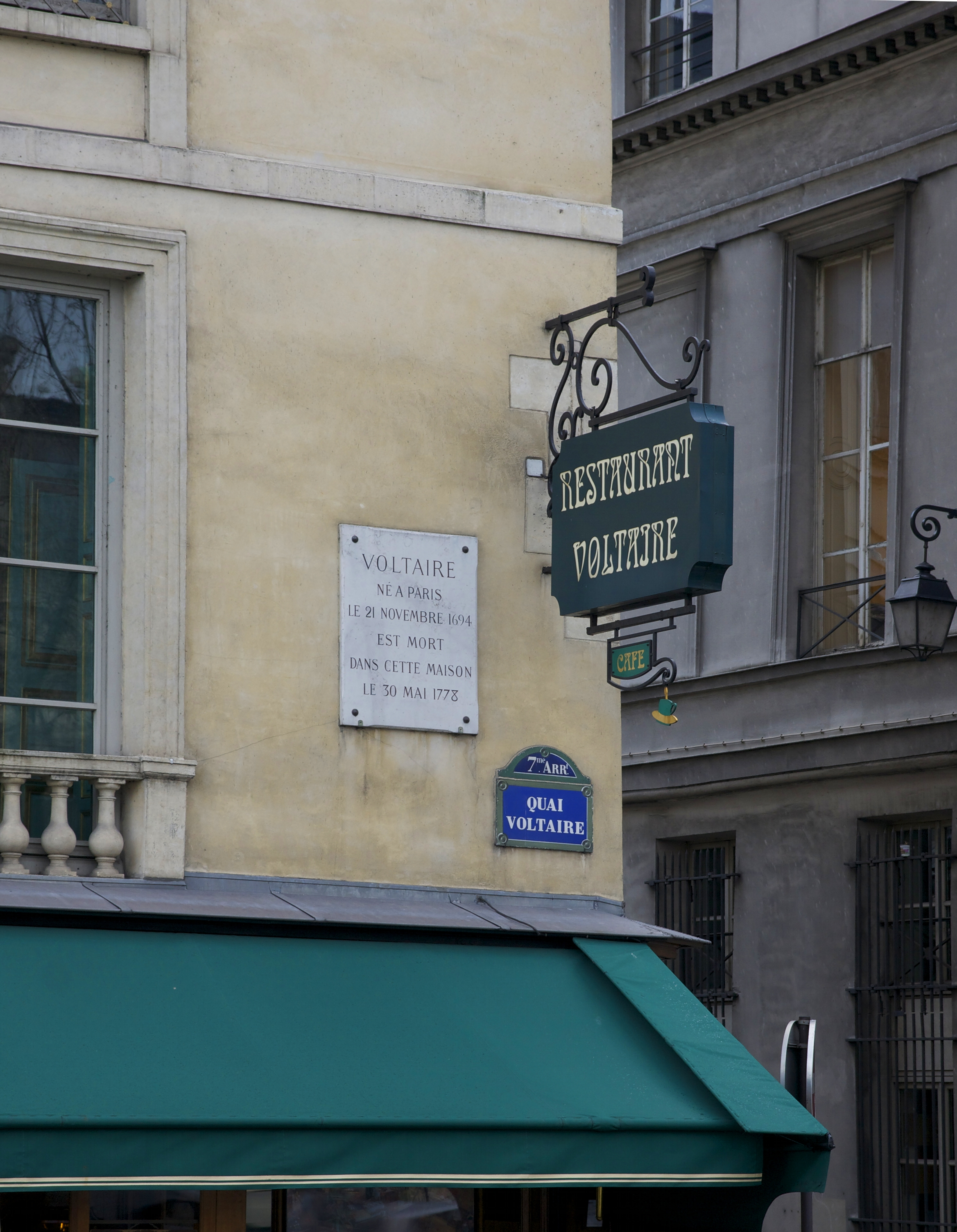
Triple hommage à Voltaire (quai homonyme, hôtel de Villette).

## Honneurs
- L'astéroïde (5676) Voltaire porte son nom.
- Le billet de banque 10 francs Voltaire a été émis en janvier 1964.